# Gramática del español

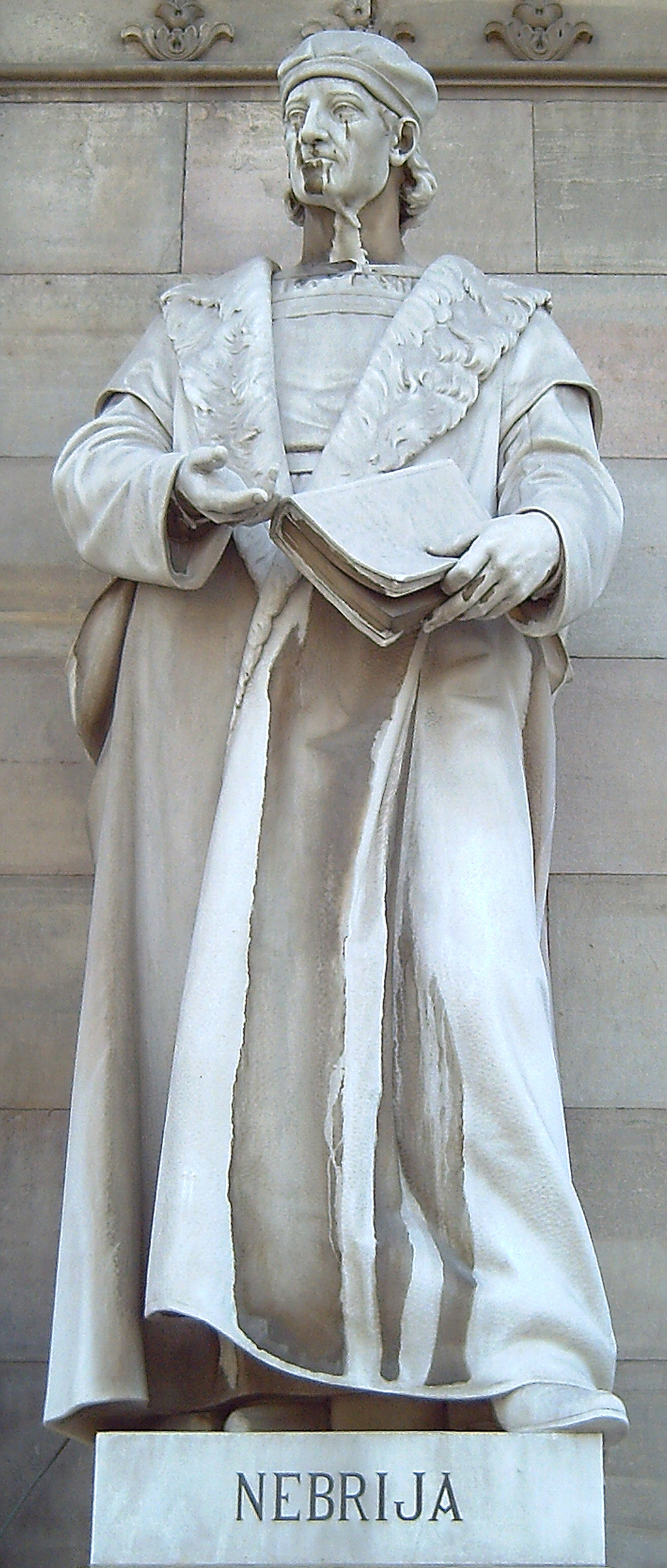
Estatua del gramático Antonio de Nebrija en la Biblioteca Nacional de Madrid, por Anselmo Nogués. En 1492, Nebrija fue el primer europeo en escribir una gramática de una lengua románica o neolatina, el español.

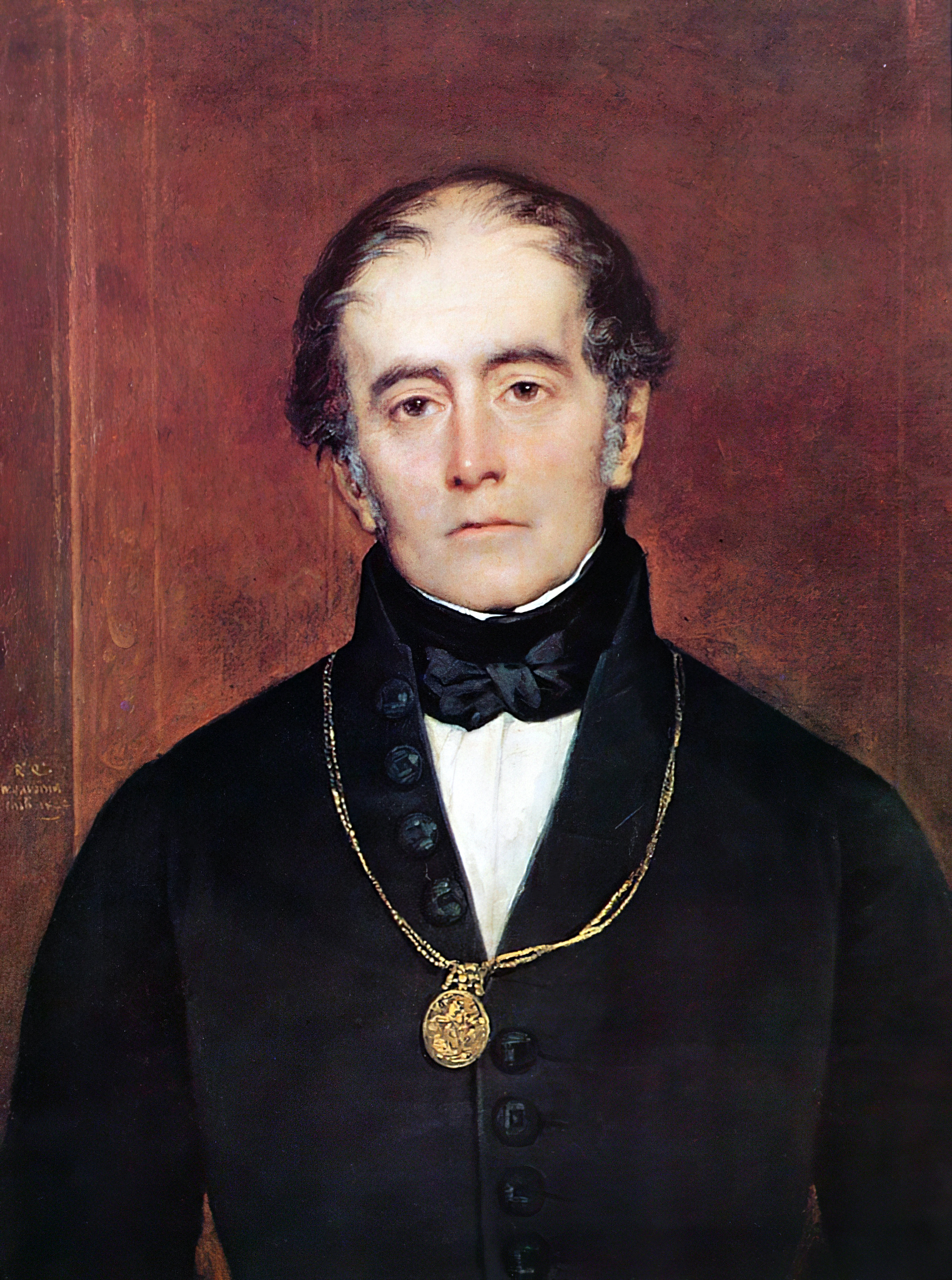
Retrato del gramático venezolano Andrés Bello por el pintor Raymond Monvoisin. Sus innovadoras ideas dieron un gran impulso al estudio de la lengua española.

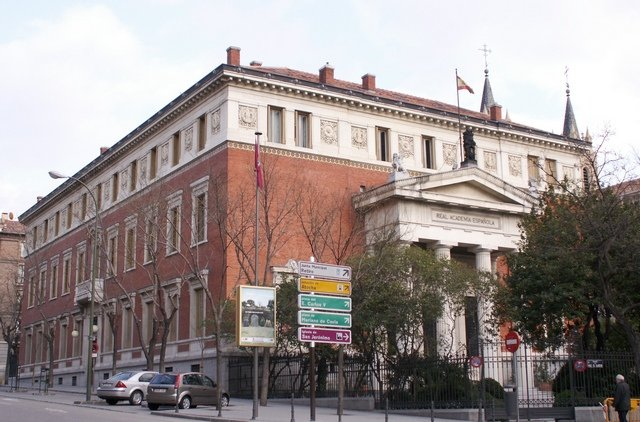
Sede actual de la Real Academia Española en el barrio madrileño de Los Jerónimos. El edificio, construido para albergar a la Academia, fue inaugurado el 1 de abril de 1894.

La gramática del español o castellano es muy similar a la de las demás lenguas romances. El español es una lengua flexiva de tipo fusionante, es decir, en las oraciones se usa preferentemente la flexión para indicar las relaciones entre sus elementos. Sin embargo, como la mayoría de las lenguas fusionantes, también recurre al uso de adposiciones (preposiciones), palabras abstractas que sirven de nexo y son invariables. Por la forma en que se marcan los argumentos de los verbos transitivos e intransitivos, se agrupa dentro de las lenguas nominativo-acusativas con algunos rasgos de ergatividad escindida. Sintácticamente, el español es una lengua de núcleo inicial altamente consistente.

## Morfología
Como idioma flexivo, en el español las palabras se forman mediante lexemas o raíces a los que se agregan morfemas gramaticales o gramemas (como el género masculino o femenino y el número singular o plural para los sustantivos y adjetivos, y el modo, tiempo, voz, aspecto y persona y número para el verbo), más todo tipo de afijos que sirven para formar palabras derivadas.

### Flexión
El español tiene flexión en los nombres, adjetivos, pronombres y verbos. La flexión se realiza exclusivamente mediante sufijos (nunca usa prefijos), cambios de posición de la sílaba tónica (a veces con alternancia vocálica) y ocasionalmente en el verbo y el pronombre mediante supletismo.
Los sufijos flexivos son los mismos para nombres y adjetivos, estos sufijos indican género gramatical /-o, -a, -Ø/ y número gramatical /-s, -es/ (la notación /-Ø/ indica un morfo cero que se refleja en la concordancia de género con el artículo). Los sufijos flexivos verbales son mucho más numerosos y el verbo siempre tiene la siguiente estructura:

{\displaystyle \scriptstyle {\text{RAÍZ}}-{\text{T.A.M.}}-{\text{PERSONA}}}

Donde TAM designa uno o varios morfemas que conjunta y frecuentemente de manera sincrética, como corresponde a una lengua fusionante, expresan las categorías gramaticales de tiempo-aspecto-modo. Los morfemas de persona suelen expresar también simultáneamente tiempo, ya que en ciertos tiempos, como el pretérito perfecto simple, la misma marca indica tanto tiempo como persona; por ejemplo, en amé, amaste,... las terminaciones identifican no solo a la persona, sino también el aspecto perfecto e incluso el tiempo pasado.

### Derivación
El español, lengua en que las palabras tienen por lo general dos o tres sílabas, prefiere entre los métodos de formación de palabras la derivación, ya que su escasez de monosílabos restringe y hace más incómoda la composición. Consiste aquel procedimiento en la suma de distintos tipos de afijos a palabras primitivas para formar otras nuevas (neologismos), llamadas derivadas. Los afijos del español provienen en su mayoría del latín y bastante menos del griego, aunque existen otros de diferente origen. Los prefijos se sitúan antes del lexema; los sufijos, antes de los morfemas constituyentes de género y número en el caso de los sustantivos y adjetivos, y antes de los morfemas constituyentes de modo, tiempo y aspecto en el de los verbos; y los interfijos antes de estos últimos y después del lexema. Los tres circunfijos del español rodean al lexema.
En Hispanoamérica, hay sufijos muy diferenciados; uno de ellos es -dera, que se emplea sobre todo en México, Centroamérica y en el área caribeña (también en las islas Canarias), y designa «acciones continuadas, intensas o repetidas»: llovedera, preguntadera, platicadera, vomitadera, lloradera, robadera, etc. El sufijo -ido ha creado neologismos en América como llorido, rebuznido, relinchido, toquido (‘ruido que se hace al tocar’) o chiflido (de chiflar, ‘silbar’). Los sustantivos terminados en -azo también son bastante comunes: en Bolivia, nortazo y surazo designan vientos.

#### Prefijos
En español, el papel de los prefijos es más limitado que el de los sufijos, ya que se usan solo en la derivación, nunca en la flexión (a diferencia de lo que ocurre con los sufijos). Fonológicamente los prefijos nunca provocan cambios de acentuación, a diferencia de los sufijos y son siempre átonos
En castellano, generalmente los prefijos provienen de antiguas preposiciones de origen latino (en algunos casos también algunos morfemas tomados del griego son productivos). Lo que quiere decir que un prefijo es la sílaba o palabra que se antepone a la raíz de una palabra, para formar otra palabra con otro significado pero manteniendo siempre la relación con el vocablo inicial. Semánticamente o por significado, pueden clasificarse en estos cinco tipos:
1. De negación: a- / an-; anti-; contra-; des- / dis- / de-; ex-; extra-; in- / im- / i-;
2. Locativos: ante-; circum- / circun-; entre- / inter-; infra-; pos- / post; sub- / so-; super- / sobre-; trans- / tras-; ultra-; vice-.
3. Temporales: ante-; pos- / post-; pre-.
4. De intensificación: archi-; extra-; hiper-; re-; super-; ultra-.
5. De cantidad y tamaño: bi- / bis-; mini-; mono- / mon-; multi-; pluri-; semi-; uni-.[2]

#### Sufijos
Es especialmente característico del español la marca de la afectividad con sufijos apreciativos-valorativos:
- Diminutivos, que indican proximidad afectiva; muchos de ellos son de uso más bien local (-uc- es un sufijo asturiano y cántabro; -et- corriente en la parte oriental de España; -ic- se usa mucho en Aragón, Navarra, Comunidad Valenciana castellanoparlante, Andalucía oriental, Albacete y Murcia; -ill- especialmente común en Andalucía, y otros son -it-, el más usado; -ino, propio de Extremadura; -ín, propio de León y Asturias; -uel-, -ij-): nenuco, torreta, pequeñico, pequeñito, pequeñillo, pequeñín, pequeñino, plazuela, lagartija; -iche: boliche.
- Aumentativos, que indican distanciamiento afectivo y un cierto asombro: -ón, -ot-, -az-, -at-, -ac-, -ud-, -arrón: tontón, librote, golpazo, niñato, camionaco, forzudo, tiarrón.
- Despectivos, que degradan peyorativamente los lexemas que modifican: -astr-; -arr-; -uch-; -ach-; -aj-; -ej-; -urr-; -orr-; -orrio; -ales; -uz-; -usco; -oide; -ang-; -aina; -alla; -eng-; -ing-; -ong-; -ung-, -etis; -atis; -olis, -irris...: camastro, casucha, poblacho, hierbajo, tipejo, coscurro, tintorro, bodorrio, vivales, gentuza, pedrusco, sentimentaloide, señoringa, tontaina, antigualla, chulengo, facilongo, millonetis, locatis, finolis, pantaloncirris...

Sufijos superlativos para adjetivos son -ísim- y -érrim-; el más usado es el primero, modificando a veces la forma del lexema: cierto-certísimo, bueno-buenísimo, fuerte-fortísimo, nuevo-novísimo, etcétera. El segundo se emplea para formar el superlativo de palabras como libre (libérrimo), célebre (celebérrimo), acre, agrio (acérrimo), pobre (paupérrimo), íntegro (integérrimo), salubre (salubérrimo), etcétera.
Pueden clasificarse los sufijos del español por la categoría gramatical de la palabra a que dan lugar en verbalizantes, nominalizantes, adjetivizantes y adverbializantes:
- Verbalizantes: -ar, -ear (de valor a veces frecuentativo),[3] -ificar, -izar (de valor causativo), -ecer (de valor incoativo):[4] taponar, relampaguear, vivificar, vigorizar, florecer.
- Nominalizantes: -ancia, -encia, -anza, -ción, -sión, -ismo, -dad, -tad, -ada, -ería, -aje, -ez, -mento, -miento, -dura: constancia, vivencia, semejanza, acción, aprensión, vandalismo, vanidad, amistad, cucharada, mensajería, dopaje, doblez, juramento, acercamiento, torcedura.
- Adjetivizantes: -os-, -ble, -able, -ible, -enc-, -ante, -iente, -ente, -iv-, -an-, -ad-, -id-, -il, -esc-, -ient-, -oide, -izo, -ento: nuboso, amable, defendible, azulenco, importante, sonriente, trascendente, creciente, activo, mexicano, cantado, sabido, monjil, burlesco, ceniciento, ovoide, plomizo, amarillento.
- Adverbializantes: -mente : hábilmente.

1. La derivación regresiva posee una gran importancia en la lengua española contemporánea; se usan -a, -e, -o y -eo: de pelear, pelea; de arrancar, arranque; de agobiar, agobio; de abanicar, abaniqueo. Inferior importancia poseen los procedimientos de creación conocidos como el calco semántico, el préstamo léxico adaptado o no, la combinación (cantautor, Eurasia, microfilme, morfosintaxis, secrefata, itañol), la incorporación nominal (pelechar, maniatar, rabiatar), la metáfora, la metonimia, la sinécdoque, la generalización, la especificación, la acronimia, la esterotipia (verborragia) y la onomatopeya.
2. Algunos sufijos están especializados en significaciones concretas; existen, por ejemplo, los sufijos gentilicios; en español los más usados son -án; ano/ana; -és/esa; -ense; -eño/eña; -ita; -ego/-ega; -ota; -ino/ina; -í: catalán, valenciano, muniqués, egabrense, madrileño, estambolita, manchego, cairota, parisino, ceutí. Otros menos usados son -a, -aco, -aíno, -ario, -eco, -enco, -eno, -eo, -ero, -esco, -iego, -isco, -o, -ol, -uco y -uz. Los gentilicios españoles son de formación muy compleja en ocasiones y su dominio exige un conocimiento profundo del idioma.

##### Derivación nominal
La Nueva gramática básica de la lengua española (2011, pp. 44-48) distingue cuatro grupos de sufijación nominal:
1. La derivación nominal de acción y efecto son  -ción (y sus variantes -ión, -sión y -zón; -miento; -(a)je; -dura (y su variante -tura) y los sufijos vocálicos átonos -a, -e y -o (pesca, abono, corte); los sufijos -ón, -ada y -azo, que denotan golpes y movimientos violentos: (agarrón, cuchillada, puñetazo...); -ido, que designa sonidos intensos y a veces característicos de ciertos animales: (silbido, aullido, bufido, graznido, ladrido, mugido...) y derivados participiales, casi siempre con el significado de «efecto» (salida, llamada, caída)
2. La derivación nominal de cualidad, estado y condición se forma a partir de bases adjetivas y nominales: -dad, -ez y -eza, -ura, -ía, -ería, -anza y -encia e -ismo.
3. La derivación nominal de agente, de instrumento y de lugar, usa los sufijos -dor / -dora, con sus variantes -tor / -tora, -sor / -sora y -or /-ora designando agente (apuntador, repartidor) instrumento (lavadora, regadera) o lugar (comedor, mirador); -dero / -dera y -torio también se usan para agentes, instrumentos y lugares; el sufijo culto -ario / -aria y el patrimonial -ero /-era se utilizan para agentes, instrumentos o utensilios, recipientes o contenedores (salero, papelera) y nombres de lugar (acuario, herbolario); el sufijo -ista suele asociarse a -ismo, pero no todos son susceptibles (dentista, taxista); -nte designa personas (cantante, dibujante) productos (calmante, disolvente) instrumentos (tirante) y lugares (pendiente, saliente). También los derivados participiales suelen sustantivarse (acusado, invitado) y -ón / -ona suele formar nombres de persona en sentido peyorativo (criticón, faltona)
4. La derivación nominal de conjunto o colectiva usa los sufijos -ía, -ería / -erío, -ario, -ero / -era, -ar y -al  y -edo / -eda, entre otras.

##### Derivación adjetiva
La Nueva gramática básica de la lengua española (2011) distingue cinco grandes grupos de sufijos adjetivales: los gentilicios, ya indicados, los de antropónimos, los de los adjetivos calificativos, los de los adjetivos relacionales y los de sentido activo o pasivo.
1. Los sufijos de antropónimos (-ano, -ino: franciscano, cervantino)
2. Los sufijos de adjetivos calificativos son -oso (cuyos significados son cuatro: abundante en o lleno de N (aceitoso, amoroso), con forma o aspecto de N (monstruoso, sedoso), que causa o produce N (asombroso, dudoso) o que (se) V (apestoso, quejoso, borroso); los superlativos -ísimo y -érrimo; -(i)ento / -(i)enta, que denotan intensidad o abundancia de su base (mugrienta); -udo / -uda (que denotan tamaño y forman parejas con -ón / -ona: barrigón / barrigudo, cabezón / cabezudo)
3. Los sufijos de adjetivos relacionales (véase) son -ar (solo si la base contiene "l": alvéolo > alveolar) y -al (solo si la base contiene "r": astro > astral)... Si la base no contiene ni l ni r, se escoge -al; los esdrújulos terminados en -ico e -ica (sílaba > silábico), -ástico / -ástica (gimnástico), -ático / -ática (selvático), -ífico / -ífica (científico) e -ístico / -ística (artístico, urbanístico); el sufijo -ista, asociado a profesiones, creencias o actitudes y tendencias o movimientos (pianista, machista, estalinista); -ero / -era (algodonera, lechera, pesquero)
4. Los sufijos de adjetivos de sentido activo o pasivo son -dor / -dora (con verbos de las tres conjugaciones y que admite la paráfrasis "que + V": investigador), -nte, que crea adjetivos como los antiguos participios de presente e indica propiedades inherentes, con sus variantes -ante, -ente e -iente; y -ble, formados por base verbal y que admiten la paráfrasis "que puede ser V-do": creíble.

##### Derivación verbal
Los verbos formados por derivación suelen construirse desde bases sustantivas o adjetivas. Los más activos son -ear, -ecer, -ificar (y su variante -iguar) -ar, -izar, -itar y -uar. Pueden clasificarse conforme a dos criterios:
1. Según la categoría de su base (denominales, como en "abotonar"; deverbales, como en "canturrear"; deadjetivales, como en "entristecer"; deadverbiales, como en "acercar" o "adelantar"; deinterjectivos, como en "jalear" o "pordiosear"; depronominales, como en "ningunear" o "tutear" y desintagmáticos, como en "ensimismar")
2. Según la relación entre su base y el derivado (creados por sufijación (claro > clarificar) o por parasíntesis (claro > aclarar).

#### Sufijos y sufijoides del español de origen griego
En realidad son lexemas sufijoidales o sufijoides que forman series de palabras compuestas, por lo cual tienen algún parecido con los sufijos, ya que el hablante no culto ha perdido la noción de que se tratan de palabras compuestas; estos son solo algunos de los más usados:
- -algia: Dolor. Lumbalgia: dolor de espalda.
- -andro o -andria: Hombre, varón. Poliandria: Estado de la mujer casada simultáneamente con dos o más hombres.
- -antropo: Hombre, ser humano. Filántropo: persona que tiene amor al prójimo. Puede usarse también como prefijo: Antropófago: el que come carne humana. Antropólogo: el que estudia el ser humano.
- -arca o -arquía: Poder. Patriarca: jefe de familia
- -atra, -atría: Curación. Pediatría: parte de la medicina relativa a las enfermedades de los niños.
- -céfalo: Cabeza. Acéfalo: desprovisto de cabeza.
- -ciclo: Algo circular. Hemiciclo: semicírculo.
- -cosmo: Mundo. Macrocosmo: el universo considerado en relación con el hombre.
- -crata, -cracia: Que tiene poder. Aristócrata: persona de la clase noble.
- -cromo: color. Policromado: de varios colores.
- -dromo: Carrera. Autódromo: pista de carreras de coches.
- -edro: Cara o base. Hexaedro. Sólido de seis caras planas y los ángulos de estas.
- -fago: Comer. Esófago: primera parte del tubo digestivo que va de la faringe al estómago.
- -fila: Hoja. Clorofila: pigmento verde de los vegetales.
- -filia o -filo: Amistad, amigo. Necrofilia: inclinación por la muerte.
- -fobia, -fobo: Enemistad, miedo. Claustrofobia: miedo a los lugares cerrados.
- -fonía, -fono: Voz o sonido. Sinfonía: conjunto de voces, instrumentos o ambas cosas que suenan a la vez con armonía.
- -foro: Llevar. Semáforo. Poste indicador con luces verde, ámbar y rojo que regula la circulación de los autos.
- -frasis: Expresión. Paráfrasis: explicación.
- -gamia: Casamiento. Poligamia: Hombre o mujer que posee una relación o está casado/a con más de una persona.
- -geno: Que engendra. Patógeno: que causa enfermedad.
- -geo: Tierra. Hipogeo: edificio subterráneo, excavado con finalidad religiosa o de hábitat.
- -grafía: Escribir. Taquigrafía: escritura formada por signos convencionales para escribir a gran velocidad.
- -grama: Letra. Crucigrama: juego que consiste en encontrar ciertas palabras y ponerlas en casilleros.
- -itis: Hinchazón, inflamación. Hepatitis: inflamación del hígado.
- -latría: Adoración. Idolatría: Adoración a un Dios.
- -lisis: Romper. Hidrólisis: Romper el agua, disociar sus moléculas.
- -lito: Piedra. Monolito: monumento de piedra de una sola pieza.
- -logía: Ciencia. Geología: ciencia que estudia la forma interior y exterior de la tierra.
- -mancia: Adivinación. Cartomancia: Adivinación por las cartas de la baraja.
- -manía: Pasión. Piromanía: que tiene la manía de provocar incendios.
- -mano: Afición. Pirómano: Persona que tiende a provocar incendios.
- -metro: Medida. Decámetro: Diez metros.
- -morfo: Forma. Amorfo: que carece de forma regular.
- -nauta: Navegante. Cosmonauta: Piloto o pasajero de un vehículo espacial.
- -nimia u -ónimo: Nombre, palabra. Topónimo: Nombre de un lugar.
- -patía: Afecto o afección. Homeopatía: sistema curativo que se aplica a las enfermedades con dosis mínimas.
- -pedia: Educación. Enciclopedia: conjunto de los conocimientos humanos.
- -plastia: Formar, modelar. Osteoplastia: reconstrucción de un hueso.
- -podo: Pies. Artrópodo: animales articulados como los crustáceos e insectos.
- -polis: Ciudad. Metrópolis: ciudad princ.
- -ptero: Ala. Coleóptero: Insectos que tienen boca, y dos alas.
- -rragia: Brotar. Hemorragia: flujo de sangre de cualquier parte del cuerpo.
- -scopio: Visión. Telescopio: anteojo para observar los astros.
- -sofía: Sabiduría. Filosofía: ciencia general de los seres, de los principios y de las causas y efectos de las cosas naturales.
- -tafio: Tumba. Epitafio: inscripción fúnebre.
- -teca: Armario, caja, archivo. Videoteca: lugar o archivo donde se almacenan videos.
- -tecnia: Arte o ciencia. Mercadotecnia: política comercial de una empresa.
- -teo: Dios. Ateo: Que no cree en Dios.
- -terapia: Curación o tratamiento. Helioterapia: curación por medio del sol.
- -termo o -térmico: Calor. Geotérmico: fenómeno térmico de la corteza terrestre.
- -tesis: Colocación. Prótesis: procedimiento mediante el cual se sustituye un órgano o parte de él.
- -tipo: Impresión. Prototipo: ejemplo, modelo.
- -tomia: Acción de cortar. Gastrectomía: intervención quirúrgica del estómago.
- -trón: se refiere en general a dos familias de cosas: partículas elementales y aparatos relacionados con ellas
- -tropo: Se dirige hacia. Fototropismo: Movimiento de algunas plantas hacia la luz, como el girasol.

#### Sufijos y sufijoides de origen latino
Estos son solo algunos de los más usados:
- -áceo: Pertenencia a una categoría biológica. Crustáceos: clase de animales pertenecientes a los artrópodos.
- -ano: Pertenencia a una persona, nación, etc. Americano: de América. Pidaliano: de Menéndez Pidal.
- -ario: Indica una relación general o específica (lugar, colección, etc.) con la base a la que se adjunta. Agrario: lo relacionado con el agro.
- -ble: Que puede ser. Amable: que puede ser amado. Visible: que puede ser visto.
- -ez(a): Forma sustantivos femeninos a partir de adjetivos. Belleza: cualidad de bello.
- -ez: Sufijo de pertenencia, que por extensión se hizo patronímico; significa "perteneciente a". Proviene de la terminación del genitivo singular del latín (3ª declinación) "-is": González: (cliente, servidor, hijo) de Gonzalo. Así, Martínez procedería de filius Martinis 'hijo de Martín', López de filius Lopis,
- -fero: Que lleva o porta. Mamífero: que lleva mamas.
- -forme: Que tiene forma o apariencia de. Informe: que no tiene forma.
- -fugo: que huye. Febrífugo: que hace huir la fiebre.
- -cola, -cultura: Arte de cultivar. Agrícola: propio del cultivo de la tierra.
- -cida: Que mata. Homicida, que mata hombres.
- -dad, -tad: Formación de sustantivos abstractos. Libertad: cualidad de libre.
- -ia, -io e -ía, -ío: Puede formar adjetivos y sustantivos. Alegría: cualidad de alegre.
- -or: Formación de sustantivos. Doctor: persona que ha obtenido el último grado universitario.
- -paro: Que engendra. Ovíparo: que genera huevos.
- -pedo: Que tiene pies. Bípedo: que tiene dos pies.
- -peto: Que se dirige hacia. Centrípeto: que se dirige hacia el centro.
- -sono: Que suena. Unísono: que suena una sola vez.
- -ura (también -dura y -tura): Forma sustantivos derivados de verbos, de participios pasivos o de adjetivos. Locura: cualidad de loco.
- -voro: Que come. Omnívoro: que come de todo.
- -oso: Forma adjetivos desde sustantivos u otros adjetivos. Chistoso: que es como un chiste. Grandioso: que parece grande o magnífico.
- -triz: Femenino de las palabras terminadas en dor y tor. Institutriz: persona encargada de la educación de los niños en sus domicilios.

#### Sufijos de origen germánico
- -eng-: Lugar: realengo, "de gobierno real".
- -ing-: Despectivo: potingue, señoritinga.
- -landia: País: Finlandia: "tierra de los cazadores nómadas".
- -ard-: Fuerte: Abelardo: Abel fuerte.
- -ald-, -enc-, -ung-.

#### Sufijos de origen árabe
- -í: Perteneciente a: ceutí, "de Ceuta".
- -eca. Jaqueca.

#### Sufijos de origen náhuatl
- -tec(a). Sufijo gentilicio: yucateco, tolteca, azteca, guatemalteco...

#### Sufijos de origen francés
- -aje. Sufijo colectivo: equipaje, vendaje, blindaje...

#### Parasíntesis
La parasíntesis es un procedimiento usado en español exclusivamente que combina composición de raíces y derivación lingüística. La estructura típica formada por parasíntesis es la siguiente:
Morfema liberable + Morfema liberable + Morfema no liberable.
Los tres deben estar presentes en forma simultánea; por ejemplo, quinceañero, sietemesino, altisonante, etc.
No debe confundirse la parasíntesis con la llamada circunfijación.

### Composición
La composición consiste en la suma de lexemas. Para componer palabras en español se recurre a nueve procedimientos:
- Sustantivo + preposición + sustantivo: agua de borrajas, diente de leche, pata de gallo.
- Sustantivo + adjetivo: arma blanca, aguardiente, aguamarina, camposanto, carta blanca.
- Adjetivo + sustantivo: mala pata, media naranja, ricohombre, verdehoja.
- Sustantivo + sustantivo: cartón piedra, coche cama, varapalo, madreselva, zarzaparrilla.
- Verbo + complemento: buscavidas, chupatintas, correcalles, espantapájaros.
- Verbo + verbo: duermevela, ganapierde, picapica, tejemaneje, vaivén.
- Sustantivo + i + adjetivo: alicaído, boquiabierto, cabizbajo, pelicano, carirredondo.
- Adjetivo + adjetivo: agridulce, anchicorto, grecorromano, todopoderoso, verdinegro.
- Adverbio + adjetivo: bien hablado, bienaventurado, malcontento, malhablado, malherido.

La Real Academia Española no ha establecido un criterio fijo para escribir separada, juntamente o con guion algunas palabras compuestas, fraseologismos o expresiones fijas, también denominadas lexías, colocaciones o idiomatismos, que son campo de estudio de la rama de la Lexicología denominada Fraseología: Semana Santa, etcétera. En Lexicología y Fraseología se designa con el término colocación a un tipo concreto de unidad fraseológica que no es ni locución o lexía simple ni enunciado fraseológico o lexía textual.
La colocación designa combinaciones frecuentes de unidades léxicas fijadas en la norma o una combinación de palabras que se distingue por su alta frecuencia de uso, como cierre hermético, maraña inextricable, desear ardientemente, negar categóricamente etcétera; esto motiva que este tipo de construcciones se cataloguen como unidades semi-idiomáticas.
Se diferencian de las unidades fraseológicas en que responden a pautas de formación gramaticales y su significado es composicional, esto es, se deduce de los significados de los elementos combinados. Son unidades léxicas que han sido fijadas en la norma y en sustancia son fraseologismos que se encuentran a mitad de camino entre las combinaciones libres y las fijas, porque sus elementos se pueden dislocar e intercambiar y en general su significado es claro y desentrañable, si bien en ciertos casos tienen significado de conjunto: "Dinero negro, mercado negro ("ilegal")".
Los paradigmas o modelos de colocación más usados en español son:
- Sustantivo + preposición + sustantivo: derecho de veto, puntos de venta, punto de encuentro, punto de vista, fondos de inversión, tipos de interés, plan de pensiones, plan de choque, estado de opinión, creación de empleo.
- Sustantivo + adjetivo: renta fija/variable, poder adquisitivo, sector público, población activa, urna digital, masa salarial, dispositivo policial, venta directa, retribución variable, mandos intermedios, atención primaria, mercado negro, deuda pública, sector puntero.
- Verbo + (artículo) + sustantivo: desatarse una polémica, tomar cuerpo, zanjar la polémica, tomar medidas, plantear problemas.
- Verbo + preposición + sustantivo: llevar a cabo, poner en marcha, poner en cuestión, ponerse de acuerdo, poner de manifiesto.

Las siguientes estructuras son patrones menos productivos que los anteriores:
- Sustantivo + sustantivo: Paquete bomba, capital riesgo.
- Adjetivo + sustantivo: Nueva economía, bajo consumo.

### Creación de palabras
Para formar palabras nuevas se recurre en castellano principalmente al procedimiento de la derivación o utilización de afijos para crear neologismos (nuevos vocablos), y bastante menos a la composición a causa de la extensión que tienen las palabras en este idioma, donde son escasas las palabras monosílabas. La parasíntesis, típica de las lenguas fusionantes, es igualmente poco frecuente.
Existe la combinación o síntesis: suma de dos palabras en las que una o ambas pierden parte: Cantante + autor= cantautor; secretaria + azafata= secrefata; italiano + español = itañol; Europa + visión = Eurovisión; Europa + Asia = Eurasia; Microscópico + filme = microfilme; morfología + sintaxis = morfosintaxis, psicología + patología = psicopatología. También la incorporación nominal: rabiatar, maniatar, pelechar...
Es más frecuente la derivación regresiva mediante cuatro sufijos: -a, -e, -o, -(e)o. Ejemplos:pelear > pelea, pagar > paga; contender > contienda; sembrar > siembra. Arrancar > arranque, bailar > baile; botar > bote; cantar > cante / canto. Agobiar > agobio; bautizar > bautizo; tirar > tiro; suministrar > suministro. Abanico > abanicar > abaniqueo; cabeza > cabecear > cabeceo; bomba > bombardear > bombardeo; bomba > bombear > bombeo.
Otros procedimientos son el calco semántico (traducir la expresión extranjera: jardín de infancia, ratón, ordenador), el xenismo (asumir una palabra extranjera sin cambios ni adaptaciones: hardware, software, kindergarten, by-pass, strip tease), la adaptación fónica (pronunciar la palabra extranjera a la española: bisté), la onomatopeya (kikiriquí), la metáfora (tarugo, por inútil), la estereotipia, el acrónimo (autobús, tergal, transistor, motel), la sigla (cedé, talgo, ave, OTAN, ONU, CC.OO.), el acortamiento (tele, zoo, foto, cine, profe, insti...), el estereotipo semántico-pragmático: hortera, dominguero, yeyé; la antonomasia (donjuán, lazarillo, celestina, "hacer un Bárbara Streissand"), etc.

### Léxico

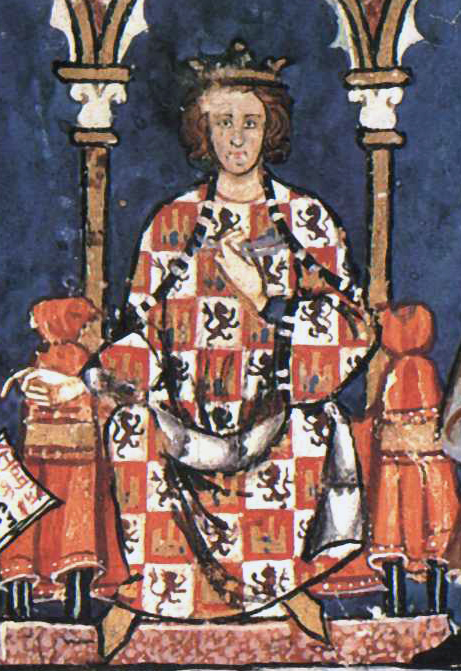
Retrato del monarca medieval de Castilla Alfonso X el Sabio, primero en fijar una norma escrita para la lengua española y en utilizarla para documentos oficiales y obras científicas.

El castellano posee más palabras llanas (un 80 %) que agudas (un 17 %), y más agudas que esdrújulas (menos de un 3%), resultando estas últimas casi siempre cultismos o préstamos. El léxico más antiguo del español está constituido por un pequeño substrato de fósiles lingüísticos prerromanos de origen indoeuropeo o no indoeuropeo, en especial vascos (izquierdo), otros probablemente ibéricos (barro, barda, embadurnar, gordo, muñeca, incluso algún antropónimo, como Indalecio, los sufijos -arro (-urro, -erro) o -ieco, -ueco, -asco); según Antonio Tovar (1962), estas dos lenguas, probablemente emparentadas, compartían la misma fonología vocálica que el futuro castellano: las cinco vocales /a/ /e/ /i/ /o/ /u/, algo que también ocurría posiblemente en el celtíbero; también hay fósiles celtas, bien a través del galo (abedul, alondra, braga, cabaña, camino, camisa, carpintero, carro, cerveza, legua, saya, vasallo), pero fundamentalmente a través del latín (brezo, brío, bota, berro, gancho, greña, légamo, losa, serna), porque los romanos conquistaron Hispania en el año 206 a. C. y la conservaron durante siglos, por lo cual el léxico más abundante del español procede del latín. Léxico de origen más oscuro puede provenir de lenguas que también se hablaron en la península, como el celtíbero, el lusitano y el tartesio e incluso de idiomas de pueblos que establecieron colonias como el fenicio o púnico (topónimos como Cádiz, Málaga, Cartagena, Adra, Ibiza, Mahón, Jete) y el griego (Ampurias). Al respecto de la diversidad de las lenguas prerromanas en Hispania escribieron Estrabón y Plinio el Viejo unos controvertidos pasajes. También el ligur ha dejado doce topónimos (Amusco, Biosca, Orusco...), los sufijos toponímicos -osco, -usco y -ona y los lexemas Borm- y Cara- (Carabanchel). Otros vocablos no tienen origen conocido (bruja, zarza, becerro, galápago, gusano, conejo, sarna, silo, toca, páramo, colmena, manteca, losa, vega, lanza, sima, charca...), así como los sufijos o terminaciones -arro, -orro y -urro (cacharro, cachorro, cazurro); algunas de estas lenguas todavía estaban vivas en el siglo I d. de Cristo: el historiador romano Tácito ha descrito cómo un bárbaro de Guadalajara gritaba en su idioma cuando lo atormentaban. Las lenguas no indoeuropeas dejaron al desaparecer también un substrato de rasgos fonéticos presentes incluso más tarde; por ejemplo, el pentavocalismo o la oposición fonológica entre r vibrante simple y r vibrante múltiple, que se daba en el ibero e incluso en el tarteso o tartesio. El substrato indoeuropeo prerrománico por el contrario dejó el sufijo -iego, topónimos en Seg-, -briga o -bre y algunas palabras de uso común, y el céltico la sonorización en castellano de las consonantes oclusivas sordas latinas intervocálicas (vita> vida) por el fenómeno de la lenición consonántica propio de estas lenguas, aunque no todos los autores coinciden en esta interpretación. Por otra parte, distintos autores antiguos han recogido bastantes palabras de lenguas hispánicas prerromanas que no han subsistido.
El español es, pues, una lengua románica, romance o neolatina, que deriva en su mayor parte del latín vulgar (no del latín culto) hablado por la gente más común del condado de Castilla. La inestabilidad del Imperio Romano de Occidente  provocó las invasiones bárbaras del año 409 d. C., cuando entraron en la Península diversos pueblos germánicos, como suevos, vándalos y alanos, que apenas se quedaron, salvo los suevos, que fundaron un reino en Galicia que duró poco más de un siglo al ser absorbidos por los  Visigodos cuando entraron en el siglo VI y pusieron la capital en Toledo. Ello motivó la introducción de unos pocos germanismos, que se añadieron a los muchos que ya eran comunes al latín vulgar de buena parte de la Romania. Germanismos del español son: heraldo, robar, ganar, guisa, guarecer, albergue, amagar, agasajar, ataviar, embajada, arenga, botar, bramar, buñuelo, esquila, estaca, falda, fango, grapa, manir, moho, rapar, ronda, rueca, truco, trucar, parra, hato, ropa, escanciar, marta, ganso, jardín, aspa, guardia, espía, tapa, brotar, yelmo etcétera. Fueron, en general, vocablos relacionados con el oficio militar de los conquistadores, así como algunos rasgos morfológicos: el sufijo -engo, y gran número de antropónimos como Fernando, Álvaro, Enrique, Rodrigo etcétera.
El reino visigodo cayó en poder de los árabes cuando estos (sobre todo tribus de árabes, sirios y berberiscos) invadieron la península en el año 711, lo que dio lugar a lo más propio y específico del español respecto a otras lenguas neolatinas en cuanto a su léxico: un gran caudal (cuatro mil voces de uso frecuente) de origen árabe o arabismos que no tienen correlato parecido en otras lenguas románicas que han optado por el término de origen latino al no contar con el superestrato árabe: vocabulario relacionado con la agricultura, como noria, acequia, arroba, azadón, alfalfa, alcachofa, albaricoque, alubia, azahar, berenjena, sandía, algodón, azúcar, zanahoria, aceituna, naranja...; con la fauna, como jabalí, alcaraván, alacrán...; con la jardinería, como alhelí, azucena, azahar; con la construcción, como albañil, alfarero, zaguán, azotea,, aljibe, alcoba, tabique, alcantarilla, azotea, azulejo; con la ropa, como alfombra, taza, almohada, babucha, jubón, tarima, albornoz; con las ciencias, como álgebra, guarismo, algoritmo, alcohol, alquitrán, albayalde, talco, cero, jaqueca, cifra, jarabe, azufre, alambique, alquimia, cenit, nadir, azimut... Este vocabulario sobre todo científico fue acomodado al castellano gracias a la gran obra cultural de Alfonso X el Sabio, quien mandó traducir numerosas obras científicas árabes al castellano. Al árabe se debe además el sufijo -í (alfonsí, magrebí, israelí), algunos nombres propios como Almudena, Fátima o Azucena, diversos topónimos como Almadén, Gibraltar, Tarifa o hidrónimos como Guadalete, Guadalquivir, y, acaso, cierta influencia en la velarización fuerte de la jota del castellano, el fonema /x/, en casos como la pronunciación de la s- inicial latina en j- como en jabón, un germanismo  aceptado en el latín vulgar saponem. Algunas partículas introducidas fueron la preposición hasta e interjecciones como ojalá. Los mozárabes eran cristianos que vivían en territorio musulmán; los mudéjares eran musulmanes que hacían lo propio en territorio cristiano. Y unos y otros fueron introduciendo en sus lenguas arabismos y voces romances. Había muchedumbre de moros latinos o ladinos que sabían romance, y cristianos algarabiados que sabían árabe clásico o más bien el dialecto hispánico del árabe que se habló en la península.
Con todo, algunas de las características diferenciales del castellano persistieron, como la corrosión de la f- inicial latina (así del latín farina > harina en castellano, pero farina en catalán, italiano y provenzal, fariña en gallego, farinha en portugués, farine en francés y faina en rumano), la preferencia por un sistema de cinco vocales, la ausencia del fonema labiodental /v/, la introducción del sufijo -rro, como otros rasgos, de los cuales algunos se supone provienen del adstrato vasco. En su desarrollo histórico, la lengua española ha ido además adquiriendo, como otras lenguas de amplio curso, diversos préstamos léxicos, de los cuales los más singulares y específicos son los que provienen de las lenguas indígenas americanas, denominados genéricamente americanismos por más que las lenguas indias que suministraron estos vocablos son muy diferentes, si bien hubo una especial preferencia por las antillanas, ya que fueron estas las primeras regiones colonizadas por España y, por tanto, muchas de las nuevas realidades fueron marcadas desde entonces con vocablos de las lenguas habladas allí: piragua, enagua, caimán, cacahuete, maíz, bejuco, quina, coca, alpaca, vicuña, puma, cóndor, caribe, cigarro, mate, gaucho, petate, petaca, tiza, hule, macuto, butaca, guateque, tiburón, huracán, tomate, patata, chocolate, cacao, hamaca, cacique, canoa, ceiba... muchos de estos vocablos pasaron además a las otras lenguas a través del español como lengua puente. 
Del taíno vienen canoa, caimán, barbacoa, bejuco, caoba, ceiba, hamaca, huracán, maraca, maní, maíz, tiburón, enagua, iguana, daiquiri, macuto...; del nahua proceden coyote, chapapote, mapache, aguacate, chile, tomate, cacahuete, chocolate, chicle, mezcal, tequila, canica (que otros consideran neerlandismo), tiza, hule, petate, petaca... Del maya, cigarro (aunque no tabaco, que es arabismo), chamaco, patatús, cacao (que se creía nahua), campechano... Del quechua: cancha, caucho, carpa, chirimoya, coca, cóndor, gaucho, guano, mate, llama, pampa, papa, poncho, puma, quina, quinoa, quipu... Del guaraní, jaguar, piraña, tucán, ñandú, tapioca, paraguayo... Del idioma caribe: colibrí, manatí, papaya, piragua...
Por otra parte, esclavos llevados desde el continente africano aportaron al español de América y al español en general también numerosos vocablos denominados afronegrismos, relacionados con la música, el baile, la gastronomía, la religión y las costumbres: dengue, marimba, conga, pachanga, bachata, merengue, sandunga, mambo, guateque, cachimba, mucama, macaco, ñame, mamba, vudú, macandá, timba, mandinga, mandanga, mondongo, quijongo, musuco, moronga...
Inversamente, algunos vocablos del español pasaron a las lenguas indígenas americanas. Otros préstamos léxicos vinieron al castellano de franceses (galicismos), algunos muy antiguos, como pendón, vianda, emplear, deán, canciller... y la misma palabra español; otros vinieron después del Grand Siècle, en el siglo XVIII, cuando se asentó en el país la dinastía francesa de los Borbones: vocabulario relativo a la moda, como tisú, frac, levita, blusa, chaqué, pana, organdí, franela, piqué, peluquín, sostén, chal...; relativos a la cocina, como menú, puré, restorán, bombón, escalope, croqueta, paté, suflé, panaché, consomé; relativos a la burocracia y la política, como buró, carné, ordenador, comité, complot, rutina; referidos a deportes y espectáculos, como amateur, palmarés, entrenar, ducha, debut, higiene, reportaje, cronometraje, kilometraje, turista, chándal, pilotaje, descapotable, garaje, avión, esquí, aterrizaje, braza, cabina, marcaje, rodaje, bicicleta, pelotón, filme, filmar, doblaje, claque, reprise, ruleta, acordeón, cotillón, vodevil y otros. Algunos son curiosos, pues son hispanismos que volvieron a España desde el francés, como popurri, de pot pourri, olla podrida.
Del Reino Unido y Estados Unidos vinieron los anglicismos; antiguos son sur, este, oeste; en el siglo XIX se usaban ya club y dandy, y es durante los siglos XX y XXI cuando hay una auténtica invasión de términos, muchos de ellos ociosos, ya que poseen correlato en español, relativos sobre todo a la tecnología, los deportes, la economía y los espectáculos: transistor, internet, striptease, gabardina, clip, bloc, revólver, rifle, bulldog, perrito caliente, gol, chutar, fútbol, póker, boxeo, tenis, récord, sprint, golf, ring...
De Italia los italianismos, algunos de ellos bastante antiguos (del XIV son florín, cañón, consorcio), pero sobre todo en el Siglo de Oro: soneto, cuarteto, novela, bandido, bando, caporal, coronel, batallón, escopeta, mosquete, madrigal, terceto, capricho, diseñar, bisoño, esbozo, festejar, fragata, escolta, diseñar, modelo, cartón, medalla, zarpar, carroza, pista, hostería, valija etcétera; penetran regularmente, y en el siglo de la ópera, el XIX, penetran con fuerza batuta, diva, melodrama, partitura, solista, vocalizar etcétera.
Los hebraísmos son muy antiguos en español: aleluya, querubín, amén, malsín, edén, rabí, maná, sanedrín, siclo; los nombres hebreos del Antiguo y Nuevo Testamento, sean propios o no, llevan en castellano la tilde en la última sílaba si terminan en consonante o en alguna de las vocales e, i, o, u: Caleb, Jacob, Moab, Oreb; Isaac, Amalec, Melquisedec, Moloc; David; Josef; Magog; Baal, Abel, Babel, Daniel, Ismael, Israel, Abigaíl, Saúl; Abraham, Siquem, Jerusalén, Belén, Canaán, Arán, Labán, Leviatán, Madián, Satán, Rubén, Caín, Efraín, Setín, Aarón, Gedeón, Simeón, Sion; Agar, Baltasar, Tamar, Eliecer, Ester, Seír, Nabucodonosor; Astarot, Nabot, Sabaot; Acaz; Bartolomé, Betsabé, Jefté, Josué, Noé, Siloé, Getsemaní, Leví, Neftalí, Noemí, Adonaí, Jericó, Esaú, Belcebú.
De Portugal vienen los lusismos (chubasco, carabela, mermelada, caramelo, mejillón, ostra); de Cataluña los catalanismos (capicúa, alioli, paella, entremés, butifarra, anís, forastero, papel, palenque, de las provincias vascongadas los vasquismos (boina, izquierdo), de Holanda los neerlandismos (canica, amarrar) y de Japón los japonesismos (bonzo, katana, tsunami, futón, sake, manga, biombo, kimono, sushi, samurai, ikebana, judo, harakiri, origami, kárate, kabuki, geisha, haikú, tanka, kamikaze, karaoke, kanji, ninja, sogún, mikado, daimio, kawai, otaku...). De las lenguas chinas más frecuentes (mandarín o cantonés), muchas veces a través del japonés, se han documentado algunos vocablos tan antiguos como seda (del latín sericus, y este del griego antiguo σηρικός, que a su vez procede del chino 丝 sī), té, soja, tofu, kétchup, tifón, sampán, charol, caolín, bonsái, feng-sui, tai-chi, tao, kung-fu, ginseng, Japón... Del mundo malayo polinesio, en el que España estuvo presente también, vinieron palabras como orangután, cacatúa, pantalán, pareo, tabú o tatuar, y a su vez el español dejó vocablos en lenguas como el tagalo filipino o el chamoru hablado en la isla de Guam y en las Islas Marianas del Norte, donde comparten la oficialidad con el inglés. Del caló o variante hispánica del romaní, lengua del pueblo gitano, provienen vocablos de origen más o menos marginal, como chaval, currar, molar, fetén, piltra, camelar, chingar etcétera.

### Sustantivo

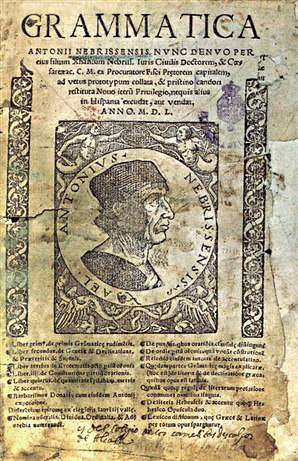
Frontispicio de la Grammatica nebrissensis.

En la gramática del español, el sustantivo es una clase léxica abierta, la clase de los sustantivos se define semánticamente, ya que sintácticamente el adjetivo y el sustantivo pueden funcionar de manera intercambiable. Un substantivo es un núcleo de un sintagma nominal y es susceptible de recibir determinante. Desde el punto de vista morfológico, está formado por uno o más monemas, por lo general un lexema más morfemas constituyentes de género y número, y morfemas derivativos o afijos no constituyentes. En cuanto a su forma sensible, es palabra tónica y carga con acento de intensidad, que se desplaza al sufijo cuando lo lleva. Desde un punto de vista meramente didáctico se lo define como el tipo de palabra que significa persona, animal o cosa concreta o abstracta, definición que no sirve para todos los sustantivos ("carrera", "caminata", "actuación", "acción", por caso). En español admite como acompañantes a artículos y otros determinantes y adjetivos que concuerden en género y número con ellos (adyacentes) y a sustantivos en aposición que pueden no concordar. También puede llevar complementos preposicionales, llamados genéricamente complementos del nombre

#### Género
El sustantivo forma el masculino con el morfema -o y más raramente -e ("cliente", "héroe") y el femenino con el morfema -a, y algunas veces con los morfemas -triz, -esa, -isa o -ina (actor, actriz; abad, abadesa; poeta, poetisa; héroe, heroína). Hay excepciones, como mano, dinamo y seo que son femeninos aunque acaben en -o; inversamente, algunos nombres acabados en -a no son de género femenino, sino masculino, como el día o el mapa, sobre todo los acabados en el sufijo griego -ma: fantasma, estigma, magma, apotegma, etc., aunque en la lengua clásica del Siglo de Oro su género era vacilante.
Por otra parte, cierto número de profesiones acabadas en el sufijo -ista dan lugar a ambigüedad, por lo que se les suele agregar el artículo la para deshacerla cuando se trata de femeninos: la especialista, la electricista. También son de notar las palabras cuyo género es ambiguo y vacilante, como mar o dote, si bien el uso las va decantando hacia uno u otro género: mar en uso culto es masculino, como en la denominación topográfica Mar Negro, mientras que en el resto de los casos es femenino, y dote ha quedado casi como femenino; otras son de género epiceno, porque su género no es relevante para indicar su sexo, casi siempre nombres de animales: la perdiz, el milano, el elefante, la jirafa, la liebre, el águila, la cabra... A esta clase de nombres se les suele agregar, para distinguir su sexo, la palabra macho si son masculinos o hembra si son femeninos.
También hay sustantivos con femenino irregular o léxico, llamados heterónimos: el hombre / la mujer; el caballo / la yegua; el yerno / la nuera; el carnero / la oveja; el padre, la madre; el toro / la vaca; macho / hembra; marido / mujer; padrino / madrina; caballero / dama; el jinete / la amazona. Algunas palabras cambian de significado si cambian de género: el mañana / la mañana; el vocal / la vocal; el clave / la clave; el trompeta / la trompeta; el corte / la corte; el cámara / la cámara; el capital / la capital; el cólera / la cólera; el cometa / la cometa; / el cura / la cura; el frente / la frente; el espada / la espada; el Génesis / la génesis; el guardia / la guardia; el guía / la guía; el orden / la orden; el ordenanza / la ordenanza; el coral / la coral; el parte / la parte; el pendiente / la pendiente; el pez / la pez; la radio / el radio. Son femeninos los nombres terminados en -dad, -tad, -ción, -sión, -xión, -tud, -ies, -icie, -umbre, -sis, -ez y –triz, como la verdad, la libertad, la calvicie, la infección, la tesis, la vejez, la actriz, la cantidad, la amistad, la televisión, la lentitud, la mies, la superficie, la pesadumbre; hay excepciones, como el análisis, el énfasis, el pez, el juez, el almirez y el ajedrez.
Por otra parte, la variación de género confiere algunos matices semánticos: los femeninos son habitualmente objetos más grandes (anillo / anilla, cubo / cuba), o se prefiere hacerlos objetos o cosas (el cosechador / la cosechadora; el impresor / la impresora), o se les da un valor despectivo: zorro / zorra; también se han notado diferencias sobre el valor colectivo del femenino en algunas oposiciones (leño / leña), y se ha apreciado que los femeninos indican en su mayoría, aunque no en todos los casos, fruto, y, los masculinos, el árbol correspondiente: manzana / manzano; pera / peral...
Las normas para distinguir o transformar el género de los sustantivos son:
1. Si el nombre en masculino termina con -o, en femenino termina con el morfema de género -a.
2. Los sustantivos que en masculino no llevan el morfema de género o terminan en consonante, el femenino se forma añadiendo el morfema –a, por ejemplo: profesor - profesora, león – leona, escultor - escultora.
3. Los números cardinales son masculinos.
4. Los sustantivos que terminan en -esa, -isa, -ina o –triz son femeninos, cuyos nombres masculinos no poseen morfema de género masculino. Por ejemplo, de príncipe - princesa, poeta - poetisa, héroe - heroína, emperador – emperatriz, gallo – gallina, actor – actriz, conde - condesa.
5. Heteronimia. El masculino y el femenino son palabras distintas, por ejemplo hombre - mujer, toro - vaca, caballo - yegua, padre - madre, yerno - nuera, carnero - oveja, macho - hembra, fray - sor, caballero - dama.
6. Sustantivos que tienen una forma invariable para el masculino y el femenino. El artículo y otros determinantes y modificadores indican el género: el - la artista, el - la astronauta, el - la atleta, el - la ciclista, el - la guía, el - la estudiante, el - la intérprete, el - la modelo, el - la periodista, el - la testigo, el - la turista, el - la pianista.
7. Sustantivos que se refieren a profesiones tienen diferentes formas: el abogado/la abogada, el doctor/la doctora, el ingeniero/la ingeniera, el jefe/la jefa, el secretario/la secretaria, el traductor/la traductora, el presidente/la presidente, el chico/la chica. El grado de aceptación que tienen estas palabras entre los hablantes depende, muchas veces, de diferencias dialectales que son las diferencias de frecuencia de uso en determinadas regiones.
8. Tienen género gramatical masculino ríos, montes, volcanes, istmos, canales: el Nilo, el Amazonas, el Himalaya, el Aneto, el Etna. También los vientos (salvo brisa y tramontana), las notas musicales, los meses y días de la semana (un agosto muy frío, el mayo florido y hermoso), los aumentativos en -on aplicados a cosas, aunque deriven de palabra femenina: el mesón, el notición; las revistas (en España): el Semana, el Investigación y ciencia, los puntos cardinales.
9. Sustantivos que cambian de significado dependiendo del género, por ejemplo: el capital - la capital, el cometa - la cometa, el corte - la corte, el cura - la cura, el frente - la frente, el orden - la orden, el Papa - la papa.
10. Sustantivos cuyo género es ambiguo: el azúcar - la azúcar, el mar - la mar, el calor - la calor, el margen - la margen. Se debe también, en muchos casos, a diferencias dialectales.
11. Sustantivos de ambos sexos. Por norma general, cuando hay un solo elemento masculino, sin importar cuántos femeninos haya, el conjunto se considera gramaticalmente masculino.
12. Epicenos. Los nombres de animales que no tienen palabras diferenciadas se refieren a los dos sexos: hormiga, liebre, lagarto.
13. Los nombres propios de ríos, países y ciudades no guardan normas fijas, pero, en términos generales, puede apuntarse que los ríos son masculinos salvo casos esporádicos en que terminan en -a: la Esgueva (pero el Segura). Los países que terminan en -a suelen ser femeninos (la España profunda, la Magna Grecia, la antigua Roma), con alguna excepción como el Canadá. Los que terminan en otra vocal o en consonante son masculinos: el Brasil, los Estados Unidos. Los nombres de ciudades siguen la misma regla, pero cuando se combinan con adjetivos como medio, todo, mismo etc., algunos con terminación -a pueden concordar en masculino: Todo Sevilla se prepara para la Semana Santa. Nos encontramos en el mismo Barcelona.[17]

#### Número
El singular del sustantivo se forma con el morfema cero, y el plural con el morfema -s si acaba en vocal, o -es si concluye en consonante o en vocal acentuada, aunque en este último caso el uso es vacilante: maniquís o maniquíes. Algunas palabras usan solamente el plural (pluralia tantum), como víveres, comestibles, resultas, andurriales, anales, aledaños, gárgaras, trizas, tinieblas, modales, trébedes, enseres, exequias, afueras, alrededores, nupcias, entendederas, facciones, vituallas, honorarios, andas, añicos, arras, albricias, esponsales, maitines, creces, alicates, fauces, y otras solamente en singular (singularia tantum): cariz, oeste, este, tez, caos, cenit, salud, sed, grima, fénix, vejez, vulgo, virus etcétera.
Por lo general, el número indica también otro tipo de informaciones; el plural alterna con el singular cuando se trata de objetos que poseen dos mitades: espalda / espaldas; pantalón / pantalones; nariz / narices; tijera / tijeras; otras veces esta alternancia se ha decantado al plural a pesar de tratarse de un objeto único, pero que posee dos mitades simétricas: gafas (antiguamente gafa) etcétera. También se ha especializado el llamado plural de variedad o especie, que designa clases distintas de una misma materia: vino / vinos; madera / maderas. El plural comporta también ocasionalmente connotaciones despectivas y puede señalar afluencia, copiosidad o abundancia de algo, como en el famoso verso de Garcilaso de la Vega: "Corrientes aguas puras, cristalinas". Más oscuro es explicar el uso vacilante o caprichoso de algunos plurales, como en Carnaval / Carnavales; funeral / funerales; boda / bodas; Navidad / Navidades, etcétera (por ejemplo, puede decirse "árbol de Navidad", pero no "árbol de Navidades").
Las reglas de pluralización son las siguientes:
1. Si el sustantivo termina en vocal no tónica, se añade -s: sala - salas, coche – coches.
2. Los sustantivos terminados en -é (acentuada) también hacen el plural en –s: bebé – bebés.
3. Si el sustantivo termina en -í o -ú (tónicas), se añade -es: esquí - esquíes, ñandú - ñandúes. Se está generalizando el pluralizar estas palabras añadiendo solo -s (esquís, ñandús) como parte de un proceso de regularización del sistema morfológico del castellano. Algunas gramáticas establecen que las palabras terminadas en -á (tónica) se les añade también –es al hacer el plural (faralá - faralaes).
4. Si el sustantivo termina en consonante (excepto z), se añade -es: papel - papeles, álbum - álbumes. La gran mayoría de las palabras que terminan en -y siguen esta regla como ley - leyes, rey - reyes. Sin embargo hay excepciones como palabras cuya y en el plural suena [i], no [y]: jersey - jerséis.
5. Si el sustantivo termina en -z, ésta se cambia a c y se añade -es: lápiz - lápices, matiz – matices.
6. Los sustantivos que acaban en -s o -x y no son agudos, permanecen invariables para formar el plural: el viernes - los viernes, el tórax - los tórax, el virus – los virus, el cumpleaños – los cumpleaños.
7. Sustantivos que solo admiten la forma singular (singularia tantum): el cenit, el este, el oeste, el norte, el sur, la sed, el cariz, la tez, el caos, la salud, la grima, el fénix.
8. Sustantivos que solo admiten la forma plural (pluralia tantum): las gafas, las nupcias, las vacaciones, los víveres, los andurriales, los anales, los aledaños, las gárgaras, trizas, tinieblas, modales, trébedes, enseres, exequias, afueras, entendederas, facciones, vituallas, honorarios, andas, añicos, arras.
9. Sustantivos que se pueden usar en su forma singular y plural: el pantalón/los pantalones, la tijera/las tijeras, la nariz/las narices, la espalda/las espaldas, la tenaza/las tenazas.
10. Los apellidos tienden a no pluralizarse, pero se está haciendo más común la pluralización entre los hablantes de español: los González, los García o los Garcías, los Navarrete.
11. En los sustantivos compuestos, solo el segundo elemento puede pluralizarse, siguiendo las reglas de pluralización: la pelirroja - las pelirrojas, el ferrocarril -los ferrocarriles.
12. Las siglas no tienen plural: los GAL, las ONG. No se sigue la norma inglesa de añadir una -s pequeña: las ONGs. Empero, algunas pueden admitir el plural doblando las mayúsculas: EE. UU. (Estados Unidos) CC. OO. (Comisiones Obreras)... También puede admitirse el morfema -s para abreviaturas del tipo vols. (volúmenes) o págs. (páginas)
13. Pero cuando la abreviatura corresponde a un término del Sistema Internacional de Unidades, en plural permanece invariable: 25 cm., y no *25 cms; 300 km., y no *300 kms.
14. Los únicos plurales irregulares, que no cumplen ninguna norma de las anteriores mencionadas, pese a su escaso uso son: Hipérbaton/Hipérbatos, Hijodalgo/Hijosdalgo, Gentilhombre/Gentileshombres, Cualquiera/Cualesquiera.

### Actualizadores y determinantes

#### Artículos (definidos)
El único determinante que puede anteponerse al artículo en español es todo-a-s: "Todo el libro"; a este tipo de determinante se le llama predeterminante. El artículo es un tipo de determinante actualizador, una categoría de la morfología. Su función es la de acompañar al sustantivo actualizándolo y precisándolo, esto es, transformándolo de desconocido y abstracto ("libro") en conocido y concreto ("el libro"), esto es, situándolo en el mundo real, el que tengo aquí y ahora y me es conocido por experiencia directa. En castellano hay dos tipos de artículo: definido e indefinido. El artículo definido masculino es el, los en plural; el femenino: la, las, el ante vocal a- (o ha-) tónica, como en "el águila"; y un neutro singular que sirve para sustantivar adjetivos: lo. No todas las lenguas poseen artículos definidos y, por ejemplo, el latín, del cual proviene el español, no lo tenía: el artículo español viene, sin embargo, del pronombre demostrativo latino ille, illa, illud. El uso del artículo español conserva a veces vestigios de ese significado demostrativo.
Si se antepone la preposición a al artículo masculino singular el, se da lugar al llamado artículo contracto, al, que equivale a a + el: "Fueron al cine"; "Lo vi al levantarme". El otro artículo contracto es del, formado por la preposición de y la forma de artículo masculino singular el: "Vienen del cine"; "Del mucho dormir se volvió perezoso".
La gramática tradicional considera artículo, además del definido ya comentado, el llamado "artículo indefinido" que viene del numeral uno y posee las formas masculina un y femenina una (o un ante a- (o ha-) tónica), y unos, unas en plural. Sin embargo, muchos autores evalúan este tipo de "artículo" como un cuantificador numeral. Por semántica está cerca de los numerales, pero sintácticamente, a diferencia de estos, el artículo indefinido es incompatible con el artículo definido:
a. los tres tenores (correcta).
b. *el un tenor (incorrecta).
El hecho de que (b) sea agramatical en español (y otras muchas lenguas) es la razón esgrimida por quienes estiman que se trata de otro tipo de artículo y no de un simple cuantificador numeral.
| ARTÍCULOS | Definidos     | Indefinidos     |
| --------- | ------------- | --------------- |
| Masculino | el, los       | un, unos        |
| Femenino  | la (el*), las | una (un*), unas |
| Neutro    | lo            |                 |

* Ante palabras femeninas que empiezan con a- o ha- tónicas: el agua, el hada, un águila, pero: las aguas, las hadas, unas águilas. El artículo el ante esta clase de palabras femeninas no es el artículo masculino, sino una variante de la, ya que ambas formas proceden del pronombre demostrativo latino illa (illa > ella/ela > el/la), mientras que el como artículo masculino viene de ille (ille > ell > el/él).

#### Demostrativos
Los demostrativos son el tipo de actualizadores que sitúan en el espacio y en el tiempo de forma más precisa que el artículo los núcleos de sintagma nominal. En castellano son este, esta; ese, esa; aquel, aquella y sus respectivos plurales. Este esta sitúa en el espacio y el tiempo más próximo al hablante; ese esa en el espacio y tiempo más próximo al oyente, y aquel aquella en el espacio y el tiempo más alejando tanto como para oyente como para el hablante. Cuando los demostrativos relacionan la distancia objeto-hablante decimos que tienen valor deíctico. Tienen valor anafórico o catafórico cuando relacionan un elemento del texto con otro mencionado en el mismo anteriormente, o anticipándolo. Así, tendrán valor anafórico cuando se refieren a un elemento del texto mencionado con anterioridad y valor catafórico cuando anticipan algún elemento, por ejemplo, "Javier nos dijo eso: No se puede jugar a la pelota en el patio."
| DEMOSTRATIVOS      | Corta (cerca del que habla). | Media (cerca del que escucha o de sentido figurado). | Larga (lejos de ambos). |
| ------------------ | ---------------------------- | ---------------------------------------------------- | ----------------------- |
| Masculino singular | este                         | ese                                                  | aquel                   |
| Femenino singular  | esta                         | esa                                                  | aquella                 |
| Masculino plural   | estos                        | esos                                                 | aquellos                |
| Femenino plural    | estas                        | esas                                                 | aquellas                |
| Neutro             | esto*                        | eso*                                                 | aquello*                |

Notas
Hasta antes de la reforma de 2010 cuando los demostrativos son pronombres (van solos) y hay posibilidad de ambigüedad con el atributo, deben llevar tilde; por ejemplo:
- Leyeron aquellos libros. (=ellos leyeron, los libros de allí) y
- Leyeron aquéllos libros. (=ellos de allí, leyeron libros).

Pero ahora NO deben llevar tilde nunca.
* Las formas neutras esto, eso, aquello son solo pronombres.

#### Posesivos
Los posesivos son el tipo de actualizadores que sitúan el núcleo del sintagma nominal como perteneciente a un posesor (mi, tu, su, mis, tus, sus) o varios posesores (nuestro-a, vuestro-a, su y sus respectivos plurales).
| POSESIVOS          | 1ª persona              | 2ª persona              | 3ª persona      |
| ------------------ | ----------------------- | ----------------------- | --------------- |
| Masculino singular | mi(s), mío(s).          | tu(s), tuyo(s).         | su(s), suyo(s). |
| Femenino singular  | mi(s), mía(s).          | tu(s), tuya(s).         | su(s), suya(s). |
| Neutro             | (lo) mío                | (lo) tuyo               | (lo) suyo       |
| Masculino plural   | nuestro(s), nuestro(s). | vuestro(s), vuestro(s). | su(s), suyo(s). |
| Femenino plural    | nuestra(s), nuestra(s). | vuestra(s), vuestra(s). | su(s), suya(s). |

#### Numerales
Los numerales pueden ser:
- Cardinales (correspondientes a la serie de los números reales: un, dos, tres, cuatro...). El millardo corresponde a mil millones, el billón al millón de millones, el trillón al millón de billones, y el cuatrillón al millón de trillones, esto es, a la unidad seguida de 24 ceros. Por otra parte, si bien los números cardinales inferiores a treinta se escribían como una sola palabra (p. ej. dieciséis o veinticuatro), con la publicación de la Ortografía de la lengua española de 2010, la Asociación de Academias de la Lengua Española acepta aplicar esta misma norma también a todos los números cardinales inferiores al cien (p. ej. sesentaiuno o cincuentaiséis), acentuándose estos según las normas generales.[18]
- Ordinales (que señalan precedencia o seguimiento en una lista: primer, segundo, tercer, cuarto...).
- Multiplicativos (que multiplican el número del núcleo del sintagma nominal: doble o dúplice, triple o tríplice, cuádruple, quíntuple, séxtuple, séptuple, óctuple, nónuple, décuple, undécuple, duodécuple, terciodécuple...). Los sustantivos correspondientes son triplo/a, cuádruplo/a, quíntuplo/a, séxtuplo/a, séptuplo/a, octuplo/a, nónuplo/a, décuplo/a, undécuplo/a, duodécuplo/a, terciodécuplo/a etcétera, hasta céntuplo/a (100).
- Fraccionarios, que dividen el núcleo del sintagma nominal (medio, tercio, cuarto...: «Medio vaso», «tercio finalista», «cuarto finalista», «tercia parte», «cuarta parte»).
- Distributivos, que reparten el núcleo del sintagma nominal (ambos, sendos).

|         | Cardinal                | Ordinal |
| ------- | ----------------------- | --- |
| 0       | cero                    | |
| 1       | uno/a                   | primero (apocopado primer), fem. primera                                                                      |
| 2       | dos                     | segundo/a |
| 3       | tres                    | tercero (apócope tercer), fem. tercera                                                                        |
| 4       | cuatro                  | cuarto/a |
| 5       | cinco                   | quinto/a |
| 6       | seis                    | sexto,-a |
| 7       | siete                   | séptimo/a (más raro, sétimo/a).                                                                               |
| 8       | ocho                    | octavo/a |
| 9       | nueve                   | noveno/a, nono/a (raro).                                                                                      |
| 10      | diez                    | décimo/a o deceno/a                                                                                           |
| 11      | once                    | undécimo/a, decimoprimero/a u onceno/a (arc.).                                                                |
| 12      | doce                    | duodécimo/a; decimosegundo/a o doceno/a                                                                       |
| 13      | trece                   | decimotercero/a, tredécimo, treceno/a o decimotercio/a (arc.).                                                |
| 14      | catorce                 | decimocuarto/a o catorceno/a                                                                                  |
| 15      | quince                  | decimoquinto/a o quinceno/a                                                                                   |
| 16      | dieciséis o sece (raro) | decimosexto/a, dieciseiseno/a o seceno/a                                                                      |
| 17      | diecisiete              | decimoséptimo/a;                                                                                              |
| 18      | dieciocho               | decimoctavo/a o dieciocheno/a                                                                                 |
| 19      | diecinueve              | decimonoveno/a o decimonono/a;                                                                                |
| 20      | veinte                  | vigésimo/a, vicésimo/a o veinteno/a                                                                           |
| 21      | veintiuno               | vigesimoprimer(o/a); tb. vigésimo primero, fem. vigésima primera                                              |
| 22      | veintidós               | vigesimosegundo/a; tb. vigésimo segundo, fem. vigésima segunda                                                |
| 23      | veintitrés              | vigesimotercer(o/a); tb. vigésimo tercer(o); fem. vigésima tercera                                            |
| 24      | veinticuatro            | vigesimocuarto/a; tb. vigésimo cuarto, fem. vigésima cuarta                                                   |
| 25      | veinticinco             | vigesimoquinto/a; tb. vigésimo quinto, fem. vigésima quinta                                                   |
| 26      | veintiséis              | vigesimosexto/a; tb. vigésimo sexto, fem. vigésima sexta                                                      |
| 27      | veintisiete             | vigesimoséptimo/a; tb. vigésimo séptimo, fem. vigésima séptima                                                |
| 28      | veintiocho              | vigesimoctavo/a; tb. vigésimo octavo, fem. vigésima octava                                                    |
| 29      | veintinueve             | vigesimonoveno/a o vigesimonono/a; tb. vigésimo noveno o vigésimo nono, fem. vigésima novena o vigésima nona. |
| 30      | treinta                 | trigésimo/a                                                                                                   |
| 31      | treinta y uno           | trigésimo/a primer(o/a).                                                                                      |
| 32      | treinta y dos           | trigésimo/a segundo/a                                                                                         |
| 33      | treintaitrés            | trigésimo/a tercer(o/a).                                                                                      |
| 34      | treinta y cuatro        | trigésimo/a cuarto/a                                                                                          |
| 35      | treinta y cinco         | trigésimo/a quinto/a                                                                                          |
| 36      | treinta y séis          | trigésimo/a sexto/a                                                                                           |
| 37      | treinta y siete         | trigésimo/a séptimo/a                                                                                         |
| 38      | treintaiocho            | trigésimo/a octavo/a                                                                                          |
| 39      | treinta y nueve         | trigésimo/a noveno/a                                                                                          |
| 40      | cuarenta                | cuadragésimo/a                                                                                                |
| 41      | cuarentaiuno            | cuadragésimo/a primer(o/a).                                                                                   |
| 50      | cincuenta               | quincuagésimo/a                                                                                               |
| 51      | cincuentaiuno           | quincuagésimo/a primer(o/a).                                                                                  |
| 60      | sesenta                 | sexagésimo/a                                                                                                  |
| 70      | setenta                 | septuagésimo/a                                                                                                |
| 80      | ochenta                 | octogésimo/a                                                                                                  |
| 90      | noventa                 | nonagésimo/a                                                                                                  |
| 100     | cien o ciento           | centésimo/a                                                                                                   |
| 200     | doscientos/as           | ducentésimo/a                                                                                                 |
| 300     | trescientos/as          | tricentésimo/a                                                                                                |
| 400     | cuatrocientos/as        | cuadringentésimo/a                                                                                            |
| 500     | quinientos/as           | quingentésimo/a                                                                                               |
| 600     | seiscientos/as          | sexcentésimo/a                                                                                                |
| 700     | setecientos/as          | septingentésimo/a                                                                                             |
| 800     | ochocientos/as          | octingentésimo/a                                                                                              |
| 900     | novecientos/as          | noningentésimo/a                                                                                              |
| 1000    | mil o millar            | milésimo/a |
| 2000    | dos mil                 | dosmilésimo/a                                                                                                 |
| 3000    | tres mil                | tresmilésimo/a                                                                                                |
| 10 000  | diez mil                | diezmilésimo/a                                                                                                |
| 100 000 | cien mil                | cienmilésimo/a                                                                                                |
| 1 000   | un millón               | millonésimo/a                                                                                                 |
| 1 000   | mil millones o millardo | milmillonésimo/a o millardésimo/a                                                                             |
| 1 000   | un billón               | billonésimo/a                                                                                                 |
| 1018    | un trillón              | trillonésimo/a                                                                                                |
| 1024    | un cuatrillón           | cuatrillonésimo/a                                                                                             |

#### Indefinidos
Los indefinidos son palabras que pueden tener valor de adjetivo, pronombre o adverbio. Indican una cantidad imprecisa, ninguna cantidad, identidad, intensidad, existencia o distribución. Los podemos clasificar en las siguientes subclases.
- Identificativos. Expresan identidad o diversidad: mismo, otro, propio, uno, demás, diverso, semejante...
- Cuantitativos. Denotan cantidad indeterminada: nada, algo, poco, mucho, demasiado, varios...
- Intensivos. Intensifican el significado del sustantivo al que acompañan: tanto, tal, más, menos.
- Existenciales. Mencionan seres u objetos señalando su existencia o inexistencia: alguno, ninguno, alguien, nadie, cualquier(a), quienquiera.
- Distributivo. Establece una distribución entre elementos: cada.
- Delimitativo. Aísla el núcleo del sintagma nominal: todo

#### Interrogativos y exclamativos
Los actualizadores interrogativos y exclamativos son:
qué, cuál/es, cuánto/a/os/as
Se usan tanto en oraciones interrogativas como exclamativas. Pueden ir solos o junto con un sintagma nominal
a. ¿Qué libro has leído últimamente? / ¿Qué has leído últimamente?
b. ¿Cuánto trabajo te queda para acabar? / ¿Cuánto te queda para acabar?
La propiedad de que puedan aparecer solos o acompañados de un nombre, los aproxima al resto determinantes y por eso son se consideran dentro de esa clase:

### Pronombre
Algunos adjetivos determinativos pueden funcionar también como pronombres.
En lingüística y gramática, un pronombre es la clase de palabra que desempeña el papel sintáctico de un sustantivo, pero que, a diferencia de este, carece de contenido léxico propio, y cuyo referente lo determina su antecedente o la situación comunicativa. Sustituye no solo a sustantivos, sino a sintagmas nominales o incluso textos, mencionados antes o después de ellos, cuyo significado retoman o copian para usarlo en otro contexto, sin poseer en sí mismos significado fijo. En la pragmática o situación comunicativa se refieren con frecuencia a personas o cosas reales extralingüísticas más que a sustantivos del contexto. A esta propiedad de referirse a otros elementos tanto lingüísticos como extralingüísticos se la denomina deíxis.
El pronombre no admite apenas adjetivos (solamente los que indican identidad, como mismo en "él mismo", o número, como en "ellos tres"). Posee deíxis y persona y la mayor parte de las veces género, número y caso (solamente en los pronombres personales hay caso). Una serie de ellos son tónicos, esto es, poseen acento de intensidad; otros no: son átonos y se apoyan para sonar en la palabra siguiente o anterior, por lo que se les llama clíticos; en la ortografía española los pronombres átonos se escriben adheridos al verbo si vienen después que él, pero no se hace así si están situados antes: "Dáselo" o "Se lo da".

#### Clases de pronombres
Por su acento de intensidad se clasifican los pronombres en tónicos, si lo llevan, o átonos, si no lo llevan. Estos últimos son los llamados clíticos. Otra clasificación, que divide a los pronombres en razón a su significado, establece las siguientes clases de pronombres: personales, demostrativos, posesivos, relativos, interrogativo-exclamativos e indefinidos.
Cuando el pronombre hace referencia a una persona, al pronombre se le denomina pronombre personal. Cuando el pronombre indica posesión, se denomina pronombre posesivo. Cuando introduce una proposición subordinada adjetiva se denomina pronombre relativo. Cuándo pregunta o expresa una emoción, se denomina respectivamente interrogativo o exclamativo. Y cuando su significado es indeterminado o impreciso, se denomina indefinido.
Por otra parte existen unos tipos de pronombre personal que se distinguen según criterios sintácticos. Son los pronombres reflexivos y los recíprocos.
Pero además, existe un tipo de pronombre que no hace referencia a nadie ni nada, carecen de significado léxico y se les denomina expletivos. En inglés, por ejemplo, se emplea el pronombre expletivo para cubrir la carencia de un sujeto en oraciones impersonales, como por ejemplo el pronombre it en la oración "It rains" ("Llueve").
Pronombres clíticos
Son los pronombres átonos que, por carecer de independencia fónica, se unen, a efectos de pronunciación, con el elemento tónico (siempre un verbo) que lo precede o que lo sigue. En español son me, te, se, nos, os, lo(s), la(s), le(s).
Pronombres enclíticos
Son los pronombres clíticos que siguen al verbo y se escriben unidos a este: "Hazlo", "dáselas". (-te, -me, -se, -le, -nos, -os, -la, -lo, -los, -las).
Pronombres proclíticos
Son los que preceden al verbo: te vi, me lo dijo. Aunque también son átonos y se apoyan para sonar en el verbo al que se unen; la ortografía española, a diferencia de los enclíticos, prefiere escribirlos separados de los mismos.
Pronombres personales
Los pronombres personales son los que hacen referencia a alguna de las tres personas gramaticales: primera, o persona que habla; segunda, o persona a quien se habla; y tercera, que se refiere a cualquier otra persona o cosa. Pueden ser átonos (sin acento de intensidad): me, te, se, nos, os, lo(s), la(s), le(s); o tónicos (con acento de intensidad): yo, tú, vos, él, ella(s), ello(s), usted(es), nosotros/as, vosotros/as, mí, ti, sí.
Pronombres reflexivos
Son pronombres personales cuyo antecedente es generalmente el sujeto, tácito o expreso, de la oración en que aparece. Pueden ser átonos: "María se peinaba"; o tónicos: "La atraje hacia mí con suavidad"; "Tu hermana sólo piensa en sí misma". A veces el antecedente no es el sujeto de la oración, pero sí el de una paráfrasis implícita en la secuencia en que aparece el reflexivo: "Siempre te ayuda la confianza en ti mismo" [= la confianza que tú tienes en ti mismo]. Pueden ser reflexivos directos si funcionan como objetos directos ("Elena se peina"), o reflexivos indirectos si funcionan como complementos indirectos: "Elena se peina el cabello"
Pronombres recíprocos
Son los pronombres personales que se utilizan cuando una acción es mutua o intercambiada entre los miembros de un sujeto plural o múltiple, o se produce a la vez entre dos o más individuos que la ejercen los unos sobre los otros y los otros sobre los unos. El sentido recíproco lo aportan normalmente los pronombres átonos nos, os, se o la construcción pronominal el uno al (del, con el, etc.) otro: "Sandra y yo no nos hablamos"; "Pedro y María se quieren"; "Esos dos siempre hablan mal el uno del otro. A veces, el valor recíproco se desprende del propio verbo (no de un pronombre) que selecciona sujetos múltiples, como en intercambiar, simpatizar, etc.: "Mi padre y el tuyo simpatizan".
Pronombres demostrativos
Son los que sirven para señalar o mostrar la persona, animal o cosa designados por el elemento nominal al que acompaña o al que sustituye. Sus formas son éste, ese y aquél, con sus variantes de género y número: "Aquélla, la tarta de la izquierda, es mejor que ésta"; "Eso no me gusta".
Los demostrativos son fuertemente deícticos y sitúan su significado en el espacio y en el tiempo: éste como más próximo en el espacio y el tiempo al que habla; ése como más cercano en el espacio y/o el tiempo al que escucha, y aquél como más lejano en el espacio y/o el tiempo a ambos.
Pronombres posesivos
Son los que denotan posesión o pertenencia y a veces van precedidos por artículo. Son mío, tuyo, suyo, cuyo (en uso arcaico), y sus variantes de género y número. Existen dos series que corresponden a un solo poseedor (los anteriores) o varios poseedores (nuestro, vuestro, suyo y sus variantes de género y número).
Pronombres relativos
Son aquellos que, además de desempeñar su función dentro de la oración a la que pertenecen, sirven de enlace entre dicha oración y la principal de la que esta depende. En español son los pronombres (el) que, el cual y quien, así como el adjetivo cuyo, con sus variantes de género y número.
Pronombres interrogativos
Propios de la interrogación o que sirven para preguntar; ortográficamente se distinguen de los pronombres relativos en que llevan tilde: ¿Qué hora es?; ¿Quiénes están allí?; ¿Qué hacen?; ¿Cuáles son?
Pronombres indefinidos
Son los cuantitativos (que expresan nociones de cantidad), y los que predican identidad o existencia de manera vaga o indeterminada, como alguno, varios, alguien, nadie, otro, cualquier(a), etc.
Pronombres expletivos
A veces se sitúa un pronombre innecesario o expletivo para señalar el especial interés que se toma su referente por la acción: "Él solito se comió un pollo entero". Podría decirse "Él solito comió un pollo entero", pero la frase pierde fuerza y expresividad; por tanto se trata de un uso meramente enfático y en realidad no se trata de una clase de pronombres definida.
Leísmo
Se plantea un caso especial en el uso del pronombre de tercera persona, el llamado leísmo. Si bien en Hispanoamérica la forma correcta de usar el pronombre de tercera persona en complemento directo es lo-los, la-las, muchos de los hablantes de la península ibérica usan la forma le o les, que es propia del complemento indirecto, y dicen "le mató" en vez de "lo mató"; la Real Academia Española, ante la extensión del fenómeno, lo aprueba solo si se refiere a personas y en masculino singular, y lo rechaza en todas las demás formas, aunque recomienda el uso de "lo" y le parece más correcto.

#### Cuadro de usos de los pronombres personales
| Casos de la flexión pronominal           | Casos de la flexión pronominal        | Casos de la flexión pronominal  | Casos de la flexión pronominal | Casos de la flexión pronominal |
| Nominativo y vocativo (cuando es sujeto) | Ablativo (preposicional y comitativo) | Acusativo (complemento directo) | Dativo (complemento indirecto) | Reflexivo (acusativo-dativo)   |
| ---------------------------------------- | ------------------------------------- | ------------------------------- | ------------------------------ | ------------------------------ |
| yo                                       | mí (conmigo)                          | me                              | me                             | me                             |
| tú                                       | ti (contigo)                          | te                              | te                             | te                             |
| vos                                      | vos                                   | te                              | te                             | te                             |
| él                                       | él, sí (consigo) *                    | lo                              | le (se)                        | se                             |
| ella                                     | ella, sí (consigo) *                  | la                              | le (se)                        | se                             |
| ello                                     | ello, sí (consigo) *                  | lo                              | le (se)                        | se                             |
| usted                                    | usted, sí (consigo) *                 | lo, la                          | le (se)                        | se                             |
| nosotros                                 | nosotros                              | nos                             | nos                            | nos                            |
| nosotras                                 | nosotras                              | nos                             | nos                            | nos                            |
| vosotros / ustedes**                     | vosotros / ustedes**                  | os                              | os                             | os                             |
| vosotras / ustedes**                     | vosotras / ustedes**                  | os                              | os                             | os                             |
| ellos                                    | ellos, sí (consigo) *                 | los                             | les (se)                       | se                             |
| ellas                                    | ellas, sí (consigo) *                 | las                             | les (se)                       | se                             |
| ustedes                                  | ustedes, sí (consigo) *               | los, las                        | les (se)                       | se                             |

Notas
* La forma ablativa sí es siempre reflexiva, siendo la única que no tiene correspondiente en nominativo (las formas nominativas, esto es, de sujeto, serían él mismo, ella misma, ellos mismos, etc.; por ejemplo: para sí = "para él mismo").
La forma reflexiva del pronombre es realmente la combinación del acusativo y el dativo. Es decir, el complemento directo u objeto (el que "sufre" la acción) y el complemento indirecto (el que "recibe" la acción) es el mismo sujeto.
** La forma vosotros /as no es de uso general en todo el dominio del español, en concreto América (verde), y parcialmente en Andalucía y Canarias (amarillo), este pronombre de segunda persona ha sido substituido por ustedes.

### Adjetivo
El adjetivo es una clase de palabra que funciona ordinariamente como adyacente del nombre sustantivo, esto es, como complemento nominal adjunto que se sitúa delante o después del sustantivo a que se refiere, con el cual concierta en español en género y número.Si la raíz es alterada en una de sus formas comparativa o superlativa, el adjetivo es considerado irregular, como por ejemplo: bueno - mejor
Por significado, señala una cualidad atribuida a un sustantivo, bien abstracta (perceptible por la mente, como en «libro difícil»), bien concreta (perceptible por cualquiera de los cinco sentidos, como en «libro azul»). 
En cuanto a su morfología, el adjetivo posee en español accidente de género y número para concordar con el sustantivo del cual es adyacente, no lleva artículos salvo cuando se sustantiva y puede llevar toda clase de afijos. No obstante, existen adjetivos de una sola terminación (fuerte, falaz, hábil, débil...) que no experimentan variación de género, aunque sí de número, mientras que son más frecuentes los adjetivos de dos terminaciones (bueno/buena, malo/mala, etc.), dentro de los cuales suelen incluirse los participios regulares (freído, imprimido) e irregulares (frito, impreso). Los participios también funcionan como verbos, en especial los regulares y más raramente los irregulares, algunos de los cuales han perdido la posibilidad de conjugarse (adjunto por adjuntado; incluso por incluido).
Dentro de los adjetivos de una terminación, el caso más común es el de los adjetivos finalizados en e como grande, fuerte, triste, insomne, alegre, inmutable, etc. También existen adjetivos que terminan en -l (débil, fácil, sutil, fútil, personal); en -r (peor, mejor, ulterior, particular); en -z (sagaz, veloz, atroz); pocos en -n (común, ruin); también existen algunos terminados en -í (sefardí) y un puñado en -s, la mayoría gentilicios (cortés, inglés, francés..).

#### Apócope
En posición antepuesta a un sustantivo algunos adjetivos se apocopan, es decir, pierden algunos de sus elementos finales: grande/gran, santo/san, bueno/buen, malo/mal, primero/primer, tercero/tercer, ciento/cien, cualquiera/cualquier, alguno/algún, ninguno/ningún, veintinuno/veintiún, mío/mi, tuyo/tu, etc.
Algunos adjetivos como tercero, grande o ciento también son usados sin su forma apocopada antes de un sustantivo por arcaísmo, aunque el apócope es el uso más común («Más vale pájaro en mano que ciento volando»).

#### Grado
El grado determina en el adjetivo español la intensidad y cantidad en que se da la cualidad del adjetivo de forma objetiva, mientras que los sufijos apreciativo-valorativos (diminutivo, aumentativo y despectivo) determinan más bien la cantidad e intensidad de forma subjetiva. En español existen tres grados: positivo, comparativo y superlativo.
- El grado positivo denota objetivamente la cualidad en su cuantificación natural y por tanto no es marcado con ningún morfema concreto: caliente, tibio, frío, roto, bueno, regular, malo, limpio, sucio.

- El grado comparativo denota la cualidad referida a la cualidad de otro sustantivo para señalar objetivamente su igualdad, su superioridad o su inferioridad, y se forma mediante la adición de un adverbio intensificador al adjetivo que se escribe separado de él (tan, más, menos) y un nexo (que, como) que señala el sustantivo término con el que se compara; por ejemplo: "Pedro es más/menos bueno que Juan (es bueno)". El segundo adjetivo se elide porque se sobreentiende, por economía. En el caso del comparativo, el adverbio utilizado es tan y el nexo es como: "Pedro es tan bueno como Juan (es bueno)". Así pues, el grado comparativo de igualdad se construye con la fórmula tan + adjetivo + como; el de superioridad con la fórmula más + adjetivo + que y el de inferioridad con la fórmula menos + adjetivo + que.

- El grado superlativo denota una cualidad que el adjetivo posee en su máximo grado objetivo y utiliza afijos y morfemas de grado superlativo: los sufijos -ísimo la mayoría de las veces y -érrimo en un cierto número de adjetivos como pulcro/pulquérrimo, célebre/celebérrimo, agrio o acre/acérrimo, salubre/salubérrimo, áspero/aspérrimo, libre/libérrimo, magro, macérrimo, negro/nigérrimo, mísero/misérrimo, etcétera, los cuales suelen tener una r antes de su vocal final. Algunos, sin embargo, comparten doble superlativo y pueden formarlo con -ísimo o -érrimo indistintamente: magro/magrísimo/macérrimo, pobre/pobrísimo/paupérrimo, o negro/nigérrimo/negrísimo, entre otros; en todos esos casos la forma en -érrimo es formal o literaria. Otros procedimientos afijales para la formación de superlativos consisten en la adición de prefijos como extra-, super-, hiper-, re-, rete- requete-: "Extralimpio, superbueno, hipercaro, rebarato, requetemal"o. Es determinado asimismo por adverbios cuantificadores que le confieren los otros grados, el comparativo de igualdad (tan), de superioridad (más) y de inferioridad (menos), así como el grado superlativo analítico («Muy, harto, asaz, extraordinariamente, definitivamente bueno»).

El grado en algunos casos se logra alternativamente mediante procedimientos léxicos; así, por ejemplo, si bueno es de grado positivo, su comparativo es mejor y su superlativo óptimo; en el caso de malo, peor y pésimo; en el de grande, mayor y máximo; en el de pequeño, menor y mínimo; en el de alto, superior y supremo y en el de bajo, inferior e ínfimo.
| Grado positivo     | Grado comparativo de superioridad | Grado superlativo sintético                                        |
| ------------------ | --------------------------------- | ------------------------------------------------------------------ |
| alto               | más alto, superior (culto)        | altísimo, supremo (culto).                                         |
| amigo              | más amigo                         | amiguísimo (informal) amicísimo (culto).                           |
| antiguo            | más antiguo                       | antiquísimo                                                        |
| bajo               | más bajo, inferior (culto)        | bajísimo, ínfimo (culto).                                          |
| bueno              | más bueno, mejor                  | buenísimo (informal), bonísimo (culto e informal), óptimo (culto). |
| creíble, increíble | más creíble/increíble             | credibilísimo/incredibilísimo                                      |
| fuerte             | más fuerte                        | fuertísimo (informal), fortísimo (culto e informal).               |
| grande             | más grande, mayor                 | grandísimo, máximo (culto).                                        |
| malo               | más malo, peor                    | malísimo, pésimo (culto)                                           |
| mucho              | más                               | muchísimo                                                          |
| pequeño            | más pequeño, menor                | pequeñísimo, mínimo (culto).                                       |
| poco               | menos                             | poquísimo                                                          |
| pobre              | más pobre                         | pobrísimo (informal), paupérrimo (culto).                          |
| pulcro             | más pulcro                        | pulquérrimo (culto).                                               |

#### Sustantivación
Lo sustantivan o transforman en sustantivo el artículo neutro lo («lo bueno») y el masculino el y, además, la supresión del sustantivo en una lexía habitual: el barco velero = el velero, la j = la letra j, el cigarro puro habano = el puro, el habano etc.

#### Función sintáctica
En cuanto a su sintaxis, el adjetivo desempeña habitualmente cinco funciones diferentes:
- 1. Adyacente de un sustantivo («Buen libro grande»).
- 2. Atributo de un sustantivo a través de un verbo copulativo («Pedro es, está o parece sano»).
- 3. Complemento predicativo («La mujer llegó cansada»).
- 4. Núcleo de un sintagma adjetivo («Muy próximo al barrio»).
- 5. Núcleo de un sintagma preposicional («Lo acusaron por tonto»).

El adjetivo en español es también tónico y por tanto una de sus sílabas se pronuncia con mayor intensidad que las otras.

#### Clases de adjetivos
Con un criterio sintáctico se distingue entre:
- Adjetivos adjuntos, cuando van unidos asindéticamente al nombre: «noche oscura» u «oscura noche».

- Adjetivos atributivos o conexos, de tres tipos, bien ligados al nombre mediante uno entre dos verbos copulativos (ser o estar, pero no parecer): «La noche era oscura», bien que funcionen como complemento predicativo cuando entre el adjetivo y el sustantivo hay un verbo no copulativo (aquí entra parecer, pues no es un verbo copulativo puro): «La casa parece verde», «el niño llegó feliz». Y, por último, adjetivos en función de aposición, cuando van unidos al sustantivo con un elemento suprasegmental: «La casa, verde».

Con un criterio semántico e informativo, se distingue entre:
- Adjetivos calificativos, los adjetivos más propiamente dichos, que se limitan a señalar una cualidad o característica del sustantivo al que modifican, como en hombre alto, perro hermoso.

- Adjetivos relacionales, introducidos por la última edición de la Gramática de la Real Academia Española, y que son aquellos que, pese a limitar la extensión del sustantivo al que acompañan como los calificativos, carecen de grado, porque se limitan a clasificarlo dentro de un conjunto ordenado o taxonomía. Es decir, no pueden aparecer en grado comparativo ni superlativo. Así, podemos decir, que un coche es "policial", pero no que es *muy policial o *policialísimo. Por tanto, adscriben al sustantivo dentro de una clase, pero no lo califican en determinado grado.

La gramática tradicional distingue también entre:
- Adjetivos explicativos o epítetos, que expresan una cualidad abstracta o concreta de la que el sustantivo ya informa, subrayando dicha cualidad ya implícita en el significaco propio del sustantivo; por ejemplo: «Dulce azúcar», «manso cordero», «fiero león».

- Adjetivos especificativos, que, por su parte, añaden una información que el sustantivo por sí solo no comunica, y que incluirían entre ellos a los relacionales, pero no exclusivamente: «Azúcar moreno», «cordero enfermo», «león distraído».

- Adjetivos determinativos, generalmente llamados determinantes, que actualizan, presentan, cuantifican (miden) o preguntan por el sustantivo núcleo del sintagma nominal, generalmente, aunque no siempre, situándose en posición anterior a éstos; existen tres clases de determinantes, los actualizadores, los cuantificadores y los interrogativos (véase Determinantes).

- Adjetivos sustantivados o absolutos: son los que desempeña en la frase las funciones propias del sustantivo mediante metábasis de sustantivación. Esta se realiza en español añadiendo el artículo neutro "lo" o "el" u omitiendo el sustantivo con el que se relaciona habitualmente: "Pozo profundo / Lo profundo del pozo". "Barco velero. / El velero. / Velero"

- Adjetivos verbales: son los participios en función adjetiva, cuando no han perdido aún su naturaleza verbal. Algunos de ellos pertenecen a verbos irregulares, ya que se presentan formalmente distintos de las formas de la conjugación regular, que también existen, pero no pueden emplearse en función adjetiva, de forma que existen dobletes de participios verbales y participios adjetivos como imprimido / impreso, freído / frito, adjuntado / adjunto, etc.: "papel impreso", y no "papel imprimido" o "he imprimido un libro" y no "he impreso un libro".

#### Posición
Los adjetivos antepuestos indican una cualificación más vaga e inmaterial y pospuestos más concreta y precisa. Según Gonzalo Sobejano, los adjetivos antepuestos "no significan una cualidad del objeto mentado por el sustantivo, sino que indican una nota extrínseca a ese objeto" y para Gustav Gröber el pospuesto determina o distingue intelectualmente y el antepuesto atribuye al sustantivo una cualidad con valor subjetivo. Federico Hanssen concluye "podemos decir que el adjetivo pospuesto tiene carácter objetivo y el antepuesto tiene carácter subjetivo: un hombre grande, un gran emperador". Muchos adjetivos por su contenido semántico netamente relacional no tienen otro uso que el especificativo posterior al nombre: "El andén central, la cuestión social". Otros, en cambio, tienen siempre un valor de explicativo (epíteto): "La nieve blanca, el león fiero, la hierba verde". Cuando el adjetivo se coloca entre comas, siempre tiene un valor explicativo: "Aquel hombre, tan amable, era mi padre".
Un adjetivo puede ir tanto delante como detrás del núcleo al cual se refiere. Existen cuatro criterios para la posición de este: criterio lógico, criterio psicológico, criterio rítmico y un criterio distribucional.
- Criterio lógico. Si el adjetivo es especificativo se coloca después del núcleo. Ej. «tiza blanca». Si el adjetivo es explicativo se coloca antes del núcleo. Ej. «mal estado»
- Criterio psicológico. El adjetivo irá antes del núcleo si es subjetivo, es decir, el adjetivo es opinión del emisor. Ej. «buena jugada»
- Criterio rítmico. Si el adjetivo tiene una longitud superior al núcleo, se escribe después de este. Ej. «chico asustadizo», o también «la casa deshabitada»
- Criterio distribucional. Si el adjetivo tiene escaso contenido informativo se escribe antes que el núcleo. Ej. «buen golpe». Si el adjetivo tiene mayor grado de información, se pospone. Ej. «Calor solar» y no «solar calor»
- Criterio significativo. El significado cambia si el adjetivo cambia su posición. Ej: «pobre hombre» y «hombre pobre» no significan lo mismo.Si la raíz es alterada en una de sus formas comparativa o superlativa, el adjetivo es considerado irregular, como por ejemplo: bueno - mejor

### Verbo

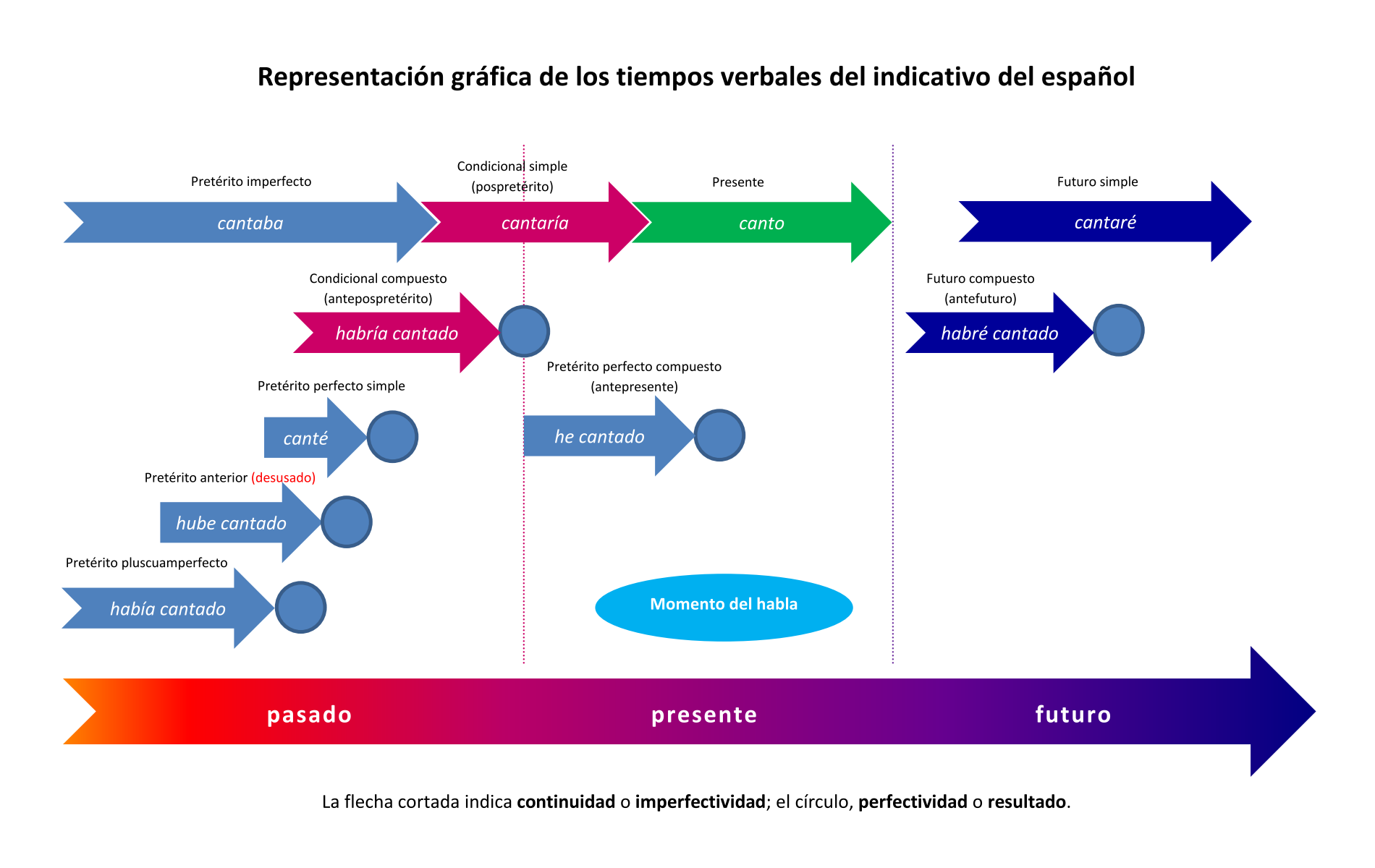
Representación gráfica de los tiempos verbales del indicativo.

El verbo es la palabra más variable del idioma español. Por significado indica acción (correr) o proceso (pensar), y en el caso de los verbos copulativos ser, estar y parecer existencia, esencia o estado. Constituye el núcleo del predicado verbal y la cópula del predicado nominal.
Los verbos del castellano poseen dos tipos de conjugaciones, la simple, y la perifrástica o a través de un centenar largo de perífrasis verbales. La conjugación simple, a su vez, se divide en conjugaciones regulares e irregulares.
Los verbos del español se dividen en tres conjugaciones regulares, que se pueden identificar según las dos últimas letras del infinitivo: -ar, -er o -ir. Todos los que no siguen perfectamente estos patrones son denominados verbos irregulares. Los que solo se conjugan en determinadas personas o tiempos se denominan a su vez verbos defectivos.
Los verbos del español se conjugan en tres modos: indicativo, subjuntivo, e imperativo y en dos voces, voz activa y voz pasiva. Esta última se forma de dos maneras: una pasiva analítica con el verbo ser o estar en el tiempo de la activa y el participio del verbo que se conjuga, y una segunda denominada pasiva sintética o pasiva refleja, con el morfema se y un verbo en tercera persona más un sujeto paciente y sin complemento agente explícito: «Se vende piso».
El modo condicional presente en otras lenguas indoeuropeas es a veces incluido como un modo más, y otras veces se prefiere considerarlo como uno de los tiempos verbales simples y compuestos del modo indicativo.
Existen además en la conjugación regular tres formas no personales o verboides, es decir, que no portan morfemas de persona y por tanto no pueden llevar sujeto sintáctico con el que concordar, aunque sí lo pueden tener semántico («el hacerlo él fue buena idea»): son el infinitivo simple y compuesto, el gerundio simple y compuesto y el participio. Todas estas formas entran en la composición de las perífrasis verbales y tienen usos como clases de palabras diferentes: sustantivo en el caso del infinitivo, adverbio en el caso del gerundio y adjetivo en el caso del participio; el participio, además, sirve para formar los tiempos compuestos del verbo.
Los tiempos verbales pueden ser simples o compuestos. Por cada tiempo simple hay uno compuesto, que se forma anteponiendo el tiempo simple correspondiente del verbo «haber» al participio del verbo que se está conjugando.
Los verbos copulativos del español son descendientes directos del Verbo copulativo indoeuropeo y se distinguen de otras lenguas en que poseen dos formas con distintos usos: ser y estar, usado el primero para expresar lo esencial y permanente y el segundo para lo accidental y transitorio. Habitualmente se considera también verbo copulativo parecer.
Los verbos también pueden clasificarse según su valor semántico. Así encontramos verbos transitivos (si llevan objeto directo), por ejemplo decir; intransitivos (si no lo tienen ni lo pueden llevar, como por ejemplo brincar); reflexivos (si hacen recaer la acción del verbo sobre el sujeto: «Yo me peino»); recíprocos (si la acción es mutua: «Pedro y Juan se pegan») y pseudorreflejos, también llamados pronominales (irse, venirse).

#### Modos
En español la categoría "modo" designa conjuntamente lo que los lingüistas llaman categoría de fuerza ilocutiva y categoría de modalidad. Como es típico de las lenguas indoeuropeas el español expresa las diferencias de modo mediante inflexión en el verbo. El modo no debe confundirse con otros accidentes del verbo, como el tiempo o el aspecto, aunque debido al carácter fusionante del español muchas veces un único morfema indica simultáneamente el valor de las categorías de tiempo, aspecto y modo (e incluso persona). En la flexión del protoindoeuropeo, había cuatro modos indicativo, el subjuntivo, el optativo y el imperativo. Muchas lenguas indoeuropeas han perdido alguno de estos modos, y solo algunos idiomas como el griego antiguo o el sánscrito, retenían el sistema original. Algunas lenguas samoyedas (familia urálica) tienen más de diez modos. En el castellano se utilizan tres: indicativo, subjuntivo e imperativo, y para expresar los otros se recurre a la conjugación perifrástica.
El modo indicativo en español o modus realis especifica cuándo el hablante estima algo como ocurrido fuera de su mente, en la realidad objetiva: «Hoy llueve mucho». El modo subjuntivo o modo de lo irreal hace que el hablante considere la acción verbal en su mente, como esperanza subjetiva o hipotética; por ejemplo: «¡Ojalá llueva!». El modo imperativo es el que se utiliza para mandatos. Estos modos tienen que ver respectivamente con las funciones del lenguaje definidas por Karl Bühler: representativa, expresiva y conativa, de las que derivan los géneros literarios mínimos, el narrativo, el lírico y el dramático. Aunque en otros idiomas existe el modo condicional, en el español se lo considera habitualmente como un tiempo verbal más del modo indicativo.

#### Desinencias de la conjugación regular
(I, primera conjugación o en -ar; II, segunda o en -er; III, tercera o en -ir; se incluyen en las desinencias los infijos de vocal temática).
| MODO INDICATIVO      | MODO INDICATIVO      | MODO INDICATIVO      | MODO INDICATIVO      | MODO INDICATIVO      | MODO INDICATIVO      | MODO INDICATIVO           | MODO INDICATIVO           | MODO INDICATIVO           | MODO INDICATIVO         | MODO INDICATIVO         | MODO INDICATIVO         | MODO INDICATIVO | MODO INDICATIVO | MODO INDICATIVO | MODO INDICATIVO | MODO INDICATIVO | MODO INDICATIVO | MODO INDICATIVO | MODO INDICATIVO | MODO INDICATIVO | MODO INDICATIVO |
| Presente             | Presente             | Presente             | Presente             | Presente             | Presente             | Pretérito perfecto simple | Pretérito perfecto simple | Pretérito perfecto simple | Pretérito imperfecto    | Pretérito imperfecto    | Pretérito imperfecto    | Futuro simple | Futuro simple | Futuro simple | Condicional simple | Condicional simple | Condicional simple | Condicional simple | Condicional simple | Condicional simple |                 |
| -------------------- | -------------------- | -------------------- | -------------------- | -------------------- | -------------------- | ------------------------- | ------------------------- | ------------------------- | ----------------------- | ----------------------- | ----------------------- | --- | --- | --- | --- | --- | --- | --- | --- | --- | --------------- |
| I.                   | I.                   | II.                  | II.                  | III.                 | III.                 | I.                        | II.                       | III.                      | I.                      | II.                     | III.                    | I. | II. | III. | I. | I. | II. | II. | III. | III. |                 |
| ‑o                   | ‑o                   | ‑o                   | ‑o                   | ‑o                   | ‑o                   | ‑é                        | ‑í                        | ‑í                        | ‑aba                    | ‑ía                     | ‑ía                     | ‑aré | ‑eré | ‑iré | ‑aría | ‑aría | ‑ería | ‑ería | ‑iría | ‑iría |                 |
| ‑as                  | ‑ás                  | ‑es                  | ‑és                  | ‑es                  | ‑ís                  | ‑aste                     | ‑iste                     | ‑iste *                   | ‑abas                   | ‑ías                    | ‑ías                    | ‑arás | ‑erás | ‑irás | ‑arías | ‑arías | ‑erías | ‑erías | ‑irías | ‑irías |                 |
| ‑a                   | ‑a                   | ‑e                   | ‑e                   | ‑e                   | ‑e                   | ‑ó                        | ‑ió                       | ‑ió                       | ‑aba                    | ‑ía                     | ‑ía                     | ‑ará | ‑erá | ‑irá | ‑aría | ‑aría | ‑ería | ‑ería | ‑iría | ‑iría |                 |
| ‑amos                | ‑amos                | ‑emos                | ‑emos                | ‑imos                | ‑imos                | ‑amos                     | ‑imos                     | ‑imos                     | ‑ábamos                 | ‑íamos                  | ‑íamos                  | ‑aremos | ‑eremos | ‑iremos | ‑aríamos | ‑aríamos | ‑eríamos | ‑eríamos | ‑iríamos | ‑iríamos |                 |
| ‑áis                 | ‑áis                 | ‑éis                 | ‑éis                 | ‑ís                  | ‑ís                  | ‑asteis                   | ‑isteis                   | ‑isteis                   | ‑abais                  | ‑íais                   | ‑íais                   | ‑aréis | ‑eréis | ‑iréis | ‑aríais | ‑aríais | ‑eríais | ‑eríais | ‑iríais | ‑iríais |                 |
| ‑an                  | ‑an                  | ‑en                  | ‑en                  | ‑en                  | ‑en                  | ‑aron                     | ‑ieron                    | ‑ieron                    | ‑aban                   | ‑ían                    | ‑ían                    | ‑arán | ‑erán | ‑irán | ‑arían | ‑arían | ‑erían | ‑erían | ‑irían | ‑irían |                 |
| MODO SUBJUNTIVO      | MODO SUBJUNTIVO      | MODO SUBJUNTIVO      | MODO SUBJUNTIVO      | MODO SUBJUNTIVO      | MODO SUBJUNTIVO      | MODO SUBJUNTIVO           | MODO SUBJUNTIVO           | MODO SUBJUNTIVO           | MODO SUBJUNTIVO         | MODO SUBJUNTIVO         | MODO SUBJUNTIVO         | MODO SUBJUNTIVO | MODO SUBJUNTIVO | MODO SUBJUNTIVO | MODO IMPERATIVO | MODO IMPERATIVO | MODO IMPERATIVO | MODO IMPERATIVO | MODO IMPERATIVO | MODO IMPERATIVO |                 |
| Presente             | Presente             | Presente             | Presente             | Presente             | Presente             | Pretérito imperfecto I    | Pretérito imperfecto I    | Pretérito imperfecto I    | Pretérito imperfecto II | Pretérito imperfecto II | Pretérito imperfecto II | Futuro simple | Futuro simple | Futuro simple | Imperativo positivo | Imperativo positivo | Imperativo positivo | Imperativo positivo | Imperativo positivo | Imperativo positivo |                 |
| I.                   | I.                   | II.                  | II.                  | III.                 | III.                 | I.                        | II.                       | III.                      | I.                      | II.                     | III.                    | I. | II. | III. | I. | I. | II. | II. | III. | III. |                 |
| ‑e                   | ‑e                   | ‑a                   | ‑a                   | ‑a                   | ‑a                   | ‑ara                      | ‑iera                     | ‑iera                     | ‑ase                    | ‑iese                   | ‑iese                   | ‑are | ‑iere | ‑iere | — | — | — | — | — | — |                 |
| ‑es                  | ‑es                  | ‑as                  | ‑as                  | ‑as                  | ‑as                  | ‑aras                     | ‑ieras                    | ‑ieras                    | ‑ases                   | ‑ieses                  | ‑ieses                  | ‑ares | ‑ieres | ‑ieres | ‑a | ‑á | ‑e | ‑é | ‑e | ‑í |                 |
| ‑e                   | ‑e                   | ‑a                   | ‑a                   | ‑a                   | ‑a                   | ‑ara                      | ‑iera                     | ‑iera                     | ‑ase                    | ‑iese                   | ‑iese                   | ‑are | ‑iere | ‑iere | ‑e | ‑e | ‑a | ‑a | ‑a | ‑a |                 |
| ‑emos                | ‑emos                | ‑amos                | ‑amos                | ‑amos                | ‑amos                | ‑áramos                   | ‑iéramos                  | ‑iéramos                  | ‑ásemos                 | ‑iésemos                | ‑iésemos                | ‑áremos | ‑iéremos | ‑iéremos | ‑emos | ‑emos | ‑amos | ‑amos | ‑amos | ‑amos |                 |
| ‑éis                 | ‑éis                 | ‑áis                 | ‑áis                 | ‑áis                 | ‑áis                 | ‑arais                    | ‑ierais                   | ‑ierais                   | ‑aseis                  | ‑ieseis                 | ‑ieseis                 | ‑areis | ‑iereis | ‑iereis | ‑ad | ‑ad | ‑ed | ‑ed | ‑id | ‑id |                 |
| ‑en                  | ‑en                  | ‑an                  | ‑an                  | ‑an                  | ‑an                  | ‑aran                     | ‑ieran                    | ‑ieran                    | ‑asen                   | ‑iesen                  | ‑iesen                  | ‑aren | ‑ieren | ‑ieren | ‑en | ‑en | ‑an | ‑an | ‑an | ‑an |                 |
| FORMAS NO PERSONALES | FORMAS NO PERSONALES | FORMAS NO PERSONALES | FORMAS NO PERSONALES | FORMAS NO PERSONALES | FORMAS NO PERSONALES | FORMAS NO PERSONALES      | FORMAS NO PERSONALES      | FORMAS NO PERSONALES      | FORMAS NO PERSONALES    | FORMAS NO PERSONALES    | FORMAS NO PERSONALES    | * Formas en -astes e -istes están estigmatizadas por las instancias académicas y se usan en todas las variantes dialectales en contextos informales. | * Formas en -astes e -istes están estigmatizadas por las instancias académicas y se usan en todas las variantes dialectales en contextos informales. | * Formas en -astes e -istes están estigmatizadas por las instancias académicas y se usan en todas las variantes dialectales en contextos informales. | * Formas en -astes e -istes están estigmatizadas por las instancias académicas y se usan en todas las variantes dialectales en contextos informales. | * Formas en -astes e -istes están estigmatizadas por las instancias académicas y se usan en todas las variantes dialectales en contextos informales. | * Formas en -astes e -istes están estigmatizadas por las instancias académicas y se usan en todas las variantes dialectales en contextos informales. | * Formas en -astes e -istes están estigmatizadas por las instancias académicas y se usan en todas las variantes dialectales en contextos informales. | * Formas en -astes e -istes están estigmatizadas por las instancias académicas y se usan en todas las variantes dialectales en contextos informales. | * Formas en -astes e -istes están estigmatizadas por las instancias académicas y se usan en todas las variantes dialectales en contextos informales. |                 |
| Infinitivo           | Infinitivo           | Infinitivo           | Infinitivo           | Infinitivo           | Infinitivo           | Participio                | Participio                | Participio                | Gerundio                | Gerundio                | Gerundio                | * Formas en -astes e -istes están estigmatizadas por las instancias académicas y se usan en todas las variantes dialectales en contextos informales. | * Formas en -astes e -istes están estigmatizadas por las instancias académicas y se usan en todas las variantes dialectales en contextos informales. | * Formas en -astes e -istes están estigmatizadas por las instancias académicas y se usan en todas las variantes dialectales en contextos informales. | * Formas en -astes e -istes están estigmatizadas por las instancias académicas y se usan en todas las variantes dialectales en contextos informales. | * Formas en -astes e -istes están estigmatizadas por las instancias académicas y se usan en todas las variantes dialectales en contextos informales. | * Formas en -astes e -istes están estigmatizadas por las instancias académicas y se usan en todas las variantes dialectales en contextos informales. | * Formas en -astes e -istes están estigmatizadas por las instancias académicas y se usan en todas las variantes dialectales en contextos informales. | * Formas en -astes e -istes están estigmatizadas por las instancias académicas y se usan en todas las variantes dialectales en contextos informales. | * Formas en -astes e -istes están estigmatizadas por las instancias académicas y se usan en todas las variantes dialectales en contextos informales. |                 |
| I.                   | I.                   | II.                  | II.                  | III.                 | III.                 | I.                        | II.                       | III.                      | I.                      | II.                     | III.                    | * Formas en -astes e -istes están estigmatizadas por las instancias académicas y se usan en todas las variantes dialectales en contextos informales. | * Formas en -astes e -istes están estigmatizadas por las instancias académicas y se usan en todas las variantes dialectales en contextos informales. | * Formas en -astes e -istes están estigmatizadas por las instancias académicas y se usan en todas las variantes dialectales en contextos informales. | * Formas en -astes e -istes están estigmatizadas por las instancias académicas y se usan en todas las variantes dialectales en contextos informales. | * Formas en -astes e -istes están estigmatizadas por las instancias académicas y se usan en todas las variantes dialectales en contextos informales. | * Formas en -astes e -istes están estigmatizadas por las instancias académicas y se usan en todas las variantes dialectales en contextos informales. | * Formas en -astes e -istes están estigmatizadas por las instancias académicas y se usan en todas las variantes dialectales en contextos informales. | * Formas en -astes e -istes están estigmatizadas por las instancias académicas y se usan en todas las variantes dialectales en contextos informales. | * Formas en -astes e -istes están estigmatizadas por las instancias académicas y se usan en todas las variantes dialectales en contextos informales. |                 |
| ‑ar                  | ‑ar                  | ‑er                  | ‑er                  | ‑ir                  | ‑ir                  | ‑ado/a (-ante)            | ‑ido/a (-iente)           | ‑ido/a (-iente)           | ‑ando                   | ‑iendo                  | ‑iendo                  | * Formas en -astes e -istes están estigmatizadas por las instancias académicas y se usan en todas las variantes dialectales en contextos informales. | * Formas en -astes e -istes están estigmatizadas por las instancias académicas y se usan en todas las variantes dialectales en contextos informales. | * Formas en -astes e -istes están estigmatizadas por las instancias académicas y se usan en todas las variantes dialectales en contextos informales. | * Formas en -astes e -istes están estigmatizadas por las instancias académicas y se usan en todas las variantes dialectales en contextos informales. | * Formas en -astes e -istes están estigmatizadas por las instancias académicas y se usan en todas las variantes dialectales en contextos informales. | * Formas en -astes e -istes están estigmatizadas por las instancias académicas y se usan en todas las variantes dialectales en contextos informales. | * Formas en -astes e -istes están estigmatizadas por las instancias académicas y se usan en todas las variantes dialectales en contextos informales. | * Formas en -astes e -istes están estigmatizadas por las instancias académicas y se usan en todas las variantes dialectales en contextos informales. | * Formas en -astes e -istes están estigmatizadas por las instancias académicas y se usan en todas las variantes dialectales en contextos informales. |                 |

#### Conjugación regular
Modo indicativo:
Tiempos simples (formas de aspecto imperfecto):
- Presente: (yo) amo, temo, parto; tú amas, temes, partes; él ama, teme, parte; nosotros amamos, tememos, partimos; vosotros amáis, teméis, partís; ellos aman, temen, parten.
- Pretérito imperfecto: Yo amaba, temía, partía; tú amabas, temías, partías; él amaba, temía, partía; nosotros amábamos, temíamos, partíamos; vosotros amábais, temíais, partíais; ellos amaban, temían, partían.
- Pretérito perfecto simple o pretérito indefinido: Yo amé, temí, partí; tú amaste, temiste, partiste; él amó, temió, partió; nosotros amamos, temimos, partimos; vosotros amasteis, temisteis, partisteis; ellos amaron, temieron, partieron.
- Futuro imperfecto: Yo amaré, temeré, partiré; tú amarás, temerás, partirás; él amará, temerá, partirá; nosotros amaremos, temeremos, partiremos; vosotros amaréis, temeréis, partiréis; ellos amarán, temerán, partirán1

Tiempos compuestos (formas de aspecto perfecto):
- Pretérito perfecto compuesto: Yo he amado, he temido, he partido; tú has amado, has temido, has partido; él ha amado, ha temido, ha partido; nosotros hemos amado, hemos temido, hemos partido; vosotros habéis amado, habéis temido, habéis partido; ellos han amado, han temido, han partido2
- Pretérito pluscuamperfecto: Yo había amado, había temido, había partido; tú habías amado, habías temido, habías partido; él había amado, había temido, había partido; nosotros habíamos amado, habíamos temido, habíamos partido; vosotros habíais amado, habíais temido, habíais partido; ellos habían amado, habían temido, habían partido.
- Pretérito anterior: Yo hube amado, hube temido, hube partido; tú hubiste amado, hubiste temido, hubiste partido; él hubo amado, hubo temido, hubo partido; nosotros hubimos amado, hubimos temido, hubimos partido; vosotros hubisteis amado, hubisteis temido, hubisteis partido; ellos hubieron amado, hubieron temido, hubieron partido3
- Futuro perfecto: Yo habré amado, habré temido, habré partido; tú habrás amado, habrás temido, habrás partido; él habrá amado, habrá temido, habrá partido; nosotros habremos amado, habremos temido, habremos partido; vosotros habréis amado, habréis temido, habréis partido; ellos habrán amado, habrán temido, habrán partido.

Modo subjuntivo
Tiempos simples:
- Presente: Yo ame, tema, parta; tú ames, temas, partas; él ame, tema, parta; nosotros amemos, temamos, partamos; vosotros améis, temáis, partáis; ellos amen, teman, partan.
- Pretérito imperfecto: Yo amara o amase, temiera o temiese, partiera o partiese; tú amaras o amases, temieras o temieses, partieras o partieses; él amara o amase, temiera o temiese, partiera o partiese; nosotros amáramos o amásemos, temiéramos o temiésemos, partiéramos o partiésemos; vosotros amarais o amaseis, temierais o temieseis, partierais o partieseis; ellos amaran o amasen, temieran o temiesen, partieran o partiesen.
- Futuro imperfecto: Yo amare, temiere, partiere; tú amares, temieres, partieres; él amare, temiere, partiere; nostors amáremos, temiéremos, partiéremos; vosotros amareis, temiereis, partiereis; ellos amaren, temieren, partieren4

Tiempos compuestos
- Pretérito perfecto: Yo haya amado, haya temido, haya partido; tú hayas amado, hayas temido, hayas partido; él haya amado, haya temido, haya partido; nostros hayamos amado, hayamos temido, hayamos partido; vosotros hayáis amado, hayáis temido, hayáis partido; ellos hayan amado, hayan temido, hayan partido.
- Pretérito pluscuamperfecto: Yo hubiera o hubiese amado, hubiera o hubiese temido, hubiera o hubiese partido: tú hubieras o hubieses amado, hubieras o hubieses temido, hubieras o hubieses partido; él hubiera o hubiese amado, hubiera o hubiese temido, hubiera o hubiese partido; nosotros hubiéramos o hubiésemos amado, hubiéramos o hubiésemos temido, hubiéramos o hubiésemos partido; vosotros hubierais o hubieseis amado, hubierais o hubieseis temido, hubierais o hubieseis partido; ellos hubieran o hubiesen amado, hubieran o hubiesen temido, hubieran o hubisesen partido.
- Futuro perfecto: Yo hubiere amado, hubiere temido, hubiere partido; tú hubieres amado, hubieres temido, hubieres partido; él hubiere amado, hubiere temido, hubiere partido; nosotros hubiéremos amado, hubiéremos temido, hubiéremos partido; vosotros hubiereis amado, hubiereis temido, hubiereis partido; ellos hubieren amado, hubieren temido, hubieren partido.

Modo imperativo
- Presente: ama, teme, parte (tú) — amá, temé, partí (vos) — ame, tema, parta (Ud.) — amad, temed, partid (vosotros) — amen, teman, partan (Uds.).

Modo condicional
- Condicional simple o Pospretérito de modo indicativo: Yo amaría, temería, partiría; tú amarías, temerías, partirías; él amaría, temería, partiría; nosotros amaríamos, temeríamos, partiríamos; vosotros amaríais, temeríais, partiríais; ellos amarían, temerían, partirían4
- Condicional compuesto o Antepospretérito de modo indicativo: Yo habría amado, habría temido, habría partido; tú habrías amado, habrías temido, habrías partido; él habría amado, habría temido, habría temido, habría partido; nostros habríamos amado, habríamos temido, habríamos partido; vosotros habríais amado, habríais temido, habríais partido; ellos habrían amado, habrían temido, habrían partido5

Formas no personales:
- Infinitivo simple: amar, temer, partir
- Infinitivo compuesto: haber amado, haber temido, haber partido
- Gerundio simple: amando, temiendo, partiendo
- Gerundio compuesto: habiendo amado, habiendo temido, habiendo partido
- Participio: amado, temido, partido.

Notas
- 1 A pesar de su nombre y tradición gramatical, raras veces este tiempo se usa en la lengua viva (la conversación informal y cotidiana) para expresar el futuro, normalmente este tiempo se usa para indicar dudas en presente: «¿Dónde vivirá Miguel ahora?». La expresión del futuro se reserva a la forma perifrástica: ir (en presente) + a + infinitivo. En la habla cuidada (conferencias, discursos) y, de manera preeminente, en el registro escrito, este tiempo conserva su función.
- 2 El llamado «pretérito perfecto compuesto» únicamente tiene carácter perfectivo (es decir, solo indica conclusión de la acción) en España —con excepción de León y Asturias—. En la mayor parte de Hispanoamérica y entre los hablantes de esas regiones españolas, este tiempo es imperfectivo y se usa para expresar que la acción continúa desde el pasado hasta el momento de la enunciación. El pasado reciente se expresa con el «pretérito perfecto simple». Por ejemplo, «Yo he vivido en Chipre desde 1998», expresa la continuidad de la permanencia, y «Qué bien que viniste» indica una acción reciente y concluida.
- 3 El pretérito anterior es raramente utilizado en un código restringido o nivel informal de uso de la lengua.
- 4 El futuro de subjuntivo se reserva a expresiones como «Dijere lo que dijere» o «Hablare con quien hablare» o la terminología jurídica.
- 5 Tanto el pospretérito (o condicional simple) como el antepospretérito (o condicional compuesto) son considerados tiempos verbales dentro del modo indicativo.

##### Primera conjugación (en -ar: amar)
Del latín: amo, amare, amavi, amatum —.
| Formas no personales                                  | (masc. sing., fem. sing., masc. pl., fem pl.). | (masc. sing., fem. sing., masc. pl., fem pl.). | (masc. sing., fem. sing., masc. pl., fem pl.). | (masc. sing., fem. sing., masc. pl., fem pl.). | (masc. sing., fem. sing., masc. pl., fem pl.). | (masc. sing., fem. sing., masc. pl., fem pl.). |
| ----------------------------------------------------- | ---------------------------------------------- | ---------------------------------------------- | ---------------------------------------------- | ---------------------------------------------- | ---------------------------------------------- | ---------------------------------------------- |
| Infinitivo                                            | amar                                           | amar                                           | amar                                           | amar                                           | amar                                           | amar                                           |
| Gerundio                                              | amando                                         | amando                                         | amando                                         | amando                                         | amando                                         | amando                                         |
| Participio                                            | amado (amado, amada, amados, amadas)           | amado (amado, amada, amados, amadas)           | amado (amado, amada, amados, amadas)           | amado (amado, amada, amados, amadas)           | amado (amado, amada, amados, amadas)           | amado (amado, amada, amados, amadas)           |
| Indicativo                                            | yo                                             | tú / vos                                       | él / usted                                     | nosotros                                       | vosotros / ustedes                             | ellos                                          |
| Presente                                              | amo                                            | amas / amás                                    | ama                                            | amamos                                         | amáis / aman                                   | aman                                           |
| Pretérito imperfecto o copretérito                    | amaba                                          | amabas                                         | amaba                                          | amábamos                                       | amabais / amaban                               | amaban                                         |
| Pretérito perfecto simple, pto indefinido o Pretérito | amé                                            | amaste                                         | amó                                            | amamos                                         | amasteis / amaron                              | amaron                                         |
| Futuro simple o Futuro imperfecto                     | amaré                                          | amarás                                         | amará                                          | amaremos                                       | amaréis / amarán                               | amarán                                         |
| Condicional (Condicional simple o Pospretérito)       | yo                                             | tú / vos                                       | él / usted                                     | nosotros                                       | vosotros / ustedes                             | ellos                                          |
|                                                       | amaría                                         | amarías                                        | amaría                                         | amaríamos                                      | amaríais/amarían                               | amarían                                        |
| Subjuntivo                                            | yo                                             | tú / vos                                       | él / usted                                     | nosotros                                       | vosotros / ustedes                             | ellos                                          |
| Presente                                              | ame                                            | ames                                           | ame                                            | amemos                                         | améis / amen                                   | amen                                           |
| Pretérito imperfecto o Pretérito                      | amara                                          | amaras                                         | amara                                          | amáramos                                       | amarais / amaran                               | amaran                                         |
| Pretérito imperfecto segundo                          | amase                                          | amases                                         | amase                                          | amásemos                                       | amaseis / amasen                               | amasen                                         |
| Futuro simple o Futuro                                | amare                                          | amares                                         | amare                                          | amáremos                                       | amareis / amaren                               | amaren                                         |
| Imperativo                                            |                                                | tú / vos                                       | él / usted                                     | nosotros                                       | vosotros / ustedes                             | ellos                                          |
| afirmativo                                            |                                                | ama / amá                                      | ame                                            | amemos                                         | amad / amen                                    | amen                                           |
| negativo                                              |                                                | no ames                                        | no ame                                         | no amemos                                      | no améis / no amen                             | no amen                                        |

##### Segunda conjugación (en -er, temer)
Del latín: timeo, timere, timui, timitus —.
| Formas no personales      | (masc. sing., fem. sing., masc. pl., fem pl.). | (masc. sing., fem. sing., masc. pl., fem pl.). | (masc. sing., fem. sing., masc. pl., fem pl.). | (masc. sing., fem. sing., masc. pl., fem pl.). | (masc. sing., fem. sing., masc. pl., fem pl.). | (masc. sing., fem. sing., masc. pl., fem pl.). |
| ------------------------- | ---------------------------------------------- | ---------------------------------------------- | ---------------------------------------------- | ---------------------------------------------- | ---------------------------------------------- | ---------------------------------------------- |
| Infinitivo                | temer                                          | temer                                          | temer                                          | temer                                          | temer                                          | temer                                          |
| Gerundio                  | temiendo                                       | temiendo                                       | temiendo                                       | temiendo                                       | temiendo                                       | temiendo                                       |
| Participio                | temido (temido, temida, temidos, temidas)      | temido (temido, temida, temidos, temidas)      | temido (temido, temida, temidos, temidas)      | temido (temido, temida, temidos, temidas)      | temido (temido, temida, temidos, temidas)      | temido (temido, temida, temidos, temidas)      |
| Indicativo                | yo                                             | tú / vos                                       | él / usted                                     | nosotros                                       | vosotros / ustedes                             | ellos                                          |
| Presente                  | temo                                           | temes / temés                                  | teme                                           | tememos                                        | teméis / temen                                 | temen                                          |
| Pretérito imperfecto      | temía                                          | temías                                         | temía                                          | temíamos                                       | temíais /temían                                | temían                                         |
| Pretérito perfecto simple | temí                                           | temiste                                        | temió                                          | temimos                                        | temisteis / temieron                           | temieron                                       |
| Futuro                    | temeré                                         | temerás                                        | temerá                                         | temeremos                                      | temeréis / temerán                             | temerán                                        |
| Condicional               | yo                                             | tú / vos                                       | él / usted                                     | nosotros                                       | vosotros / ustedes                             | ellos                                          |
|                           | temería                                        | temerías                                       | temería                                        | temeríamos                                     | temeríais / temerían                           | temerían                                       |
| Subjuntivo                | yo                                             | tú / vos                                       | él / usted                                     | nosotros                                       | vosotros / ustedes                             | ellos                                          |
| Presente                  | tema                                           | temas                                          | tema                                           | temamos                                        | temáis / teman                                 | teman                                          |
| Pretérito imperfecto 1    | temiera                                        | temieras                                       | temiera                                        | temiéramos                                     | temierais / temieran                           | temieran                                       |
| Pretérito imperfecto 2    | temiese                                        | temieses                                       | temiese                                        | temiésemos                                     | temieseis / temiesen                           | temiesen                                       |
| Futuro                    | temiere                                        | temieres                                       | temiere                                        | temiéremos                                     | temiereis                                      | temieren                                       |
| Imperativo                |                                                | tú / vos                                       | él / usted                                     | nosotros                                       | vosotros / ustedes                             | ellos                                          |
| afirmativo                |                                                | teme / temé                                    | tema                                           | temamos                                        | temed / teman                                  | teman                                          |
| negativo                  |                                                | no temas                                       | no tema                                        | no temamos                                     | no temáis / no teman                           | no teman                                       |

##### Tercera conjugación (en -ir, partir)
Del latín: partio, partire, partivi, partitum —.
| Formas no personales      | (masc. sing., fem. sing., masc. pl., fem pl.). | (masc. sing., fem. sing., masc. pl., fem pl.). | (masc. sing., fem. sing., masc. pl., fem pl.). | (masc. sing., fem. sing., masc. pl., fem pl.). | (masc. sing., fem. sing., masc. pl., fem pl.). | (masc. sing., fem. sing., masc. pl., fem pl.). |
| ------------------------- | ---------------------------------------------- | ---------------------------------------------- | ---------------------------------------------- | ---------------------------------------------- | ---------------------------------------------- | ---------------------------------------------- |
| Infinitivo                | partir                                         | partir                                         | partir                                         | partir                                         | partir                                         | partir                                         |
| Gerundio                  | partiendo                                      | partiendo                                      | partiendo                                      | partiendo                                      | partiendo                                      | partiendo                                      |
| Participio                | partido (partido, partida, partidos, partidas) | partido (partido, partida, partidos, partidas) | partido (partido, partida, partidos, partidas) | partido (partido, partida, partidos, partidas) | partido (partido, partida, partidos, partidas) | partido (partido, partida, partidos, partidas) |
| Indicativo                | yo                                             | tú / vos                                       | él / usted                                     | nosotros                                       | vosotros / ustedes                             | ellos                                          |
| Presente                  | parto                                          | partes / partís                                | parte                                          | partimos                                       | partís / parten                                | parten                                         |
| Pretérito imperfecto      | partía                                         | partías                                        | partía                                         | partíamos                                      | partíais / partían                             | partían                                        |
| Pretérito perfecto simple | partí                                          | partiste                                       | partió                                         | partimos                                       | partisteis / partieron                         | partieron                                      |
| Futuro imperfecto         | partiré                                        | partirás                                       | partirá                                        | partiremos                                     | partiréis / partirán                           | partirán                                       |
| Condicional               | yo / vos                                       | tú                                             | él / usted                                     | nosotros                                       | vosotros / ustedes                             | ellos                                          |
|                           | partiría                                       | partirías                                      | partiría                                       | partiríamos                                    | partiríais / partirían                         | partirían                                      |
| Subjuntivo                | yo                                             | tú / vos                                       | él / usted                                     | nosotros                                       | vosotros / ustedes                             | ellos                                          |
| Presente                  | parta                                          | partas                                         | parta                                          | partamos                                       | partáis / partan                               | partan                                         |
| Pretérito imperfecto 1    | partiera                                       | partieras                                      | partiera                                       | partiéramos                                    | partierais / partieran                         | partieran                                      |
| Pretérito imperfecto 2    | partiese                                       | partieses                                      | partiese                                       | partiésemos                                    | partieseis / partiesen                         | partiesen                                      |
| Futuro                    | partiere                                       | partieres                                      | partiere                                       | partiéremos                                    | partiereis / partieren                         | partieren                                      |
| Imperativo                |                                                | tú / vos                                       | él / usted                                     | nosotros                                       | vosotros / ustedes                             | ellos                                          |
| afirmativo                |                                                | parte / partí                                  | parta                                          | partamos                                       | partid / partan                                | partan                                         |
| negativo                  |                                                | no partas                                      | no parta                                       | no partamos                                    | no partáis / no partan                         | no partan                                      |

#### Verbo copulativo y auxiliar ser
Del latín: sum, es, esse, fui, futurus —, y algunas formas de sedere.
| Formas no personales      |        |            |        |           |                    |        |
| ------------------------- | ------ | ---------- | ------ | --------- | ------------------ | ------ |
| Infinitivo                | ser    | ser        | ser    | ser       | ser                | ser    |
| Gerundio                  | siendo | siendo     | siendo | siendo    | siendo             | siendo |
| Participio                | sido   | sido       | sido   | sido      | sido               | sido   |
| Indicativo                | yo     | tú / vos   | él     | nosotros  | vosotros / ustedes | ellos  |
| Presente                  | soy    | eres / sos | es     | somos     | sois / son         | son    |
| Pretérito imperfecto      | era    | eras       | era    | éramos    | erais / eran       | eran   |
| Pretérito perfecto simple | fui    | fuiste     | fue    | fuimos    | fuisteis / fueron  | fueron |
| Futuro                    | seré   | serás      | será   | seremos   | seréis / serán     | serán  |
| Condicional               | yo     | tú / vos   | él     | nosotros  | vosotros / ustedes | ellos  |
|                           | sería  | serías     | sería  | seríamos  | seríais / serían   | serían |
| Subjuntivo                | yo     | tú / vos   | él     | nosotros  | vosotros / ustedes | ellos  |
| Presente                  | sea    | seas       | sea    | seamos    | seáis / sean       | sean   |
| Pretérito imperfecto 1    | fuera  | fueras     | fuera  | fuéramos  | fuerais / fueran   | fueran |
| Pretérito imperfecto 2    | fuese  | fueses     | fuese  | fuésemos  | fueseis / fuesen   | fuesen |
| Futuro                    | fuere  | fueres     | fuere  | fuéremos  | fuereis / fueren   | fueren |
| Imperativo                |        | tú / vos   | usted  | nosotros  | vosotros / ustedes |        |
| afirmativo                |        | sé         | sea    | seamos    | sed / sean         |        |
| negativo                  |        | no seas    | no sea | no seamos | no seáis / no sean |        |

#### Verbo copulativo y auxiliar estar
Del latín: sto, stare, steti, statum —.
| Formas no personales      |           |               |               |                     |                                  |            |
| ------------------------- | --------- | ------------- | ------------- | ------------------- | -------------------------------- | ---------- |
| Infinitivo                | estar     | estar         | estar         | estar               | estar                            | estar      |
| Gerundio                  | estando   | estando       | estando       | estando             | estando                          | estando    |
| Participio                | estado    | estado        | estado        | estado              | estado                           | estado     |
| Indicativo                | yo        | tú / vos      | él            | nosotros            | vosotros / ustedes               | ellos      |
| Presente                  | estoy     | estás         | está          | estamos             | estáis / están                   | están      |
| Pretérito imperfecto      | estaba    | estabas       | estaba        | estábamos           | estabais / estaban               | estaban    |
| Pretérito perfecto simple | estuve    | estuviste     | estuvo        | estuvimos           | estuvisteis / estuvieron         | estuvieron |
| Futuro imperfecto         | estaré    | estarás       | estará        | estaremos           | estaréis / estarán               | estarán    |
| Condicional               | yo        | tú / vos      | él            | nosotros            | vosotros / ustedes               | ellos      |
|                           | estaría   | estarías      | estaría       | estaríamos          | estaríais / estarían             | estarían   |
| Subjuntivo                | yo        | tú / vos      | él            | nosotros            | vosotros / ustedes               | ellos      |
| Presente                  | esté      | estés         | esté          | estemos             | estéis / estén                   | estén      |
| Pretérito imperfecto 1    | estuviera | estuvieras    | estuviera     | estuviéramos        | estuvierais / estuvieran         | estuvieran |
| Pretérito imperfecto 2    | estuviese | estuvieses    | estuviese     | estuviésemos        | estuvieseis / estuviesen         | estuviesen |
| Futuro imperfecto         | estuviere | estuvieres    | estuviere     | estuviéremos        | estuviereis / estuvieren         | estuvieren |
| Imperativo                |           | tú / vos      | usted         | nosotros            | vosotros / ustedes               |            |
| Afirmativo                |           | está o estate | esté o estese | estemos o estémonos | estad o estaos / estén o estense |            |
| Negativo                  |           | no estés      | no esté       | no estemos          | no estéis / no estén             |            |

f. Estar acostumbra a ser reflexivo en modo imperativo.

#### Verbo auxiliar haber
Del latín: habeo, habere, habui, habitum —.
| Formas no personales      | (masc. sing., fem. sing., masc. pl., fem pl.). | (masc. sing., fem. sing., masc. pl., fem pl.). | (masc. sing., fem. sing., masc. pl., fem pl.). | (masc. sing., fem. sing., masc. pl., fem pl.). | (masc. sing., fem. sing., masc. pl., fem pl.). | (masc. sing., fem. sing., masc. pl., fem pl.). |
| ------------------------- | ---------------------------------------------- | ---------------------------------------------- | ---------------------------------------------- | ---------------------------------------------- | ---------------------------------------------- | ---------------------------------------------- |
| Infinitivo                | haber                                          | haber                                          | haber                                          | haber                                          | haber                                          | haber                                          |
| Gerundio                  | habiendo                                       | habiendo                                       | habiendo                                       | habiendo                                       | habiendo                                       | habiendo                                       |
| Participio                | habido (habido, habida, habidos, habidas)      | habido (habido, habida, habidos, habidas)      | habido (habido, habida, habidos, habidas)      | habido (habido, habida, habidos, habidas)      | habido (habido, habida, habidos, habidas)      | habido (habido, habida, habidos, habidas)      |
| Indicativo                | yo                                             | tú / vos                                       | él                                             | nosotros                                       | vosotros / ustedes                             | ellos                                          |
| Presente                  | he                                             | has                                            | ha f.                                          | hemos f.f.                                     | habéis / han                                   | han                                            |
| Pretérito imperfecto      | había                                          | habías                                         | había                                          | habíamos                                       | habíais / habían                               | habían                                         |
| Pretérito perfecto simple | hube                                           | hubiste                                        | hubo                                           | hubimos                                        | hubisteis / hubieron                           | hubieron                                       |
| Futuro                    | habré                                          | habrás                                         | habrá                                          | habremos                                       | habréis / habrán                               | habrán                                         |
| Condicional               | yo                                             | tú                                             | él                                             | nosotros                                       | vosotros / ustedes                             | ellos                                          |
|                           | habría                                         | habrías                                        | habría                                         | habríamos                                      | habríais/ habrían                              | habrían                                        |
| Subjuntivo                | yo                                             | tú / vos                                       | él                                             | nosotros                                       | vosotros / ustedes                             | ellos                                          |
| Presente                  | haya f.f.f.                                    | hayas                                          | haya                                           | hayamos                                        | hayáis / hayan                                 | hayan                                          |
| Pretérito imperfecto 1    | hubiera                                        | hubieras                                       | hubiera                                        | hubiéramos                                     | hubierais/ hubieran                            | hubieran                                       |
| Pretérito imperfecto 2    | hubiese                                        | hubieses                                       | hubiese                                        | hubiésemos                                     | hubieseis / hubiesen                           | hubiesen                                       |
| Futuro                    | hubiere                                        | hubieres                                       | hubiere                                        | hubiéremos                                     | hubiereis / hubieren                           | hubieren                                       |
| Imperativo                |                                                | tú / vos                                       | usted                                          | nosotros                                       | vosotros / ustedes                             |                                                |
| Afirmativo                |                                                | hayas                                          | haya                                           | hayamos                                        | habed / hayan                                  |                                                |
| Negativo                  |                                                | no hayas                                       | no haya                                        | no hayamos                                     | no hayáis / no hayan                           |                                                |

- f. ha se usa como auxiliar en la perífrasis verbal haber de; hay, en las construcciones impersonales hay que y hay cuando significan "es preciso/existe".
- f.f. habemos en la poco frecuente expresión nos las habemos con que significa "la cuestión con la que nos enfrentamos es"; es dialectal y arcaica en vez de la forma hemos; es incorrecto usar hay concordado con un sujeto que no puede tener en plural [cita requerida].
- f.f.f. Es dialectal y estigmatizada la forma haiga, etc.

#### Verbo irregular ir
Se usa en una de las perífrasis verbales más frecuentes del español, ir + a + infinitivo. Proviene del latín: eo, ire, ii (or ivi), itum — y algunas formas de vado y sum.
| Formas no personales      |       |             |         |                       |                      |        |
| ------------------------- | ----- | ----------- | ------- | --------------------- | -------------------- | ------ |
| Infinitivo                | ir    | ir          | ir      | ir                    | ir                   | ir     |
| Gerundio                  | yendo | yendo       | yendo   | yendo                 | yendo                | yendo  |
| Participio                | ido   | ido         | ido     | ido                   | ido                  | ido    |
| Indicativo                | yo    | tú / vos    | él      | nosotros              | vosotros / ustedes   | ellos  |
| Presente                  | voy   | vas         | va      | vamos                 | vais / van           | van    |
| Pretérito imperfecto      | iba   | ibas        | iba     | íbamos                | ibais / iban         | iban   |
| Pretérito perfecto simple | fui   | fuiste      | fue     | fuimos                | fuisteis / fueron    | fueron |
| Futuro                    | iré   | irás        | irá     | iremos                | iréis / irán         | irán   |
| Condicional               | yo    | tú / vos    | él      | nosotros              | vosotros / ustedes   | ellos  |
|                           | iría  | irías       | iría    | iríamos               | iríais / irían       | irían  |
| Subjuntivo                | yo    | tú / vos    | él      | nosotros              | vosotros / ustedes   | ellos  |
| Presente                  | vaya  | vayas       | vaya    | vayamos               | vayáis / vayan       | vayan  |
| Pretérito imperfecto 1    | fuera | fueras      | fuera   | fuéramos              | fuerais / fueran     | fueran |
| Pretérito imperfecto 2    | fuese | fueses      | fuese   | fuésemos              | fueseis / fuesen     | fuesen |
| Futuro                    | fuere | fueres      | fuere   | fuéremos              | fuereis / fueren     | fueren |
| Imperativo                |       | tú / vos    | usted   | nosotros              | vosotros / ustedes   |        |
| Afirmativo                |       | vef. / andá | vaya    | vamos                 | idf.f. / vayan       |        |
| Negativo                  |       | no vayas    | no vaya | no vamos / no vayamos | no vayáis / no vayan |        |

- f. Forma dialectal informal: ves.
- f.f. La segunda persona plural imperativa de irse es idos.

#### Conjugación perifrástica
Perífrasis verbal o frase verbal es toda construcción compuesta de al menos dos formas verbales en la cual una funciona como auxiliar (perdiendo parte de su significado primitivo al gramaticalizarse, como en "voy a irme", donde "voy" no puede sustituirse por su sinónimo "marcho": no podríamos decir "marcho a marcharme", pero sí "voy a marcharme") y el otro, siempre una forma no personal (también llamada verboide), ya sea infinitivo, gerundio o participio, actúa como núcleo o palabra de más jerarquía y menos prescindible de la misma, rige y selecciona los complementos y denota la parte más amplia del significado. La mayor parte de las perífrasis unen ambos verbos con un nexo; si este existe, suele ser una preposición o conjunción, como en «He de volver» o «Tengo que marchar», aunque también existen perífrasis verbales sin ese nexo, como estar + gerundio, deber + infinitivo o poder + infinitivo.
Aunque las más usadas son las aspectuales "ir a + infinitivo" y "estar + gerundio" y todas las modales, en español existe una panoplia de unas ciento cuarenta perífrasis verbales que suponen lo que se ha venido a llamar conjugación perifrástica del español y que obran en distinguir todo tipo de matices en el desarrollo o intención de la acción verbal; las perífrasis verbales se reparten por lo general en dos grandes grupos con distintas subclases cada uno:
- Perífrasis de aspecto (tiempo interior de la acción) o perífrasis aspectuales, con sus diversas variedades:
  - Ingresivas: «Voy a estudiar, Estoy a punto de estudiar». La acción es inminente, pero no ha empezado.
  - Incoativas: «Empiezo a estudiar, Comienzo a estudiar, Rompo a estudiar». La acción se encuentra en el momento justo en que empieza.
  - Durativas: «Estoy estudiando, continúo estudiando, sigo estudiando». La acción no se encuentra al comienzo ni al fin, sino en acto.
  - Egresivas: «Ceso, paro de estudiar». La acción se interrumpe, pero puede reanudarse.
  - Reanudativas: «Sigo estudiando». La acción ha sido interrumpida y se retoma, pero no comienza.
  - Terminativas: «Acabo, concluyo, termino de estudiar». La acción se encuentra en el momento justo de su conclusión y no se prevé reanudarla.
  - Resultativas: «Tengo estudiado, Llevo estudiado». La acción se considera después de su conclusión, como efecto o resultado.
  - Reiterativas: «Vuelvo a estudiar». La acción se repite una vez.
  - Habituales: «Suelo estudiar, acostumbro a estudiar». La acción se repite varias veces.
  - Retrospectivas: «Vengo estudiando, llevo estudiando». La acción arranca de pasado y se prolonga en el presente.
  - Prospectivas: «Voy estudiando». La acción arranca del presente y se proyecta hacia el futuro.
  - Etcétera.

- Perífrasis de modo (actitud del hablante ante la acción), o perífrasis modales:
  - Obligativas («He de estudiar, tengo que estudiar, debo estudiar, hay que estudiar», etcétera). La obligación puede ser objetiva o universal o subjetiva y parcial.
  - De probabilidad («Debe de estar estudiando ahora en su cuarto»).
  - De posibilidad («Puede estudiar»).
  - De capacidad, etcétera.

Propia de Hispanoamérica es la perífrasis "tener + ger.", equivalente a la castellana "llevo + ger.": «Tengo viviendo allí diez años», «tengo varios años trabajando en esta empresa», y al habla coloquial de México, Centroamérica, Río de la Plata y área andina pertenecen expresiones como «me vive repitiendo que...», «mi mamá me vive diciendo que tenga cuidado en la calle».

##### Lista de perífrasis verbales
- a ver, acabar gerundio
- acabar de infinitivo y variantes
- no acabar de infinitivo
- acabar por infinitivo
- acabar participio
- acertar a infinitivo
- no acertar a infinitivo
- acostumbrar a infinitivo
- agarrar y hacer
- alcanzar a infinitivo
- andar gerundio
- andar participio
- bastar con infinitivo
- cansarse de infinitivo
- no cesar de infinitivo
- coger a infinitivo
- coger y hacer
- comenzar a infinitivo
- comenzar gerundio
- comenzar por infinitivo
- conseguir o lograr infinitivo
- continuar gerundio
- dar en infinitivo
- darle a uno por infinitivo
- dar en la manía de infinitivo
- dar participio
- dar por participio o adjetivo
- darse por
- deber infinitivo
- deber de infinitivo
- no dejar de infinitivo
- dejar de infinitivo
- dejar participio
- dejarse de infinitivo
- disponerse a infinitivo
- distar mucho de infinitivo
- dar en infinitivo
- darle a uno por infinitivo
- dar en la manía de infinitivo
- dar participio
- dar por participio o adjetivo
- darse por
- deber infinitivo
- deber de infinitivo
- no dejar de infinitivo
- dejar de infinitivo
- dejar participio
- dejarse de infinitivo
- disponerse a infinitivo
- distar mucho de infinitivo
- echarse a infinitivo
- echarse de ver
- echarse gerundio
- empeñarse en infinitivo
- empezar a infinitivo
- empezar por infinitivo
- entrar a infinitivo
- estar gerundio
- estar participio
- estar al infinitivo
- estar a infinitivo
- estar a punto de infinitivo
- estar cansado de infinitivo
- no estar de más infinitivo
- estar en vías de infinitivo
- estar harto de infinitivo
- estar hasta la saciedad de infinitivo
- estar hastiado de infinitivo
- estar para infinitivo
- estar por infinitivo
- estar que verbo conjugado
- estar sin infinitivo
- estuvo a pique de infinitivo
- estuvo en un tris de infinitivo
- faltar por infinitivo
- gustar de infinitivo
- haber de infinitivo
- haber que infinitivo
- no hay más que infinitivo
- hay que ver lo que
- no hacer más que infinitivo
- hace mucho que indicativo
- no hace mucho que indicativo
- hace poco que indicativo
- hartarse a infinitivo
- hartarse de infinitivo
- hastiarse de infinitivo
- hincharse de infinitivo
- inflarse a
- ir a infinitivo y variantes
- ir gerundio
- ir participio
- ir y hacer
- lanzarse a infinitivo
- largarse a infinitivo
- liarse a infinitivo
- llegar a infinitivo
- llegar y hacer
- llevar gerundio
- llevar sin infinitivo
- llevar participio
- meterse a infinitivo
- parar de infinitivo
- pasar a infinitivo
- no pasar de ser
- ponerse a infinitivo
- quedarse participio
- quedar en infinitivo
- quedarse gerundio
- quedar por infinitivo
- quedarse sin infinitivo
- resolverse a infinitivo
- romper a infinitivo
- salir gerundio
- salir participio
- seguir gerundio
- seguir participio
- seguir sin infinitivo
- soler infinitivo
- tardar en infinitivo
- tener por infinitivo
- tener que infinitivo
- tener participio
- tener sin infinitivo
- terminar gerundio
- terminar de infinitivo
- no terminar de infinitivo
- terminar por infinitivo
- tomar y hacer
- tornar a infinitivo
- traer participio
- venir a infinitivo
- venir de infinitivo
- venir en infinitivo
- venir gerundio
- venir participio
- venir y hacer
- ver de infinitivo
- verse participio
- volver de infinitivo
- volver gerundio
- volver a infinitivo
- volvérsele todo infinitivo

#### Verbos irregulares
Son verbos de conjugación irregular los que experimentan cambios en su lexema o raíz, en su desinencia, o en ambas partes a la vez, por lo que no aparecen acogidos a los tres esquemas de la conjugación regular; esto acaece en lo que se refiere a sus formas simples, mientras que en las compuestas solo existe irregularidad si la tiene el participio con que estas se forman.
Los hay de tres tipos: irregulares totales, si cambian totalmente la forma de su conjugación, como ser o ir; irregulares parciales, si solamente cambian en parte las distintas formas que presentan en su conjugación; en este caso encontramos a todos los verbos irregulares menos los mencionados anteriormente como irregulares totales. E irregulares aparentes, que son aquellos en cuya conjugación se presenta alguna alteración o cambio gráfico debido a las normas ortográficas: rece, por ejemplo, que proviene del verbo rezar.
Las irregularidades que muestra un verbo en el presente de indicativo se muestran, también, en el presente de subjuntivo y en el imperativo, y las que presenta en el pretérito perfecto simple, también llamado pretérito indefinido, se dan también en el pretérito imperfecto de subjuntivo y en el futuro imperfecto de subjuntivo. Igualmente, las irregularidades que se dan en el futuro imperfecto de indicativo se dan también en el condicional simple.
Como se ve, solo el pretérito imperfecto de indicativo posee una conjugación regular absoluta en todos los verbos. Por otra parte, hay ciertos verbos que carecen de parte del paradigma de la conjugación regular o no son usados en algunas personas o tiempos, por lo que de alguna forma pueden ser considerados irregulares: son los llamados verbos defectivos, que en español son, por una parte, los verbos que se refieren a fenómenos meteorológicos o cósmicos que son llamados impersonales, cuales son llover, nevar, granizar, tronar, amanecer, anochecer, atardecer, pero también abolir, acaecer, acontecer, agredir, aguerrir, atañer, aterir, balbucir, blandir, compungir, colorir, concernir, desabrir, desolar, despavorir, despiadar, empedernir, establir, fallir, garantir, guarnir, incoar, preterir, soler, transgredir, usucapir y otros de menor uso.
Los verbos defectivos balbucir y garantir han sido sustituidos en la lengua moderna por sus derivados balbucear y garantizar, que no ofrecen problemas para ser conjugados en la totalidad de sus formas. Dicho esto, pasamos a indicar los cambios más significativos de los verbos irregulares parciales, los más abundantes en la lengua española.
Irregularidades del presente de indicativo:
- La diptongación de la vocal del lexema: e > ie, o > ue: apretar > aprieto, poder > puedo, como en los verbos acertar, alentar, calentar, cegar, cerrar, comenzar, confesar, defender, encender, extender, gobernar, manifestar, poblar, rodar, soñar, volar, volver...
- La adición de consonantes (z, g): venir > vengo; producir > produzco. Por ejemplo, en los verbos agradecer, compadecer, conocer, merecer, nacer, poner, salir, tener, valer...
- Cierre de la vocal del lexema e > i: gemir > gimo; se da en los verbos competir, concebir, elegir, freír, pedir, reír, seguir, teñir...

Irregularidades del pretérito perfecto simple:
- Cierre de la vocal de la raíz: e > i; o > u; gemir > gimió, morir > murió.
- Uso de pretéritos indefinidos fuertes, esto es, inacentuados en la parte final: andar (anduvo), caber (cupo), conducir (condujo), decir (dijo), estar (estuvo), haber (hubo), hacer (hizo), poder (pudo), poner (puso), querer (quiso), saber (supo), tener (tuvo), traer (trajo) y venir (vino).

Irregularidades del modelo futuro:
- Pérdida de la vocal pretónica: poder > podré
- Pérdida de la vocal pretónica y aumento de consonante: poner > pondré
- Pérdida de vocal y de consonante: hacer > haré.

Los verbos irregulares aparentes presentan alteraciones ortográficas típicas
- Primera conjugación: -car, c > qu delante de e: tocar > toque; -gar, g > gu delante de e: pagar > pague; -zar, z > c delante de e: cazar, cace.
- Segunda conjugación: -cer, c > z delante de e, o: mecer > meza; ger, g > j delante de a, o: proteger, proteja; -eer, i > y entre dos vocales: poseer > poseyera
- Tercera conjugación: -cir, c > z delante de a, o: zurcir > zurza; -gir, g > j delante de a, o; dirigir > dirija; -guir, la u desaparece delante de a, o: distinguir, distinga; -quir, qu > c delante de a, o: delinquir > delinca.

Por otra parte, muchos verbos poseen participio irregular: morir > muerto, en vez de la forma en -ido, y algunos incluso poseen dos participios, uno especializado en uso como adjetivo y otro en uso verbal: imprimir > impreso, imprimido.

##### Lista de verbos irregulares
Abrir - Andar - Apretar - Ascender - Asir  - Caber - Caer - Conducir - Coger - Colgar - Converger - Cubrir - Dar - Decir - Deducir - Descender - Dormir - Elegir - Escribir - Estar - Haber - Hacer - Ir - Jugar - Morir - Mover - Oír - Oler - Pedir - Poder - Poner - Producir - Querer - Resolver - Roer - Romper - Saber - Salir - Seducir - Sentir - Ser - soñar - Tener - Traer - Valer - Venir - Ver - Verter - Volver - Yacer.

##### Algunas conjugaciones irregulares
| Infinitivo | Presente                                            | Imperfecto    | Indefinido                                   | Futuro simple | Pres. de Subjuntivo                       |
| ---------- | --------------------------------------------------- | ------------- | -------------------------------------------- | ------------- | ----------------------------------------- |
| andar      | ando, andas,…                                       | regular       | anduve, -iste, -o, -imos, -isteis, -ieron    | andaré, -ás,… | ande, andes,…                             |
| caer       | caigo, caes, cae, …                                 | regular       | caí, caíste, cayó, caímos, caísteis, cayeron | caeré, -ás, … | caiga, -as,…                              |
| decir      | digo, dices, dice, decimos, decís, dicen            | regular       | dije, -iste, -o, -imos, -isteis, -eron       | diré, -ás,…   | diga, -as,…                               |
| dar        | doy, das, da, damos, dais, dan                      | regular       | di, diste, dio, dimos, disteis, dieron       | daré, -ás,…   | dé, des, dé, demos, deis, den             |
| estar      | estoy, estás, está, estamos, estáis, están          | regular       | estuve, -iste,…                              | estaré, -ás,… | esté, estés, esté, estemos, estéis, estén |
| hacer      | hago, haces,…                                       | regular       | hice, -iste, hizo, hicimos, -isteis, -ieron  | haré, -ás,…   | haga, -as,…                               |
| ir         | voy, vas,…                                          | iba, ibas,…   | fui, fuiste, fue, fuimos, fuisteis, fueron   | iré, -ás,…    | vaya, -as,…                               |
| poder      | puedo, puedes, puede, podemos, podéis, pueden       | regular       | pude, -iste,…                                | podré, -ás,…  | pueda, -as,…                              |
| poner      | pongo, pones, pone,…                                | regular       | puse, -iste,…                                | pondré, -ás,… | ponga, -as,…                              |
| querer     | quiero, quieres, quiere, queremos, queréis, quieren | regular       | quise, -iste,…                               | querré, -ás,… | quiera, -as,…                             |
| saber      | sé, sabes, sabe,…                                   | regular       | supe, -iste,…                                | sabré, -ás,…  | sepa, -as,…                               |
| salir      | salgo, sales, sale,…                                | regular       | salí, -iste,…                                | saldré, -ás,… | salga, -as,…                              |
| tener      | tengo, tienes, tiene, tenemos, tenéis, tienen       | regular       | tuve, -iste,…,-ieron                         | tendré, -ás,… | tenga, -as…                               |
| traer      | traigo, traes, trae,…                               | regular       | traje, -iste, -o, -imos. -isteis, -eron      | traeré, -ás,… | traiga, -as,…                             |
| venir      | vengo, vienes, viene, venimos, venís, vienen        | regular       | vine, -iste,…                                | vendré, -ás,… | venga, -as,…                              |
| ver        | veo, ves, ve, vemos, veis, ven                      | veía, veías,… | vi, -iste,…                                  | veré, -ás,…   | vea, veas,…                               |

#### Construcciones pasivas
Se ha discutido mucho si existe voz pasiva en español, ya que no existen morfemas específicos de la misma. Semánticamente puede ser expresada por una equivalente voz atributiva biactancial. Tradicionalmente se considera que en español la voz pasiva se forma de dos maneras:
1. Pasiva analítica o pasiva perifrástica, con el verbo ser o estar funcionando como auxiliar en el tiempo de la activa, más el participio del verbo que se conjuga. La aparición del complemento agente no es estrictamente necesaria, aunque exista siempre en estructura profunda, y si aparece consiste en un sintagma preposicional con la preposición por, y menos frecuentemente de: Las peras fueron comidas por Pedro (pasiva analítica) / Pedro comió las peras (activa). La pasiva analítica se subdivide a su vez en dos tipos de pasiva la pasiva analítica de proceso y la pasiva analítica de estado o resultado.
La pasiva analítica de proceso. Utiliza el verbo auxiliar ser: Las camas aún no han sido hechas.
La pasiva analítica de estado o resultado. Usa el verbo auxiliar estar: Las camas ya están hechas.
2. Pasiva sintética o pasiva refleja, con el morfema de pasiva se más un verbo en tercera persona; el complemento agente no suele aparecer de forma explícita: Se vende piso (pasiva sintética) = El piso es vendido por alguien (pasiva analítica).

En castellano no existe un morfema específico para indicar la pasiva; lo más parecido que existe es este uso concreto del morfema se.
Existen, por otra parte, otras posibilidades formales de pasiva por medio de perífrasis verbales:
- Estar + participio en los tiempos imperfectivos de acciones perfectivas: está o estaba prohibido, acabado, resuelto, y en los tiempos imperfectos de muchos verbos reflexivos con sentido incoativo: está o estaba sentado, dormido, avergonzado, enfadado...

- Ser + participio en los tiempos perfectos de acciones perfectivas o imperfectivas: fue abierta, ha sido cerrada, y en los tiempos imperfectos de acciones imperfectivas: es querido, era estimado, será solicitado.

- Hallarse + participio, Quedar + participio, Tener + participio, Llevar + participio y Traer + participio. Estas construcciones son límites, pues en muchos casos solo el valor semántico y el contexto pueden determinar su carácter pasivo. Debemos a Rafael Lapesa la importante observación de que en algunos casos, si hay complemento agente en estas construcciones, no hay perífrasis, por ejemplo: «Tengo dos cuadros pintados por Juan». Hay perífrasis activa con objeto directo, «tengo corregidos veinte ejercicios»; pero entonces no hay complemento agente. Por otra parte cabe: «tengo corregidos veinte ejercicios por mí y diez por mi ayudante».

- Dejarse + infinitivo. Es una construcción no totalmente pasiva, pues implica cierta participación del sujeto de la acción: «Se dejó vencer por el enemigo». Este tipo de construcción sería más acertado llamarla «medio-pasiva».

El actante o complemento agente puede estar o no presente en estas construcciones pasivas. Este elemento que la tradición llama ablativo agente, al modo latino, tiene una estructura bimembre: relator y término. Los relatores reconocidos por la gramática tradicional son «por» y «de», pero se han encontrado otros: «con» y «en».
En castellano antiguo es general el empleo de la preposición «de» con el complemento agente. Ejemplos: Del rey so ayrado (Mio Çid), De Dios seré reptado (Gonzalo de Berceo), El que a muchos teme, de muchos es temido (Diego Saavedra Fajardo).
Sin embargo, hoy se prefiere la preposición «por» aunque ocasionalmente se usa la construcción con de: "Lorca era conocido de todos".

#### Locuciones verbales
Una locución verbal es un conjunto fijo de palabras o lexía textual en la que al menos una es un verbo. Funcionan como un solo verbo, poseyendo una estructura léxico-sintáctica propia y dotando al texto de una fuerte expresividad y mayor concreción en lo que se pretende transmitir al lector/oyente. Algunas de estas locuciones verbales son: echar de menos o en falta; dar de sí; ser todo oídos; no poder más; pagar el pato, etcétera.

### Adverbio
El adverbio es la clase de palabra que actúa como núcleo del Sintagma adverbial. En la morfología del español suele ser invariable o con una variabilidad muy pequeña (algunos admiten sufijos: cerquita, lejísimos, lejitos). Suele añadir información circunstancial al verbo, y algunos incluso a toda la oración, ya sea de tiempo, de modo, de lugar, de duda, de afirmación, de negación... En esos casos se considera que funciona como modificador a nivel de sintagma verbal («lo hice fácilmente») o nivel clausal («sinceramente,…»), por lo que algunos adverbios pueden funcionar como marcadores del discurso. Las funciones sintácticas del adverbio son, aparte de la de núcleo de sintagma adverbial, las de complemento circunstancial del verbo, las de cuantificador, grado o complemento del adjetivo («muy bueno», «recién hecho») y las de cuantificador de otro adverbio («bastante cerca»). Algunos adverbios pueden funcionar como predicados dirigidos hacia un sujeto y junto a una cópula verbal («está divinamente»).
El adverbio de modo puede formarse mediante la colocación del sufijo -mente al final de algunos adjetivos. Por ejemplo: rápido (adjetivo) >> rápidamente (adverbio). También pueden formarse compuestos parasintéticos adverbiales agregando el prefijo a- y el sufijo -as: «A gatas», «a escondidas», «a ciegas»... Algunos sintagmas preposicionales asimismo han sido lexicalizados como adverbios: «a posta» > aposta, «a penas» > apenas, etc.
Por otra parte, los verbos de movimiento rigen algunos adverbios con la preposición a embebida frente a los otros verbos que la excluyen por no indicar movimiento: Está fuera - Vete afuera. Comió dentro - Marchó adentro. Se puso delante - Pasó adelante.
Tanto el adverbio como el adjetivo pueden ser precedidos por cuantificadores como:
muy + adv // adj: «muy rápido» // «muy rápidamente».

#### Tipos de adverbios
Pueden hacerse varias tipologías: según su significado, según su morfología o según su sintaxis. Por su significado pueden ser:
- De tiempo tenemos: actualmente, ahora, anteriormente, ayer, antaño, anteayer,  antes, anoche, anteanoche, anteayer, asiduamente, aún, cada vez, constantemente, continuamente, cuando, de continuo, de cuando en cuando, después, de vez en cuando, enseguida, entonces, entretanto, frecuentemente, hogaño, hoy, instantáneamente, jamás, luego, mañana, mientras, nunca, ocasionalmente, otrora, pasado mañana, posteriormente, primero, pronto, recién (en Hispanoamérica), recientemente, siempre, tarde, temprano, todavía, ya, ulteriormente, últimamente, etc.
- De lugar tenemos: aquí, allí, allá, acá, afuera, abajo, adelante, alrededor, arriba, atrás, al borde, cerca, debajo, delante, donde, encima, enfrente, fuera, lejos, etc.
- De modo tenemos: adrede, al contado, aposta, así, bien, casi, como, deprisa, de pronto, despacio, fuertemente, gratis, lento, mal, mejor, rápido, reciamente, regular, súbitamente, fácilmente, fetén, guay, siquiera, por lo menos, etc., además de todos los compuestos con el sufijo -mente y los formados con la preposición "a" y el morfema -as: a gatas, a ciegas, a escondidas, a sabiendas, a pies juntillas....
- De negación tenemos: no, ni, nunca, tampoco, jamás, ni siquiera, de ningún modo, de ninguna forma, en absoluto etc.
- De afirmación tenemos: sí, claro, exacto, efectivamente, ciertamente, justamente, seguramente, justo, ya, evidentemente, bueno, naturalmente, por supuesto, como no, también etc.
- De cantidad tenemos: algo, apenas, asaz, bastante, cada vez más, casi, copiosamente, cuanto, demasiado, escasamente, extremadamente, harto, más, menos, mucho, muy, nada, no poco, poco, poco a poco, por extremo, todo, sin tasa, sólo, mitad, tan, tanto, etc.
- De duda tenemos: quizá, acaso, probablemente, tal vez, posiblemente, dizque etc.

Según su morfología pueden ser:
- Simples (que no proceden de otras palabras: bien, cerca, lejos...)
- Derivados (que proceden de otras palabras: rápidamente, lentamente...)
- Locuciones: A gatas, a oscuras, a ciegas, a tontas y a locas
- Léxicos o connotativos: modifican al verbo como una circunstancia: modal, temporal, espacial, causal (excepto la circunstancia de cantidad), sin que sea necesario considerar el tiempo o el espacio de la enunciación: "Llegamos tarde". O pueden modificar a toda la oración, o por sí mismos constituir una oración. Desde el punto de vista semántico, se llaman connotativos, pues tienen una significación léxica fija, que ni depende de las personas que están comunicando ni del contexto de la comunicación o del mismo texto.
- Gramaticales: tienen naturaleza más gramátical que léxica. Los hay de los siguientes tipos:
  - Demostrativos: aquí, ahora, así, allá
  - Identificativos: antes/ después, encima/debajo, delante / detrás
  - Relativos: relaciona partes de la oración (donde ,cuando,como,cuanto)
  - Interrogativos: cuándo, cuánto, dónde, cómo, adónde
  - Exclamativos: cuánto, cuándo, cómo, dónde
  - Focales: solo, también, tampoco, incluso, hasta
  - Cuantificativos: demasiado, suficiente
  - Indefinidos: algo, bastante, mucho, poco

Según su sintaxis pueden ser argumentales, atributivos, adjuntos o modificadores.
- Argumentales: se hallan comprendidos especialmente en el predicado y exigidos por el significado del verbo: "Coloca el libro ahí"
- Atributos: cumplen la función de los atributos. Ejemplo: Se encuentra divinamente.
- Adjuntos: cumplen la función de adjuntos: muy, nada, claramente.
- Modificadores: cumplen la función de modificadores (muy, menos, nada)

#### Locuciones adverbiales
Las  locuciones adverbiales están formadas por un grupo de palabras que funciona como si se tratase de un adverbio.
Algunas de estas locuciones mantienen su forma latina (in fraganti, a priori, ipso facto...), y otras, las más comunes, son propias del castellano (de verdad, en realidad...). En su formación siguen principalmente las siguientes pautas:
- Preposición + sustantivo singular: "A bocajarro", "a gusto", "de día", "de reojo", "en secreto", "sin duda"...
- Preposición + sustantivo plural: "A trozos", "a pedazos", "a cachos" / "a gatas", "a saltos", "a tientas"
- Preposición + sustantivo latinos: ex aequo, in memoriam, in situ
- Preposición + grupo nominal: "A la fuerza", "al azar", "a primera vista"; "a grito pelado", "a salto de mata"; "de una vez", "de un trago".
- Preposición + adjetivo part.: ""A diario", "en serio"; "a ciegas", "a oscuras"
- Preposición + artículo + adjetivo: "A la larga"; "a lo grande"
- Correlación de preposiciones: "De un momento a otro", "de ahora en adelante", "de vez en cuando"...
- Grupos nominales: "Una barbaridad", "una eternidad"; "horrores", "montones"; "acto seguido"
- Esquemas coordinados: "Más tarde o más temprano", "ni más ni menos"

### Conjunción
La conjunción es la palabra o conjunto de ellas que enlaza proposiciones, sintagmas o palabras, como su etimología de origen latino explica: cum, «con», y jungo, «juntar»; por lo tanto, «que enlaza o une con». Constituye una de las clases de nexos. No debe confundirse con los marcadores del discurso.

#### Forma
La conjunción es una parte invariable de la lengua que se utiliza para enlazar oraciones y establecer relaciones entre ellas: «Luisa va a trabajar y Pedro se queda en casa».
La conjunción solo tiene valor gramatical, no tiene valor semántico. Su significado lo adquiere en las relaciones oracionales que puede presentar. Valor aditivo: «Luisa compra y vende objetos». Valor de oposición: «Carmen trabaja, y no todos los días», etc.
Existe además un grupo de conjunciones correlativas que aparecen en dos partes, de forma correlativa, una parte en la primera proposición unida y otra parte por lo general encabezando la segunda: «Hasta tal punto le tenía antipatía, que vino para matarlo».
En español, las conjunciones se clasifican en propias e impropias.
Conjunciones propias son las que unen oraciones o elementos del mismo nivel sintáctico, grupo nominal o adjetivo, como son las conjunciones coordinantes o coordinativas: y, ni, pero, sino...: «Luis caminaba triste y pensativo».
Conjunciones impropias son las que enlazan oraciones dependientes, como son las locuciones o partículas subordinantes: cómo, cuándo, que, porque, para que... Las conjunciones subordinantes degradan la oración en que se insertan y la transponen funcionalmente a una unidad de rango inferior que cumple alguna de las funciones propias del sustantivo, del adjetivo o del adverbio: «Dijo que vendría». «Lo hizo porque quiso».
Las conjunciones, según los distintos tipos de relaciones o enlaces oracionales que presentan, pueden adquirir valores significativos diversos, y se clasifican en dos tipos: coordinantes o subordinantes.

##### Conjunciones coordinantes o coordinativas
Las conjunciones coordinantes son copulativas, adversativas, disyuntivas, explicativas y distributivas.
Conjunciones copulativas
Las conjunciones copulativas sirven para reunir en una sola unidad funcional dos o más elementos homogéneos e indican su adición. Son: y, e, ni, que. Y es la conjunción más usada en la lengua coloquial: «Sergio y Daniel pasean»; se repite frecuentemente en el lenguaje infantil, como expresión sucesiva de enunciados: «El perro es mi amigo y lo quiero mucho y juega conmigo». Este uso pleonástico se mantiene en la lengua popular de las narraciones, y como recurso expresivo intensificador. Se emplea e cuando la palabra siguiente empieza por i o hi, para evitar la cacofonía: «Se reunieron e hicieron los trabajos». «Vinieron los padres e hijos». La conjunción ni equivale a y no y señala la adición de dos términos, pero implica que sean negativos: «No hizo los trabajos ni estudió». A fin de marcar la expresividad, se antepone a veces a todos los términos unidos: «Ni tengo trabajo ni dinero». La conjunción copulativa que es de uso arcaizante, aunque también figura en locuciones con valor intensificador: «Y tú llora que llora». «Lo mismo da que da lo mismo».
Conjunciones adversativas
Las conjunciones adversativas son las que contraponen dos oraciones o términos sintácticos. La contrariedad puede ser parcial o total; la parcial expresa una corrección o restricción en el juicio de la primera oración, de modo que la coordinación es restrictiva: mas, pero, aunque. Existe una serie de conjunciones que proceden de formas lingüísticas más extensas y que se han gramaticalizado total o parcialmente que se usan como nexos adversativos: sin embargo, empero, con todo, a pesar de, no obstante, más bien, excepto, salvo, menos...
Si hay incompatibilidad entre las dos oraciones coordinadas de manera que la afirmativa excluya totalmente a la negativa, la coordinación es exclusiva: sino, sino que, antes bien, al contrario: «No lo hizo Juan sino Pedro».
Las conjunciones adversativas más utilizadas son pero y sino: «Iría contigo pero no puedo»; mas está reducida a la lengua escrita y principalmente a la lengua literaria y expresa una corrección más suave que pero: «Hizo un juramento, mas en vano»; empero pertenece al estilo literario afectado; pero y mas pueden encabezar una cláusula con sentido enfático: «¡Pero, Juan, si tú no estabas!».
Conjunciones disyuntivas
Las conjunciones disyuntivas o, u, o bien indican dos tipos de alternancia:
1. Exclusiva o excluyente, que elimina una de las opciones por la otra: ¿Vienes o te quedas?
2. Inclusiva o incluyente, que agota todas las posibilidades de elección añadiendo las simultáneas o ninguna: ¿Estudias o trabajas? (puede hacer las dos cosas o ninguna de ellas, además de solo estudiar o solo trabajar).

Tanto o como u se colocan entre los términos que indican la alternancia o antepuesta a cada uno de ellos: "Llamó Pedro o [llamó] Juan" / "O llamó Pedro, o [llamó] Juan". Se emplea u cuando precede a una palabra iniciada por o u ho: «Lo hará uno u otro», también para evitar la cacofonía. Otras veces, o indica que los términos unidos son equivalentes y sirven para designar una misma realidad: «Todo ocurrió o sucedió en un momento».
Conjunciones explicativas
Son aquellas que unen proposiciones que expresan lo mismo, pero de distinta forma, a fin de explicarse mutuamente. Son por lo general giros aislados entre comas como o sea, esto es, es decir, mejor dicho, id est, es más: «Se fue al otro mundo, es decir, se murió».
Conjunciones distributivas
Las conjunciones distributivas indican distribución o alternancia; repiten los términos: o... o; se emplean a veces unidades de tipo adverbial: bien... bien, ya... ya, ora... ora: «Ya vienes, ya te quedas». También se usa la forma verbal inmovilizada sea, cuando los términos unidos expresan equivalencia.

##### Conjunciones subordinantes o subordinativas
Las conjunciones subordinantes se dividen en tres grandes grupos:
- las que introducen subordinadas sustantivas;
- las que introducen subordinadas adjetivas, también llamadas de relativo (que en vez de conjunciones son en realidad pronombres relativos);
- las que introducen subordinadas adverbiales, tanto si introducen proposiciones circunstanciales como si introducen proposiciones lógicas.

Las conjunciones subordinantes o subordinativas que introducen subordinadas sustantivas introducen oraciones que desempeñan las funciones propias de un sintagma nominal (sujeto, atributo, complemento directo, complemento indirecto, suplemento, complemento del nombre).
Las conjunciones que introducen subordinadas sustantivas se clasifican según la función que la oración sustantiva desempeñe dentro de la oración principal. Se utiliza que (a veces el que, o el hecho de que), conjunción completiva, para la función de sujeto y de complemento directo: «Me molestó que no me lo dijeras»; «Dijo que lo haría». A veces, se emplea que con alguna preposición, por ejemplo en función de suplemento: «Él se convenció de que era importante». También se emplea si para las interrogativas indirectas: «Me pregunto si vendrá». Además pueden utilizarse pronombres y adverbios interrogativos (cuándo, dónde, cómo, cuánto): «Me preguntó cómo vendrían». «Me preguntó cuántos vendrían».
Las proposiciones subordinadas adjetivas van introducidas por pronombres relativos (que, quien-es, el, la, los, las cual-es, cuyo-a-s), que desempeñan al mismo tiempo una función sintáctica dentro de la proposición subordinada que introducen. Estos pronombres relativos pueden ir precedidos de preposición o no. «El libro que me prestaste era muy bueno». «El libro de que me hablabas era bueno».
Dentro de las adverbiales existen generalmente dos grupos de conjunciones que introducen proposiciones subordinadas: las que introducen proposiciones circunstanciales de tiempo, modo, lugar y comparación, y las que indican operaciones o relaciones lógicas entre la proposición subordinada y la proposición principal como son la causa, la consecuencia, la consecuencia inesperada o no deseada o complicación (llamada concesión), la finalidad y la condición.
Las que introducen proposiciones subordinadas adverbiales circunstanciales pueden ser meras conjunciones, adverbios conjuntivos, giros conjuntivos o locuciones conjuntivas y pueden indicar:
- Tiempo (cuando, al + inf., mientras, después de que, antes de que).
- Lugar (donde, adonde, por donde, en donde, desde donde...).
- Modo (como, según, conforme, como si, de la forma, manera, modo que).
- Comparación (tan... como; más... que; menos... que). En este último caso se utilizan nexos discontinuos o correlativos.

Las que introducen proposiciones subordinadas adverbiales lógicas pueden indicar:
- Causa u origen lógico (porque, ya que, por + inf., etc.).
- Consecuencia, esto es, implicación o seguimiento lógico (así que, por tanto, pues, conque, así pues, de forma, manera, modo o suerte que).
- Concesión, esto es, consecuencia inesperada o no deseada, esto es, complicación (aunque, por más que, a pesar de que, con + inf., pese a que, etc.).
- Finalidad, aplicación (para que, a fin de que, con el cometido, intención o propósito de que, a fin de + inf., etc.).
- Condición (si, caso que, en el caso de que, de + inf., como, etc.).

### Otras clases de nexos
Hay otros muchos nexos, en su origen preposiciones, que encabezan oraciones y que adquieren valor de conjunción, aunque no tengan forma conjuntiva. A estas construcciones se les llama giros conjuntivos. Por ejemplo:
- Al + inf. = Cuando + verbo conjugado: «Al cantar el gallo, San Pedro lloró» = «Cuando cantó el gallo...»
- Por + inf. = Porque + verbo conjugado: «Por venir tarde, no entró» = «Porque vino tarde...»
- Con + inf. = Aunque + verbo conjugado: «Con ser tan listo, no aprobó» = «Aunque era tan listo...»
- De + inf. = Si + verbo conjugado: «De llover hoy, nos refugiaremos en el kiosco» = «Si llueve hoy, nos refugiaremos...»
- Para + inf. = Para que + verbo conjugado: «Hemos venido para cantar» = «Hemos venido para que cantemos».

Igualmente, existen algunos adverbios y pronombres que pueden funcionar como conjunciones. Si son adverbios, se denominan adverbios conjuntivos, como por ejemplo cuando, mientras, donde, como, así, etc. Entre los pronombres, están los llamados pronombres relativos (que, quien-es, el-la-los-las cual-es, cuyo, etc.) y pronombres que pueden funcionar en correlaciones distributivas, como uno... otro, etc.
Por otra parte, existen determinadas construcciones que agrupan preposiciones, sustantivos, conjunciones y otros elementos a fin de formar las llamadas locuciones conjuntivas, equivalentes a nexos o conjunciones; forman un vasto repertorio que expresa los más curiosos matices: de manera que, así que, a fin de + inf, por más que, pese a que, antes de que, después de que, etc.

### Preposición
El inventario tradicional de las preposiciones españolas era una lista muy incompleta que se aprendía mecánicamente en la escuelas; hay que incluir además allende, con el significado de al otro lado de, como en «allende el océano»; aquende, con el significado de a este lado de, como en «aquende los Pirineos»; vía, en el sentido de a través de, en frases como «fuimos a Moscú vía Milán», o pro (en el sentido de en favor de en frases como «hizo campaña pro damnificados en el huracán Mitch»). También se consideran ya preposiciones durante y mediante, y la latina versus (equivalente a contra). Se discute si pueden existir preposiciones pospuestas como el caso de arriba y abajo en expresiones como «calle arriba» o «calle abajo».
Por otra parte, existe también una amplia gama de preposiciones compuestas (a por, tras de, de entre, por entre, por sobre, para con, etc.) y locuciones prepositivas (en pos de,  par de, frente a, en torno a, a pesar de, junto a, etc.) que expresan todos los matices posibles del pensamiento. Un caso particular lo representa la amplia aceptación y extensión de la preposición compuesta a por en España, que permite matizar deslindando causa y dirección, pero repugna al español de América.
Por otra parte, existen algunas preposiciones cuyo uso se siente como arcaico o literario, como so (que se usa solo en expresiones que son en realidad locuciones prepositivas como so excusa de, so color de, so apariencia de, so capa de, etcétera) o cabe (con el significado de «junto a»).
Otras palabras y expresiones pueden usarse con carácter prepositivo, como son excepto, salvo, incluso, más y menos. Menos gramaticalizada está camino en expresiones como "voy camino Soria".
En consecuencia, el inventario de preposiciones es este: a, allende, ante, aquende, bajo, cabe, con, contra, de, desde, durante, en, entre, excepto, hacia, hasta, mediante, para, por, pro, según, sin, so, sobre, tras, versus, vía.

### Marcadores del discurso
Los marcadores del discurso, también llamados «enlaces extraoracionales» por Gili Gaya o Fuentes, o «conectores argumentativos», «extraoracionales», «procesadores textuales», etc., son «unidades lingüísticas invariables, no ejercen una función sintáctica en el marco de la predicación oracional —son, pues, elementos marginales— y poseen un cometido coincidente en el discurso: el de guiar, de acuerdo con sus distintas propiedades morfosintácticas, semánticas y pragmáticas, las inferencias que se realizan en la comunicación» (Gramática descriptiva, p. 4.057).

#### Características
Samuel Gili Gaya señalaba ya algunas de las características propias de estas partículas:
1. Su vinculación a nociones externas a la predicación oracional.
2. Su carácter invariable.
3. La heterogeneidad de su entidad categorial: conjunciones, frases conjuntivas, interjecciones, etc.
4. La versatilidad distribucional de muchos de ellos (ocupan la posición inicial, medial o final del miembro discursivo en el que comparecen).
5. Su peculiaridad significativa: contribuyen a establecer lo que el autor denomina coherencia, y alcanzan una pluralidad de valores semánticos en combinación, frecuentemente, con los rasgos suprasegmentales adecuados (la entonación, sobre todo).
6. Pueden asignarse a registros distintos (en unos casos son más propios del discurso escrito —sin embargo, no obstante, por consiguiente...— y en otros son más bien propios del discurso oral: pues, así que, etc.).
7. Llegan a constituir meros apoyos de la elocución o «muletillas» en el habla coloquial.

Que es invariable, puede verse en que no es lo mismo decir: «Lucía está lesionada y, por consiguiente, no puede jugar» que «Lucía está lesionada y, por este motivo, no puede jugar», ya que «por consiguiente» no desempeña función sintáctica alguna ni admite flexión (*por consiguientes) o complementos, como sí puede hacerlo «por este motivo», que admite plural o puede reformularse con complementos «hasta por estos pequeños motivos». En consecuencia, no puede decirse que «por este motivo» y expresiones semejantes sean verdaderos marcadores del discurso.
Ahora bien, los marcadores del discurso pueden aparecer desempeñando funciones sintácticas, pero ya no como marcadores del discurso: «Lo haré bien» / «Bien, lo haré». — «Lo haré en cualquier caso» / «En cualquier caso, lo haré». — «No tiene por qué responder así» / «Así, no tiene por qué responder». — «Lo dijo en una palabra» / «En una palabra, lo dijo».
Los marcadores del discurso se diferencian de las conjunciones en que no siempre se sitúan al principio del texto, sino que poseen una mayor movilidad, si bien muchos de ellos se sitúan allí obligatoriamente; por otra parte, no admiten negación, ni —entre sí— coordinación: *bueno y por tanto, aunque pueden coordinarse con sintagmas ubicados en inciso en el caso de que sean adverbios marcadores: «La cultura es además, y sobre todo, actualidad». «De hecho, y a pesar de que se verían infinidad de veces, nunca se referirían a aquel hecho sobrenatural».

#### Tipología
María Antonia Martín y José Portolés Lázaro distinguen cinco tipos de marcadores discursivos, cada uno con sus diversos subtipos: estructuradores de la información, conectores, reformuladores, operadores argumentativos y marcadores conversacionales.
1. Estructuradores de la información (comentadores, ordenadores de apertura, de continuidad y de cierre, digresores, comentadores).
2. Conectores (aditivos, consecutivos y contraargumentativo).
3. Reformuladores (explicativos, rectificativos, distanciadores, recapitulativos).
4. Operadores argumentativos (de refuerzo y concreción).
5. Marcadores conversacionales (epistémicos —de evidencia o bien orientadores de fuente— y deónticos, enfocadores de alteridad y metadiscursivos conversacionales).

##### Estructuradores de la información
Para desarrollar la información contenida en un discurso:
- Comentadores, que «presentan un nuevo comentario»: pues (sin pausa después), pues bien (que asume lo anterior para lo que sigue) así las cosas (que no asume lo anterior para lo que sigue), dicho esto/eso, etc.

— ¿Conocía a Soleiro?
— ¿Un cojo que iba a Mondoñedo al mercado?
— El mismo. Pues se le apareció a su mujer en forma de cuervo.
- Ordenadores, que «agrupan varios miembros como partes de un solo comentario; de uso más frecuente en el texto escrito que en el oral». Por lo general se basan en la numeración (primero... segundo), en el espacio (por un lado... por otro lado, por una parte... por otra; de un lado... de otro) o en el tiempo (después, luego, en fin, finalmente,...). Algunos de ellos forman pares correlativos, incluso mixtos de espacio y número o tiempo.
Hay de tres tipos:
  - Ordenadores que marcan apertura. Sirven para abrir una serie: en primer lugar, primeramente, por una parte, por un lado, de una parte, de un lado,...
  - Ordenadores que marcan continuidad. Indican que el miembro al que acompañan forma parte de una serie de la que no es el principio: en segundo/tercer/cuarto... lugar, por otra (parte), por otro (lado), por su parte, de otra (parte), de otro (lado), asimismo, igualmente, de igual forma/modo/manera, luego, después,...
  - Ordenadores que marcan cierre. Señalan el fin de una serie discursiva: por último, en último lugar, en último término, en fin, por fin, finalmente.
Algunos ordenadores, si van en incisos, se aproximan a los digresores, como es el caso de por otra parte, por otro lado y por lo demás.
«Por su parte» carece de marcador de apertura y no se encuentra totalmente gramaticalizado como tal.
El marcador de cierre «por lo demás» jerarquiza su miembro como de menor importancia que los anteriores.
«En parte» se repite en el discurso como marcador de apertura el primero y de continuidad el segundo.
«De igual modo/forma/manera/suerte» están también poco gramaticalizados.

- Digresores; «introducen un comentario lateral en relación con el tópico principal del discurso»: por cierto, a propósito, a todo esto (que introduce un miembro que pide información que en ese momento del discurso ya se debería conocer) y, menos gramaticalizados, dicho sea de paso, dicho sea, entre paréntesis, otra cosa (que sirve para introducir otro tema sin ceder el turno de palabra), etc.

##### Conectores
Son «unos marcadores discursivos que vinculan semántica y pragmáticamente un miembro del discurso con otro anterior». A veces, el primer miembro puede ser situacional o contextual, implícito. Un niño puede mostrarle a otro su coche de juguete y decirle «Además, tiene sirena».
- Conectores aditivos, que «unen a un miembro discursivo anterior otro con la misma orientación argumentativa», lo que permite inferir conclusiones que de otro modo no se alcanzarían. Hay de dos tipos:
  - Los que ordenan ambos miembros discursivos en la misma escala argumentativa (incluso —que indica que el argumento que sigue es más fuerte que el primero: por eso puede decirse: «Debemos llevar al niño al hospital. Tiene mucha fiebre e, incluso, ha comenzado a delirar», pero no *«Debemos llevar al niño al hospital, ha comenzado a delirar e, incluso, tiene mucha fiebre»—, inclusive y es más —que también potencia el argumento siguiente respecto al que precede—).
  - Los que no cumplen esta condición (además, y encima —que presenta el miembro anterior como argumento suficiente para una conclusión determinada y, a diferencia de «además», puede incluir una conclusión opuesta: «Se te compra una cosa y, encima, lloras»—, aparte —propio de la lengua coloquial: «No iré a ver esa película. Es larga y aburrida. Aparte, he quedado para ir a la disco»—, por añadidura (que conecta con un miembro anterior y más frecuentemente con una serie anterior de ellos).
- Conectores consecutivos, que «presentan el miembro del discurso en el que se encuentran como una consecuencia de un miembro anterior»: pues, así pues, por tanto, por consiguiente, consiguientemente, consecuentemente, por ende y de ahí); en consecuencia y de resultas (donde el consecuente es un estado de cosas que se produce a partir de otro estado de cosas), así, entonces,...
- Conectores contraargumentativos, que «vinculan dos miembros del discurso de tal modo que el segundo se presenta como supresor o atenuador de alguna conclusión que se pudiera obtener del primero»: en cambio, por el contrario e y por el contrario (que muestran contraste o contradicción entre los miembros vinculados), antes bien (cuyo miembro discursivo comenta el mismo tópico que el miembro anterior), sin embargo, no obstante, con todo, empero, ahora bien y ahora (que introducen conclusiones contrarias a las esperadas de un primer miembro), y eso sí, que «muestra un miembro discursivo que atenúa la fuerza argumentativa del miembro anterior».

##### Reformuladores
Son «marcadores que presentan el miembro del discurso que introducen como una nueva formulación de un miembro anterior».
- Reformuladores explicativos: o sea, es decir, esto es, a saber; en otras palabras, en otros términos, dicho con/en otros términos, (dicho) con otras palabras, dicho de otra manera/modo/forma, etc.

- Reformuladores rectificativos, que «sustituyen un primer miembro, que presentan como una formulación incorrecta, por otra que la corrige, o al menos la mejora»: mejor dicho, mejor aún, más bien y digo —como inciso, menos gramaticalizado—, precedidos de «o» o «no».

- Reformuladores de distanciamiento, que «presentan como no relevante un miembro del discurso anterior a aquel que los acoge. Con ellos no se pretende formular de nuevo lo antes dicho, sino mostrar la nueva formulación como aquella que ha de condicionar la prosecución del discurso, al tiempo que se priva de pertinencia el miembro discursivo que le precede»: en cualquier caso, en todo caso, de todos modos/maneras/formas, de cualquier modo/manera/forma (menos frecuentes), de cualquier suerte, de todas suertes (arcaicos),...

- Reformuladores recapitulativos, que «presentan su miembro del discurso como una conclusión o recapitulación a partir de un miembro anterior o de una serie de ellos»: en suma, en conclusión, en resumen, en síntesis, en resolución; en una palabra, en dos palabras, en pocas palabras —que presentan el miembro como una condensación de miembros anteriores—; en resumidas cuentas, en definitiva y a fin de cuentas, en fin; total —que se usa de dos formas: sea para presentar la exposición antecedente como innecesariamente prolija, sea como operador discursivo para reformular miembros implícitos y reforzar como argumento el miembro discursivo que introduce—; al fin y al cabo, después de todo (que indican que el miembro en que se encuentran tiene más fuerza argumentativa que otros miembros anteriores antiorientados con él, como algunas veces también en realidad y en el fondo),...

##### Operadores argumentativos
Los operadores argumentativos «son aquellos marcadores que por su significado condicionan las posibilidades argumentativas del miembro del discurso en que se incluyen, pero sin relacionarlo con otro miembro anterior».
- Operadores de refuerzo argumentativo, cuyo «significado consiste esencialmente en reforzar como argumento el miembro del discurso en el que se encuentran». De este modo, y al tiempo que se refuerza su argumento, se limitan los otros como desencadenantes de posibles conclusiones: en realidad —que distingue a otro argumento como «apariencia»—, en el fondo —que presenta a un argumento con mayor fuerza que otro meramente «posible»—, de hecho —que presenta a un argumento como un hecho cierto y por lo tanto con más fuerza que otro discutible o probable—, etc.

- Operadores de concreción, que «presentan el miembro del discurso que los incluye como una concreción o ejemplo de una expresión más general»: por ejemplo, verbigracia, en concreto, en particular, por caso.

##### Marcadores conversacionales
Estos se distinguen de los de la lengua escrita en que a su función «informativa» o «transaccional» suman otra función «interactiva» o «interaccional» orientada hacia el interlocutor. En la conversación hay, pues, que distinguir «modalidades» frente a «contenidos proposicionales» o, en la terminología de los llamados «actos de habla», la fuerza ilocutiva de los contenidos locutivos. Dos grandes tipos de modalidad establecen los autores:
- La modalidad epistémica, «que se refiere a nociones que guardan relación: a) con la posibilidad o con la necesidad, b) con la evidencia, sobre todo a través de los sentidos; c) con lo oído decir o expresado por otros», etc.
Sus marcadores son del tipo de en efecto, claro, por lo visto...
- La modalidad deóntica, «que incluye actitudes que tienen que ver con la voluntad o con lo afectivo».
Sus marcadores son del tipo de bueno, bien...
- De modalidad epistémica —que se usan en enunciados declarativos—.
  - Marcadores de evidencia (reforzadores de las aserciones «sí» o «no», y algunos tematizándolos con «que»): claro, desde luego, por supuesto, naturalmente y sin duda —menos gramaticalizado, pues admite variantes como sin duda alguna / ninguna / de ningún género, etc.—. Otro grupo no puede hacerlo: en efecto, efectivamente...
  - Marcadores orientativos sobre la fuente del mensaje (el hablante presenta el discurso como algo que refleja su propia opinión, o bien lo refiere como algo que ha oído decir, que conoce a través de otros y que transmite como una opinión ajena): por lo visto, al parecer, menos gramaticalizado y menos coloquial (tiene las variantes a mi parecer, al parecer de unos y de otros, según parece, a lo que parece...).
- De modalidad deóntica (reflejan actitudes del hablante relacionadas con la expresión de la voluntad (o de lo afectivo): estos marcadores indican si el hablante acepta, admite, consiente o no lo que se infiere del fragmento de discurso al que remiten; van separados por una pausa más marcada y pueden alternar con otros procedimientos expresivos: los verbos realizativos acepto, consiento, admito, construcciones verbales del estilo de bien está, está bien, bueno está, etc.).
Ejemplos: bueno, bien; vale, de acuerdo, conforme, perfectamente, cabalmente, antiguo cabalito, y los hispanoamericanos definitivamente y okey. No son marcadores del discurso expresiones como «venga», «en absoluto», «ni hablar», etc.
  - Enfocadores de alteridad, que apuntan al oyente (hombre, mira, oye, oye, mira) o menos frecuentemente a ambos interlocutores (vamos) y sirven, sí, para comentar el fragmento del discurso al que remiten —para mostrar la actitud del hablante respecto de este—, pero sobre todo para señalar el enfoque de las relaciones que mantiene el hablante con el oyente: amistosas, corteses, etc.
Bueno —en un uso distinto al deóntico y al metadiscursivo, pues solo sirve para reforzar la imagen positiva del hablante—, vamos, con uso similar y además para favorecer la comunión de los hablantes en el discurso, mira, mire, oye, oiga. También se suelen usar formas verbales en segunda persona: ves, verás, escucha, fíjate, sabes, entiendes, que reflejan signos claros de gramaticalización, y expresiones como ¿no?, ¿verdad?, ¿eh?, etc. Por favor, en inciso, es también un marcador del discurso enfocador de la alteridad muy gramaticalizado.
  - Metadiscursivos conversacionales trazan el esfuerzo que realizan los hablantes para formular e ir organizando su discurso, como signos de puntuación para el descanso. Ya, sí, bueno, bien, eh, este —más frecuente en Hispanoamérica—.

## Sintaxis
El español es una lengua con orden sintáctico básico SVO en oraciones transitivas, aunque existen verbos inergativos e inacusativos que suelen requerir órdenes diferentes:
Me gustan los helados (VS).
Pasaban muchos trenes (VS).
Obviamente el orden sintáctico se altera por lo general en oraciones interrogativas y exclamativas debido que el español requiere generalmente movimientos sintácticos para formar una interrogativa:
¿Devolvió Juan el libro? (VSO).
¿Qué libro devolvió Juan? (OVS).
En ese tipo de oraciones el sintagma complementante debe estar ocupado. En esas oraciones el verbo pasa a la posición del núcleo de dicho sintagma. Si se trata de una interrogativa parcial además el elemento por el cual se pregunta debe saltar a la posición de especificador del sintagma complementante.
En cuanto a la estructura de los sintagmas y, concretamente, al parámetro de posición del núcleo el núcleo sintáctico suele ir al principio, y así el verbo suele preceder al objeto no-pronominal, el determinante precede al nombre, el nombre precede a su complemento nominal, la preposición precede a su complemento obligatorio, etc. Además el castellano tiene concordancia de género y número, además de concordancia de polaridad en oraciones negativas.

### Sintagmas o grupos
Como en todas las lenguas las oraciones pueden ser divididas en constituyentes sintácticos entre los cuales destacan los sintagmas, denominados en la Nueva Gramática de la Lengua Española (2009) grupos, cuyas propiedades combinatorias vienen dadas por el núcleo de dicho grupo (los otros constituyentes son los núcleos sintácticos, los complementos sintácticos y los adjuntos sintácticos). Los sintagmas o grupos son constituyentes que pueden funcionar como argumentos sintácticos requeridos por el verbo u otros elementos predicativos. Las funciones no las realizan las categorías, sino los sintagmas. Un sintagma puede estar constituido por una gran variedad de palabras de diferentes categorías.

#### Sintagmas o grupos determinante y cuantificador
El sintagma determinante es un tipo de sintagma encabezado por un actualizador o determinante. Se considera que el determinante es el núcleo porque es la parte del sintagma que no se puede omitir:
a. Cómete [la manzana]
b. Cómete[la]
c. *Cómete [manzana]
Aunque la gramática tradicional considera que el la de la oración (a) y la (b) no es el mismo, existen argumentos para sostener que dicho determinante definido es el mismo, en cambio la (c) que omite la no es correcta. Los sintagmas cuantificadores ("todos los días", "con todo mi amor", "cantidad de libros") pueden considerarse otro de sintagma similar al sintagma determinante, sometido a las restricciones similares de elisión:
a. Vinieron [todos mis amigos]
b. Vinieron [todos]

##### Determinantes
Los determinantes ofrecen información deíctica o espeficifican el referente de un sintagma nominal situándolo en el espacio y en el tiempo, concretándolo (actualizadores) o bien midiendo el núcleo del sintagma nominal (cuantificadores). También pueden preguntar por el núcleo del sintagma nominal ("¿qué / cuál libro?") o marcarlo emotivamente ("¡qué libro!"). 
Existen varios tipos de actualizadores: artículos (el /la / lo — los / las: La niña); demostrativos (este / ese / aquel y sus respectivos femeninos y plurales: Aquellas casas); posesivos (de un solo posesor: mi, tu, su o de varios posesores: nuestro, vuestro, su, más sus respectivos femeninos y plurales: Mi hermano).

##### Artículos
Hay tres tipos de artículos en el castellano, masculino (el, los), femenino (la, las) y neutro (lo, los). La función primordial del artículo es demarcar el género de la palabra que preceden cuando ésta tiene género (la casa, el caballo), o en el caso de palabras que carecen de género se utiliza el artículo neutro (lo impensable, lo triste). Sin embargo, en el caso de las palabras que comienzan fonéticamente con la vocal a acentuada, se preceden por el artículo masculino (el hambre, el águila, el agua) para evitar la cacofonía resultante del artículo femenino. Cuando el artículo singular masculino es precedido por la preposición a o de se produce una contracción (al norte, salinidad del agua). Los artículos con género también se utilizan antepuestos a adjetivos que modifican un sustantivo (la bella dama, el caluroso verano) o un verbo infinitivo (el andar, etc).
Los nombres propios, en general, no van precedidos por artículo (Juan, y no el Juan) salvo en los casos donde se produce elipsis (el Volga por el río Volga), aunque algunos regionalismos presentan la característica de anteponer artículos a nombres propios de personas.
El artículo también es omitido o no, dependiendo de varias razones, por ejemplo:
- Se omite cuando un nombre común va precedido de un determinante demostrativo o posesivo (mi perro, su herencia).
- Se presenta dependiendo de si se habla de algo determinado o no. En el caso de hablar de cosas definidas se incluye el artículo («Deme el dinero»: ambas personas saben sobre qué dinero se está hablando, la cantidad, etc.), mientras que cuando es algo indeterminado se omite el artículo («deme dinero»).
- Se omite para los nombres comunes cuando se refiere a la persona o animal a la que se está dirigiendo la palabra («Crío, ¡tienes barro hasta la mejilla!» — «¿Qué haces, gato loco? ¡No arañes la silla!», etc).

##### Cuantificadores
Existen dos tipos de cuantificadores:
- los que miden con precisión y exactitud o numerales, bien sean:
  - cardinales, que corresponden a la serie de los números reales (un-una, dos, tres, cuatro..),
  - ordinales, que expresan jerarquía (primer-a, segundo-a tercero-a, cuarto-a...),
  - multiplicadores, que multiplican el núcleo del sintagma nominal (doble, triple, cuádruple...),
  - divisores, que dividen el núcleo del sintagma nominal (medio-a),
  - distributivos, que reparten el núcleo del sintagma nominal (cada, sendos).

- Y los que miden con imprecisión la cantidad o la identidad del núcleo, denominados extensivos o indefinidos: mucho, poco, algún, cierto...: Muchas personas.

Otro tipo de determinantes corresponde a los llamados interrogativos y exclamativos (qué, cuánto, cuál...): «¿Qué zapatos?» — «¡Cuánta gente!».

#### Sintagma o grupo nominal
Un sintagma nominal es un grupo de palabras que, desempeñando alguna función sintáctica, tiene por núcleo un sustantivo, nombre, pronombre o vocablo sustantivado. En español los sintagmas nominales usualmente forman parte de un sintagma determinante o sintagma cuantificador
El coche verde de Pedro
[SD El [SN coche verde de Pedro]]
En castellano es muy rara la ocurrencia de un nombre común sin determinante, a menos que se trate de un sustantivo de materia (o nombre incontable) o un sustantivo en plural (denotando indefinición):
a. El niño quiere agua
b. No digas que no hay sillas, aquí hay una
En la oración a. agua es un nombre incontable, tendría un significado ligeramente diferente el niño quiere el agua. En la oración b.sillas es un sustantivo genérico, porque como indica la segunda parte de la oración, el hablante está hablando de una sola silla.
En la gramática tradicional se llaman sintagmas nominales a los sintagmas o grupos determinantes y cuantificadores, aun cuando está claro que los determinantes y cuantificadores van al principio (restricciones de orden) y suelen ser obligatorios a diferencia de otros complementos del nombre. Por lo que muchos autores consideran que en español es más correcto considerar que los sintagmas nominales son parte de un sintagma determinante o cuantificador.

##### Núcleo del sintagma o grupo nominal
Aunque usualmente el núcleo del sintagma nominal es sustantivo, también pueden desempeñar esta función pronombres (nosotros, eso), adjetivos sustantivados («el rubio», «lo interesante»), infinitivos (cantar) o proposiciones subordinadas sustantivas («Espero que acabes pronto»).

##### Adyacentes del núcleo del sintagma o grupo nominal
El núcleo del grupo o sintagma nominal posee también complementos llamados adyacentes, generalmente sintagmas o grupos adjetivos que completan al núcleo antes o después(«gran novela policiaca»), pero que también pueden ser sintagmas o grupos nominales o meros sustantivos en función de aposición, esto es, inserciones de SN dentro de otro SN cuyo significado completan o precisan, bien entre comas (aposición explicativa) bien sin ellas (aposición especificativa): «Madrid, capital de España», «los montes Pirineos», «el río Ebro», «la calle Alarcos». También pueden considerarse adyacentes los sintagmas o grupos preposicionales en función de complemento del nombre («El libro de matemáticas», «pato a la naranja»). Asimismo, puede funcionar como adyacente en función de adyacente adjetivo toda una proposición subordinada de relativo o adjetiva: «El libro que me prestaste».

#### Sintagma o grupo verbal
El sintagma o grupo verbal (SV) tiene como núcleo a un verbo que concuerda en los morfemas de número y persona con el sintagma nominal sujeto. La concordancia se da siempre en morfema de número, pero unas pocas veces puede darse el llamado sujeto inclusivo, mediante el cual puede concordar una tercera persona con una primera: («Los españoles somos así»). El SV desempeña la función de predicado en sus distintos tipos (predicado verbal, predicado nominal o predicado mixto).
Al contrario que en otros idiomas, la diferencia entre lo esencial y permanente y lo accidental y transitorio se expresa mediante dos verbos copulativos: ser (semánticamente perfectivo) y estar (semánticamente imperfectivo). Por eso cuando en castellano se dice que «el cielo es nublado» se entiende que se trata del de un cuadro pintado, mientras que si decimos que «el cielo está nublado» nos referimos al cielo propiamente dicho. Ser se usa además para formar la voz pasiva de proceso: Las camas aún no han sido hechas. Estar se usa, por el contrario, para formar la voz pasiva de estado: Las camas ya están hechas. Además, estar se usa con cierta frecuencia para formar perífrasis verbales:
—¿Qué estás haciendo?
—Estoy viendo la tele.
El orden sintáctico más frecuente del español, en oraciones enunciativas sin focalización, es S+V+C (Sujeto, Verbo y Complementos), aunque la sintaxis no es muy rígida son posibles movimientos sintácticos que dan diferentes colocaciones que conllevan diferentes matices. La pasiva se forma con el verbo ser o estar más el participio pasado del verbo que se conjuga o con el morfema de pasiva refleja se más un verbo en tercera persona. Véase al respecto construcciones pasivas.

##### Componentes del sintagma o grupo verbal
El sintagma o grupo verbal en diátesis transitivas incluye además de una posición de núcleo verbal correspondiente a un verbo (en forma finita o no finita) algún complemento sintáctico. Ese complemento suele aparecer en una posición adjunta al verbo (en el árbol sintáctico será un nodo hermano del núcleo verbal). El complemento sintáctico puede ser:
- Un complemento directo inanimado que será un SN, un SD o un pronombre clítico (lo, la, los, las, me, te, nos, os).
- Un complemento directo animando que será un SPrep. introducido por la preposición a o un pronombre clítico.
- Un complemento indirecto que será un SPrep. introducido por a o un pronombre crítico (me, te, le, nos, os, les, se).
- Un complemento de régimen introducido por un SPrep.

Un genuino complemento sintáctico es aquel que no puede ser omitido sin que resulte una oración agramatical o mal formada. Además del complemento sintáctico pueden aparecer "complementos" opcionales, que sintácticamente son adjuntos sintácticos, entre los cuales puede haber:
- Complementos circunstanciales
- Complemento agente

Nótese que aunque se usa el término "complemento" para estos en realidad son adjuntos sintácticos, que opcionalmente se podrían eliminar sin que resultara una oración agramatical.

##### Núcleo del SV
Cuando el núcleo del sintagma verbal (SV) es un verbo léxico finito (no un auxiliar), existe un conjunto de circunstancias por las cuales dicho núcleo puede desplazarse a otra posición sintáctica por una operación de movimiento sintáctico del tipo muévase-α, tal como sucede en las oraciones interrogativas:
a. ¿Devolviói Juan Øi el libro?
b. :Juan devolvió el libro
Obsérvese que la estructura de la interragativa (a) es en todo análoga a la de interrrogativa (b) expcepto por el hecho de que el verbo aparece "dislocado" delante del sujeto y separado del su complemento el libro. El signo Øi denota una huella sintáctica dejada por el verbo en su movimiento, aunque dicha huella fonéticamente no se realiza su presencia se postula ya que tiene consecuencias sintácticas explicadas gracias a la postulación de que la huella a pesar de no pronunciarse existe de alguna manera en la estructura sintáctica.

#### Sintagma o grupo preposicional
El sintagma preposicional se da cuando hay una preposición más un sintagma como complemento (usualmente el complemento puede ser un SD, un SN, un pronombre o un verbo en infinitivo). Por ejemplo:
[entre [los sauces llorones]].
[con [ellos]]
Sintácticamente los complementos preposicionales hacen de complementos del nombre (introducidos por la preposición de) como en (a), complementos del verbo como en (b) (c) y (d) o complementos del adjetivo (e):
a. [Casa [de madera]]
b. [Salvó [a María]]
c. [Jugaban [en el patio]]
d. [Creo [en el equipo]]
e. Es [digno [de admirar]
En la oración (b) el SPrep. hace la función de complemento directo, y cuando es de persona el español requiere que sea introducido por la preposición a, una característica peculiar del castellano, ausente en otras lenguas romances. En (c) el SPrep. es de hecho un complemento circunstancial de lugar, que técnicamente es adjunto sintáctico del SV ya que no es requerido obligatoriamente por el verbo (a diferencia de otros auténticos complementos). En (c) se tiene una complemento de régimen que introduce un argumento requerido por el verbo.
En español, el sintagma preposicional o SPrep. puede funcionar como sujeto excepcionalmente («Entre Pedro y Luis lo hicieron»), como complemento directo de persona, como complemento indirecto, como complemento de régimen o suplemento, como complemento agente, como complemento predicativo, como complemento circunstancial, como atributo y como complemento preposicional de un nombre (también llamado complemento del nombre o CN), de un adjetivo, de un adverbio o de una interjección.

#### Sintagma o grupo adjetivo
El sintagma adjetival (Sadj) puede funcionar como adyacente, como atributo y como complemento predicativo. El adjetivo solo formará un sintagma cuando sea atributo o complemento predicativo. Cuando realiza la función de adyacente no formará un sintagma adjetivo, formará parte del sintagma nominal.
El sintagma adjetivo puede ser muy sencillo y estar constituido solo por el núcleo, o estar dotado de varios adyacentes, a los que, por tradición, llamaremos complementos del adjetivo; estos pueden ser algún adverbio que indique grado superlativo o comparativo, un complemento preposicional del adjetivo, etcétera.
Ejemplo:
María tiene los ojos azules.
Se ha comprado una camiseta azul marino.
La nena es bastante hábil con los ordenadores.
Federico es más bueno que el pan.
Los árabes, procedentes del norte de África, invadieron rápidamente la Península.

#### Sintagma o grupo adverbial
El sintagma adverbial (Sadv) puede funcionar como complemento circunstancial (a), como complemento de otro adverbio (b) y como complemento de un adjetivo (c):
a. Estuve descansando plácidamente
b. Lo hiciste muy bien
c. Juan es [medianamente responsable]

#### Sintagmas o grupos funcionales
Además de los sintagmas o grupos léxicos tradicionales tratados anteriormente (SN, SV, SP, SAdj, SAdv) existen sintagmas o grupos funcionales cuyo núcleo sintáctico no tiene un contenido léxico referencial únicamente sino rasgos gramaticales específicos. Entre ellos están el sintagma o grupo determinante y el sintagma o grupo cuantificador. Sin embargo, para dar cuenta de restricciones de orden y explicar tanto la estructura de las oraciones interrogativas, exclamativas y negativas, algunos autores han introducido otros sintagmas funcionales cuya estructura interna permite explicar los hechos. Entre las propuestas de sintagmas funcionales están el sintagma complementante, el sintagma de negación y el sintagma de tiempo. 

##### Sintagma o grupo complementante
Este tipo de sintagma se requiere en español para explicar la estructura dislocada y en orden de constituyentes anómalos en oraciones interrogativas y exclamativas. Además el mismo sintagma permite explicar satisfactoriamente la estructura de las oraciones de relativo.

##### Sintagma o grupo de negación
Si bien tradicionalmente se consideró que la negación gramatical puede tratarse como un adverbio adjunto al verbo existen numerosos hechos sintácticos que no pueden ser explicados en este contexto. Por eso algunos autores introdujeron un sintagma de negación, que necesariamente debe estar ocupado por un elemento de polaridad negativa. Esto permite explicar tanto ciertas restricciones de orden como la concordancia de polaridad.

##### Sintagma o grupo de tiempo
En el caso del español las evidencias son menos claras que en idiomas como el inglés, aunque la existencia del sintagma de tiempo en español resulta claramente conveniente para explicar ciertas diferencias en el comportamiento los verbos conjugados tanto oraciones principales como subordinadas explícitas frente al comportamiento de oraciones subordinadas implícitas que contienen un verbo en infinitivo. La diferencia es que los primeros pueden ocupar el núcleo del sintagma de tiempo, mientras que los segundos solo pueden estar en el núcleo del sintagma verbal. La hipótesis de la existencia del sintagma de tiempo permite explicar ciertos hechos sintácticos relacionados con los dos tipos de subordiandas. También el hecho de que en español solo pueda haber una marca de tiempo en oraciones simples es explicable de manera trivial conjeturando que la única forma finita ocupa el núcleo del sintagma de tiempo. Como el castellano tiende a ser una lengua de núcleo inicial la forma finita, en posición de núcleo del sintagma de tiempo, aparece al principio como en las siguientes oraciones:
a. Juan siempre engañó a María sin que ella lo supiera
b. Juan siempre estuvo engañando a María sin que ella lo supiera
c. Juan siempre había estado engañando a María sin que ella lo supiera
d. Juan siempre pudo haber estado engañando a María sin que ella lo supiera

### Concordancia
Se denomina concordancia a la coincidencia obligada por la gramática de una lengua, en este caso la del español, de determinados accidentes gramaticales (género, número y persona) entre distintos elementos variables de la oración. Se pueden distinguir tres tipos de concordancia: la nominal, la verbal y la de polaridad.

#### Concordancia nominal
Existe coincidencia de género y número:
- Entre el sustantivo y el determinante o los adjetivos que lo acompañan: la blanca paloma; esos libros viejos
- Entre el pronombre y su antecedente o su consecuente: [A tus hijas]i, lasi vi ayer; Lesi di tu teléfono [a los chicos]i
- Entre el sujeto y el atributo, el complemento predicativo o el participio del verbo de la pasiva perifrástica: Mi hijo es un santo; Ella se encontraba cansada; Esas casas fueron construidas a principios de siglo.
- El adjetivo va en número plural cuando se refiere a dos o más sustantivos: "Sol, paisaje, llanura manchegos." "Explicaciones y libros difíciles"
- El género masculino es el no marcado y, por tanto, el inclusivo, así que se usa siempre para incluir el femenino en un grupo mixto. Por eso el adjetivo toma género masculino si dos sustantivos a los que se refiere son de género diferente: "Cabello y piel morenos", pero existen varias excepciones:
  - Si el adjetivo se antepone a los sustantivos, concuerda en general con el primero: Son esplendorosas las vistas y los cielos.
  - Si el adjetivo se pospone a los sustantivos, puede concordar con el último: Elegancia y donaire discretos.

#### Concordancia verbal
Es la coincidencia de número y persona establecida entre el verbo y su sujeto: Esos cantan muy bien. Se da siempre en número, y casi siempre en persona, salvo en el caso del llamado sujeto inclusivo: Los españoles somos así.
Reglas generales
1. La coordinación de dos o más sustantivos o pronombres se realiza en singular, siempre que cada uno de ellos se refiera a un ente distinto, forma un grupo que concuerda en plural con el adjetivo o el pronombre, o con el verbo del que son sujeto: «Rehogar la cebolla y la zanahoria picadas durante quince minutos»; «El oxígeno, el hidrógeno y el carbono los proporciona el medio»; «La sal y el agua son gratis».
2. La coordinación de dos o más sustantivos o pronombres de diferente género gramatical forma un grupo que concuerda en masculino con el adjetivo o con el pronombre: «Se fríen las rajitas junto con la cebolla y el ajo picados»; «Ahora la casa y el jardín eran otros».
3. Si entre dos o más elementos coordinados figura un pronombre de segunda persona (y ninguno de primera), la concordancia con el verbo y con los demás pronombres se establece en segunda persona del plural o, en las zonas del mundo hispánico donde no se usa el pronombre vosotros, sino ustedes, en tercera persona del plural: «La niña y tú cobraréis lo que es vuestro»; «Murphy y tú son unos testigos peligrosísimos»; si hay un pronombre de primera persona, la concordancia se establece en primera persona del plural: «¿Te acuerdas de aquel día en que bailamos Chema, tú y yo?».

Existen numerosas excepciones a estas reglas, para las cuales es preciso consultar el Diccionario panhispánico de dudas de la Real Academia Española.

#### Concordancia entre pronombres relativos y antecedentes
Los pronombres relativos concuerdan con su antecedente en género y número, pero algunos de ellos carecen de morfemas de género y número en todo o en parte y pueden excluir a los antecedentes de "cosa" de la concordancia. 
- El pronombre relativo que no dispone de morfemas de género ni número y puede referirse a personas o cosas.

- Quien/quienes solo posee morfema de número y se refiere solamente a personas, aunque en la lengua del Siglo de Oro, en Cervantes, por ejemplo, puede tener también antecedente de cosa.

- El cual/La cual/Los cuales/Las cuales posee género y número y antecedente de cosa o persona.

- Por otra parte, el pronombre relativo cuyo/cuya/cuyos/cuyas tiene además la función agregada de determinante posesivo de un sustantivo de la proposición subordinada adjetiva en la que aparece, con el cual concuerda en género y número, a diferencia de los demás pronombres relativos del español: "Todos los hombres cuya acreditación vencía hoy la renovaron". Puede sustituirse por que su o que sus, pero se considera vulgar (véase quesuismo).

#### Concordancia de polaridad
El español, como otras lenguas romances, y a diferencia de lenguas como las germánicas, posee concordancia de polaridad, llamada a veces "doble negación" o "negación permeable". Eso significa que cuando una oración es negativa, los pronombres indefinidos que aparezcan en ella deben tener polaridad negativa. A modo de ejemplo, podemos examinar las dos oraciones siguientes:
a. No pude hablar con nadie.
b. *No pude hablar con alguien.
La primera de ellas es correcta porque el indefinido nadie tiene polaridad negativa, mientras que la segunda es incorrecta porque alguien tiene polaridad positiva. Obsérvese que en un idioma como el alemán una traducción literal de a. sería incorrecta por ocurrencia de dos elementos negativos al mismo tiempo, por lo que, para expresar a, se recurre a algo similar a la oración b. El alemán, como otras lenguas germánicas, no admite ese tipo de doble negación presente en las lenguas románicas.

### Orden de constituyentes
El orden ordinario en español en oraciones afirmativas sin énfasis es:
Sujeto + Verbo + Complementos
Pero el español permite gran libertad de movimientos sintácticos y construcciones alternativas marcadas que permiten alterar dicho orden con facilidad mediante funciones informativas como el tema, el rema, el tópico y el foco y sus distintas clases. También hay cambios en el orden de complementos verbales si alguno de estos viene representado por un pronombre proclítico.
Dentro de los sintagmas el orden es mucho más rígido y en general es del tipo:
Elemento rector (núcleo) + Elemento regido (complemento).
Es decir, el castellano es una lengua de núcleo inicial o regens ante rectum para la mayoría de sintagmas. Estilísticamente, cuando existen series de varios complementos de la misma categoría, es más comprensible y rítmicamente mejor ordenarlos de más corto a más extenso.
Desde un punto de vista semántico, H. Contreras (1976, traducido al español en 1978) ha determinado la siguiente jerarquía remática:
1. Instrumento, adverbio de modo, adverbios fuertes (de tiempo o lugar).
2. Destinatario.
3. Complemento, locativo, temporal, referencia, beneficiario, identificador.
4. Paciente.
5. Agente, causa, poseedor, sensor.
6. Adverbios débiles (de tiempo o de lugar).

Así pues, en la oración "el gato arañó al perro", el paciente (perro) es más remático que el agente (gato), y el perro es más temático que el gato. Por eso tal ordenación es más normal que la de "al perro (tema) lo arañó el gato (rema)". Basándose en ejemplos como "Empezó la resistencia", frente a "La resistencia fracasó", o "A María le parece que va a llover" junto a "María cree que va a llover", H. Contreras llega a la conclusión de que:
«La jerarquía remática está determinada por la estructura semántica de la oración. Esto explica que dos verbos intransitivos como empezar y fracasar impongan una distinta selección de rema a sus oraciones, y que dos verbos con diferentes propiedades sintácticas pero semejantes en cuanto a sus propiedades semánticas como creer y parecer den prioridad al mismo elemento semántico, a saber, la cláusula paciente.» (1978: 50).
Olga Fernández Soriano determina que por lo que se refiere a la posición del sujeto intervienen factores relativos a la configuración (oraciones interrogativas, etc.), a la naturaleza del verbo y a las propias características del sintagma nominal que desempeña esa función. Son así fundamentales la noción de ergatividad, la caracterización de los distintos modos de recibir Caso abstracto y las propiedades de las categorías funcionales. Por otra parte, en el orden de los constituyentes primordiales de la oración intervienen factores bien léxicos (la naturaleza del verbo), bien sintácticos (las diversas configuraciones), bien de estructura informativa (la distinción entre tema y rema), bien de procesamiento (la «pesantez» de determinadas cadenas).